# 無綫財經·資訊台電視節目列表 (2010年代)
本列表是無綫財經·資訊台電視節目列表的子列表，列出2010年代的無綫電視財經·資訊台（2016年2月22日前稱為高清翡翠台，2016年2月22日至2017年8月15日期間稱為J5，2017年8月15日至2018年1月20日期間稱為無綫財經台）節目（只限綜藝及資訊節目，新聞及資訊部製作之外購節目除外）。
除特別註明外，所有節目均為高清製作。
高清翡翠台时期與翡翠台同步首播的節目，參見翡翠台電視節目列表 (2010年代)。
註：節目名稱後的為該節目於其所屬地區的原名(如有)。

## 2010年
| 首播日期 | 集數 | 類別       | 節目名稱                                                     | 主持/演出/旁白                                                  | 官方網頁                       | 備註                     |
| -------- | ---- | ---------- | ------------------------------------------------------------ | --------------------------------------------------------------- | ------------------------------ | ------------------------ |
| 1月3日   | 6    | 自然紀錄片 | 自然大事件（Nature's Great Events）                          | 旁白：大衛·愛登堡（英語原聲）；梁志達、陳欣、翟耀輝（粵語配音） |                                |                          |
| 2月7日   | 26   | 住宅資訊   | 綠宜居（第一季）（World's Greenest Homes (I)）               | 主持：Emmanuel Belliveau（英語原聲）；翟耀輝（粵語配音）        |                                |                          |
| 2月7日   | 1    | 資訊       | 「母」形殺手（Killer Jellyfish）                             | 旁白：Sean Pertwee（英語原聲）；梁志達（粵語配音）              |                                |                          |
| 2月14日  | 1    | 自然紀錄片 | 闔虎慶團圓（ベンガルトラ マッチェリ母子の物語）              | 旁白：上田早苗（日語原聲）；梁志達（粵語配音）                  |                                | 重播時名為《虎兒尋親記》 |
| 2月15日  | 1    | 住宅資訊   | 宿細大東京（Tokyo Living Small In The Big City）             | 旁白：梁志達（粵語配音）                                        |                                |                          |
| 3月20日  | 21   | 住宅資訊   | 居者有型屋（In the House of Style）                          | 旁白：潘文柏（粵語配音）                                        |                                |                          |
| 3月21日  | 16   | 酒店資訊   | A+酒店（第二季）（Hotels (II)）                              | 旁白：潘文柏、陳欣、梁志達（粵語配音）                          |                                |                          |
| 4月2日   | 2    | 飲食       | 絕椒（스파이스루트）                                         |                                                                 |                                |                          |
| 4月5日   | 1    | 自然紀錄片 | 搵食小獴（Bandits of Selous）                                |                                                                 |                                |                          |
| 4月6日   | 1    | 自然紀錄片 | 搵食「豚」隊（Dolphin Army）                                 |                                                                 |                                |                          |
| 4月11日  | 10   | 旅遊       | 歐陸蒼穹下（L'Europe à vol d'oiseau）                        | 旁白：Sylvain Augier（法語原聲）；張炳強（粵語配音）            |                                |                          |
| 4月17日  | 5    | 旅遊/宗教  | 以諾遊踪 - 希臘保羅疾風之旅                                    | 主持：林以諾、羅志強、羅慧娟、黃智賢、廖雯珊 旁白：鄭子誠       | TVB網頁 （页面存档备份，存于） |                          |
| 4月25日  | 4    | 旅遊       | 漫遊天地間（Between Earth and Sky）                          | 主持：Sebastien Lafont（英語原聲）；翟耀輝、陳欣（粵語配音）    | TVB網頁 （页面存档备份，存于） |                          |
| 5月21日  | 1    | 自然紀錄片 | 滅蛙危機（Frogs The Thin Green Line）                        |                                                                 |                                |                          |
| 5月22日  | 6    | 旅遊/宗教  | 以諾遊踪 - 土耳其七教會之旅                                    | 主持：林以諾、高皓正、侯嘉明                                    | TVB網頁 （页面存档备份，存于） |                          |
| 5月23日  | 8    | 建築紀錄片 | 劃時代建築（Dan Cruickshank's Adventures in Architecture）   | 主持：Dan Cruickshank（英語原聲）；張炳強（粵語配音）           |                                |                          |
| 6月20日  | 9    | 資訊       | 型城大解構（디자인 앤 더 시티）                              | 旁白：黃鳳英（粵語配音）                                        |                                |                          |
| 7月1日   | 1    | 自然紀錄片 | 明日世界（Future Earth）                                     | 旁白：Iain Stewart（英語原聲）；翟耀輝、潘文柏（粵語配音）      |                                |                          |
| 7月1日   | 1    | 自然紀錄片 | 極冰（Extreme Ice）                                          | 旁白：Jay O. Sanders（英語原聲）；招世亮（粵語配音）            |                                |                          |
| 7月18日  | 9    | 自然紀錄片 | 野獸失樂園（第一輯）（ワイルドライフ）                       | 旁白：Peter Venn（英語原聲）；陳欣（粵語配音）                  |                                |                          |
| 7月25日  | 6    | 酒店資訊   | A+酒店（第三季）（Hotels (III)）                             | 旁白：潘文柏（粵語配音）                                        |                                |                          |
| 8月15日  | 15   | 住宅資訊   | 明日居（第一季）（Echo-Logis (I)）                           | 旁白：許盈（粵語配音）                                          |                                |                          |
| 8月28日  | 26   | 住宅資訊   | 頂尖品味屋（HGTV's Top 10）                                  | 旁白：Dan Duran（英語原聲）；陳欣（粵語配音）                   |                                |                          |
| 9月12日  | 10   | 酒店資訊   | A+酒店（第四季）（Hotels (IV)）                              | 旁白：潘文柏、翟耀輝（粵語配音）                                |                                |                          |
| 9月19日  | 1    | 自然紀錄片 | 座頭鯨：冰火之旅（Humpbacks: from Fire to Ice）              | 旁白：戴維·阿滕伯勒（英語原聲）；陳永信（粵語配音）             |                                | 首播時名為《野獸失樂園》 |
| 9月26日  | 6    | 自然紀錄片 | 野性俄羅斯（Wild Russia）                                    | 旁白：Jason Hildebrandt（英語原聲）；翟耀輝（粵語配音）         |                                |                          |
| 10月9日  | 6    | 紀錄片     | 飛向波利尼西亞                                               | 旁白：陳欣（粵語配音）                                          |                                |                          |
| 11月7日  | 5    | 自然紀錄片 | 天造地設 2.0（How Earth Made Us）                            | 旁白：Iain Stewart（英語原聲）；陳欣（粵語配音）                |                                |                          |
| 11月13日 | 4    | 旅遊       | 瑞士天巒                                                     | 主持：王敏德、馬詩慧、曹敏莉                                    | TVB網頁                        |                          |
| 11月27日 | 22   | 音樂       | 音樂萬萬歲                                                   | 主持：黃韻玲、康康                                              |                                | 不設粵語配音             |
| 11月28日 | 13   | 住宅資訊   | 綠宜居（第二季）（World's Greenest Homes (II)）              | 主持：John Bell（英語原聲）；翟耀輝（粵語配音）                 |                                |                          |
| 12月4日  | 13   | 資訊       | 御和園（究極の美！特別名勝・日本庭園の世界）                 | 旁白：西村實花（日語原聲）；許盈（粵語配音）                    |                                |                          |
| 12月11日 | 6    | 旅遊/宗教  | 以諾遊蹤 - 保羅勇闖高峰之旅                                  | 主持：林以諾、李詩韻、何基佑                                    | TVB網頁 （页面存档备份，存于） |                          |
| 12月12日 | 3    | 飲食       | 韓滋味（Conquering With Taste）                              | 旁白：Jessica Lofbomm（英語原聲）；劉惠雲、陳欣（粵語配音）     |                                |                          |
| 12月27日 | 1    | 自然紀錄片 | 北海冰林（氷のゆりかご 知床 立松和平が行く流氷と森の小宇宙） | 主持：立松和平（日語原聲） 旁白：久保純子（日語原聲）           |                                |                          |
| 12月31日 | 1    | 自然紀錄片 | 冬天Yellowstone（Winter In Yellowstone）                     | 旁白：Linda Hunt（英語原聲）；許盈（粵語配音）                  |                                |                          |

## 2011年
| 首播日期 | 集數 | 類別       | 節目名稱                                                              | 主持/演出/旁白                                                                                                  | 官方網頁                       | 備註           |
| -------- | ---- | ---------- | --------------------------------------------------------------------- | --- | ------------------------------ | -------------- |
| 1月1日   | 28   | 飲食       | 文化遺產美食行（美味しい世界遺産）                                    | 旁白：仲村萌實（日語原聲）；程文意（粵語配音）                                                                  |                                |                |
| 1月1日   | 26   | 紀錄片     | 世界文化遺產（第四輯）（THE世界遺産）                                 | 旁白：田蕊妮、張慧慈、郭晉安、麥長青、胡諾言                                                                    |                                |                |
| 1月2日   | 4    | 飲食       | 味覺革命（The Great Food Revolution）                                 | 旁白：Ann-Marie Macdonald（英語原聲）；袁淑珍（粵語配音）                                                       |                                |                |
| 1月2日   | 5    | 旅遊       | 現代塵世美（第四輯）                                                  | 主持：楊千嬅 | TVB網頁 （页面存档备份，存于） |                |
| 1月16日  | 1    | 紀錄片     | 食幾多?用幾多?(美國篇)（Human Footprint）                             | |                                |                |
| 2月2日   | 1    | 自然紀錄片 | 黃金狒狒快活谷（Valley of the Golden Baboon）                         | 旁白：蘇強文（粵語配音）                                                                                        |                                |                |
| 2月13日  | 3    | 旅遊       | 瀛風絕色（特選！美しき日本の三大風景）                                | 旁白：五大路子（日語原聲）；黃鳳英（粵語配音）                                                                  |                                |                |
| 2月26日  | 10   | 住宅資訊   | 森巴睇樓團（Homes of Brazil）                                         | |                                |                |
| 2月27日  | 13   | 住宅資訊   | 奇型怪宅（第四季）（World's Most Extreme Homes (IV)）                 | 主持：Victoria Hollingsworth（英語原聲）；許盈（粵語配音）                                                      |                                |                |
| 3月6日   | 2    | 旅遊       | 古都心動遊（京都 雅旅）                                               | 主持：淺川稚廣、宮地真理子（日語原聲）；張頌欣、何璐怡（粵語配音） 旁白：桐本琢也（日語原聲）；陳欣（粵語配音） |                                |                |
| 4月3日   | 18   | 飲食       | 大廚出馬（第一輯）                                                    | 主持：馬浚偉、陳蔚而、林穎彤                                                                                    | TVB網頁 （页面存档备份，存于） |                |
| 4月5日   | 1    | 自然紀錄片 | 熊貓媽咪日記（パンダフルライフ）                                      | 旁白：菅野美穗（日語原聲）；李思維（粵語配音）                                                                  |                                |                |
| 4月5日   | 1    | 自然紀錄片 | 狐猴玩轉馬達加斯加（Lemurs of Madagascar）                            | |                                |                |
| 4月9日   | 6    | 旅遊/宗教  | 以諾遊蹤 - 以色列 穌哥行傳                                            | 主持：林以諾、羅志強、關心妍、黃智賢、裕 美                                                                     | TVB網頁 （页面存档备份，存于） |                |
| 4月17日  | 3    | 自然紀錄片 | 微觀世界不思議（Unusual World）                                       | 旁白：蕭徽勇（粵語配音）                                                                                        |                                | 蟲蟲Party Time |
| 4月22日  | 1    | 宗教與科學 | 異獸啟示錄（Beasts of the Bible）                                     | 旁白：Maurice Dean Wint（英語原聲）；招世亮（粵語配音）                                                         |                                |                |
| 4月22日  | 2    | 自然紀錄片 | 春頌進化島（봄, 갈라파고스）                                          | 旁白：張炳強（粵語配音）                                                                                        |                                |                |
| 4月25日  | 1    | 自然紀錄片 | 巨蟒之災（Invasion of the Giant Pythons: Florida With Nigel Marven）  | 主持：奈吉爾·馬文（英語原聲）；陳欣（粵語配音）                                                                 |                                |                |
| 5月2日   | 1    | 自然紀錄片 | 小刺蝟大智慧（Das Jahr des Igels）                                    | 旁白：陳欣（粵語配音）                                                                                          |                                |                |
| 5月8日   | 2    | 自然紀錄片 | 小強軍團（Cockroach）                                                 | 旁白：梁志達（粵語配音）                                                                                        |                                | 蟲蟲Party Time |
| 5月14日  | 8    | 紀錄片     | 頤和園 華麗背後                                                       | 主持：蘇玉華 | TVB網頁 （页面存档备份，存于） |                |
| 5月14日  | 1    | 自然紀錄片 | 黑面琵鷺 - 返家八千里                                                 | 旁白：林懷民（國語原聲）；翟耀輝（粵語配音）                                                                    |                                |                |
| 5月22日  | 3    | 自然紀錄片 | 大裂谷（Great Rift）                                                  | 旁白：Hugh Quarshie（英語原聲）；翟耀輝（粵語配音）                                                             | TVB網頁 （页面存档备份，存于） |                |
| 5月29日  | 11   | 酒店資訊   | A+酒店（第五季）（Hotels (V)）                                        | 旁白：潘文柏（粵語配音）                                                                                        |                                |                |
| 6月5日   | 13   | 住宅資訊   | 奇型怪宅（第五季）（World's Most Extreme Homes (V)）                  | 主持：Victoria Hollingsworth（英語原聲）；許盈（粵語配音）                                                      |                                |                |
| 6月6日   | 1    | 自然紀錄片 | 龍山峭壁（Africa's Dragon Mountains）                                 | 旁白：Iain Glen（英語原聲）；張炳強（粵語配音）                                                                 |                                |                |
| 6月19日  | 5    | 自然紀錄片 | 熊貓先生（Panda Adventure with Nigel Marven）                         | 主持：奈吉爾·馬文（英語原聲）；招世亮（粵語配音）                                                               | TVB網頁 （页面存档备份，存于） |                |
| 6月19日  |      | 自然紀錄片 | 在森林和原野（ダーウィンが来た! 〜生きもの新伝説〜）                  | 旁白：翟耀輝（粵語配音）                                                                                        |                                |                |
| 7月1日   | 1    | 自然紀錄片 | 山貓愛回家（Milos und die Luchse）                                    | 旁白：Stuart Freeman（英語原聲）；招世亮（粵語配音）                                                            |                                |                |
| 7月1日   | 1    | 自然紀錄片 | 春風吹又生（The Secret Lives of Plants）                              | 旁白：梁志達（粵語配音）                                                                                        |                                |                |
| 7月9日   | 6    | 紀錄片     | 台北故宮的秘密                                                        | 主持：米 雪 | TVB網頁 （页面存档备份，存于） |                |
| 7月9日   | 6    | 歷史與文化 | 紙路綿綿（페이퍼 로드）                                               | 旁白：招世亮（粵語配音）                                                                                        |                                |                |
| 7月24日  | 12   | 旅遊       | 遠方的鼓聲（Un mundo aparte）                                         | 旁白：陳欣（粵語配音）                                                                                          |                                |                |
| 7月24日  | 3    | 自然紀錄片 | 大發雌威（第一季）（Wildwives of Savannah Lane (I)）                  | 旁白：Sharon Mann（英語原聲）；劉惠雲（粵語配音）                                                               |                                |                |
| 8月14日  | 10   | 酒店資訊   | A+酒店（第六季）（Hotels (VI)）                                       | 旁白：潘文柏（粵語配音）                                                                                        |                                |                |
| 8月14日  | 1    | 自然紀錄片 | 巨象足跡（Elephants, the Twilight of the Giants）                     | |                                |                |
| 8月27日  | 26   | 資訊       | 完全機械手冊（How Machines Work）                                     | 旁白：潘文柏（粵語配音）                                                                                        |                                |                |
| 8月28日  | 6    | 自然紀錄片 | 本是同根生                                                            | 旁白：張炳強（粵語配音）                                                                                        |                                |                |
| 9月3日   | 1    | 自然紀錄片 | 鷹魂傳奇                                                              | 旁白：陳欣（粵語配音）                                                                                          |                                |                |
| 9月13日  | 1    | 設計資訊   | 米蘭‧最愛設計50年（Milan, 50 Years of Design）                        | |                                |                |
| 9月25日  | 10   | 自然紀錄片 | Life（Life）                                                          | 旁白：大衛·愛登堡（英語原聲）；黃宗澤、陳鍵鋒、馬浚偉、馬國明、黎耀祥（粵語配音）                               | TVB網頁 （页面存档备份，存于） |                |
| 10月2日  | 20   | 設計資訊   | 觸動設計                                                              | 旁白：許盈（粵語配音）                                                                                          |                                |                |
| 10月8日  | 5    | 科學紀錄片 | 太陽系奇觀（Wonders of the Solar System）                             | 主持：Brian Cox（英語原聲） 旁白：Jack Fortune（英語原聲）；翟耀輝（粵語配音）                                  | TVB網頁 （页面存档备份，存于） |                |
| 10月9日  | 13   | 飲食       | 食在好源頭（第一輯）                                                  | 主持：Pornsak（華語原聲）；李凱傑（粵語配音）                                                                   |                                |                |
| 10月30日 | 10   | 酒店資訊   | A+酒店（第七季）（Hotels (VII)）                                      | 旁白：潘文柏（粵語配音）                                                                                        |                                |                |
| 11月12日 | 7    | 歷史紀錄片 | 歷史不思議（Solving History With Olly Steeds）                        | 主持：Oliver Steeds（英語原聲）；雷霆（粵語配音）                                                               |                                |                |
| 11月20日 | 15   | 音樂       | 音樂萬萬歲（第三輯）                                                  | 主持：黃韻玲、康康                                                                                              |                                | 不設粵語配音   |
| 12月3日  | 5    | 旅遊/宗教  | 以諾遊蹤 - 德國‧改革與轉化之旅                                        | 主持：林以諾、羅志強、何基佑、李詩韻、苟芸慧、徐少驊                                                            | TVB網頁 （页面存档备份，存于） |                |
| 12月4日  | 6    | 自然紀錄片 | 南太平洋（South Pacific）                                             | 旁白：本尼迪克特·康伯巴奇（英語原聲）；張炳強（粵語配音）                                                       | TVB網頁 （页面存档备份，存于） |                |
| 12月26日 | 1    | 音樂       | Andrea Bocelli 我的聖誕（Andrea Bocelli & David Foster My Christmas） | 演出：安德烈·波伽利、David Foster                                                                               |                                |                |
| 12月26日 | 1    | 自然紀錄片 | 冰海傳奇（奇跡の流氷～オホーツク海が生み出す命の源）                  | 旁白：藤本美貴、卓田和廣（日語原聲）；曾佩儀、陳卓智（粵語配音）                                                |                                |                |
| 12月26日 | 2    | 自然紀錄片 | 「獅」奶唔易做                                                        | 旁白：陳欣、張炳強（粵語配音）                                                                                  |                                |                |
| 12月31日 | 6    | 紀錄片     | 博物館之謎（第一季）（Museum Secrets (I)）                            | 旁白：Colm Feore（英語原聲）；蘇強文（粵語配音）                                                                |                                | 高清揭秘       |

## 2012年
| 首播日期 | 集數 | 類別       | 節目名稱                                                              | 主持/演出/旁白 | 官方網頁                       | 備註                       |
| -------- | ---- | ---------- | --------------------------------------------------------------------- | --- | ------------------------------ | -------------------------- |
| 1月2日   | 1    | 自然紀錄片 | 熊履薄冰（Polar Bears: Living on Thin Ice）                           | 旁白：Rob Quirk（英語原聲）；陳欣（粵語配音） |                                |                            |
| 1月7日   | 6    | 旅遊       | 遊心出發                                                              | 旁白：朱妙蘭、陳廷軒（粵語配音） |                                |                            |
| 1月8日   | 6    | 飲食       | Rick Stein遠東美食遊（Rick Stein's Far Eastern Odyssey）              | 主持：Rick Stein（英語原聲） | TVB網頁 （页面存档备份，存于） |                            |
| 1月15日  | 2    | 自然紀錄片 | 亞馬遜異形（Aliens of the Amazon）                                    | |                                |                            |
| 1月23日  | 1    | 自然紀錄片 | 富貴海獺（Sea Otters A Million Dollar Baby）                          | 旁白：袁淑珍（粵語配音） |                                |                            |
| 1月24日  | 1    | 自然紀錄片 | 掘金土撥鼠（Prairie Dogs Talking Their Language）                     | 旁白：陳欣（粵語配音） |                                |                            |
| 1月25日  | 1    | 自然紀錄片 | 時來運轉貓頭鷹（Owl and Zelkova Tree）                                | 旁白：雷霆（粵語配音） |                                |                            |
| 1月29日  | 4    | 自然紀錄片 | 愛在林森處（Love is in the Wild）                                     | 旁白：黃玉娟（粵語配音） |                                |                            |
| 2月19日  | 26   | 設計真人秀 | 型男設計（第五季）（Designer Guys (V)）                               | 主持：Allen Chan、Anwar Mukhayesh、Matt Davis（英語原聲）；陳廷軒、陳欣、葉振聲（粵語配音） |                                |                            |
| 2月19日  | 13   | 飲食       | 無國界大廚（Chef Abroad）                                             | 主持：Michael Smith（英語原聲）；蕭徽勇（粵語配音） |                                |                            |
| 2月19日  | 13   | 飲食       | 飲食男女（第一輯）                                                    | |                                |                            |
| 2月26日  | 1    | 自然紀錄片 | 金眼海鵰（Sea Eagle: Bird with the Golden Eye）                       | 旁白：翟耀輝（粵語配音） |                                | 高清觀鳥團                 |
| 3月4日   | 1    | 自然紀錄片 | 火鶴長征（The Long Flight of the Phoenix）                            | 旁白：招世亮（粵語配音） |                                | 高清觀鳥團                 |
| 3月10日  | 1    | 紀錄片     | 最動人的夏祭                                                          | 旁白：Kimberly Forsythe（英語原聲）；許盈（粵語配音） | TVB網頁 （页面存档备份，存于） | 311歷劫重生                |
| 3月11日  | 1    | 紀錄片     | 愛與希望Hulala（つながろう！ニッポン ～フラガール 笑顔と絆の180日～） | 旁白：石原聰美（日語原聲）；許盈（粵語配音） | TVB網頁 （页面存档备份，存于） | 311歷劫重生                |
| 3月11日  | 1    | 自然紀錄片 | 巨鷹擒猴（The Monkey-Eating Eagle of Venezuela）                      | 主持：Fergus Beeley（英語原聲）；招世亮（粵語配音） |                                | 高清觀鳥團                 |
| 3月18日  | 1    | 自然紀錄片 | 蜂鳥空中轉（Hummingbirds: Magic in the Air）                          | 旁白：F. Murray Abraham（英語原聲）；招世亮（粵語配音） |                                | 高清觀鳥團                 |
| 3月19日  | 100  | 文化紀錄片 | 故宮100                                                               | 旁白：韩涛、陳曼曼（國語原聲）；張炳強、袁淑珍（粵語配音） |                                |                            |
| 3月31日  | 4    | 紀錄片     | 冰原上的孩子（최후의 툰드라）                                         | 旁白：高賢廷（韓語原聲）；許盈（粵語配音） |                                |                            |
| 4月1日   | 4    | 旅遊       | 追踪馬可孛羅（Marco Polo Reloaded）                                     | 主持：Bradley Mayhew（英語原聲）；潘文柏（粵語配音） 旁白：Dave Myatt（英語原聲）；雷霆（粵語配音）                                                                                            |                                |                            |
| 4月1日   | 8    | 自然紀錄片 | 天下為家（Human Planet）                                              | 旁白：尊·赫（英語原聲）；王 喜（粵語配音） | TVB網頁 （页面存档备份，存于） |                            |
| 4月4日   | 1    | 自然紀錄片 | 小眼睛看白川鄉                                                        | 旁白：張炳強（粵語配音） |                                |                            |
| 4月4日   | 1    | 資訊       | 眼見未為真（Is Seeing Believing?）                                    | 旁白：Jaye Griffiths（英語原聲）；黃玉娟（粵語配音） |                                |                            |
| 4月6日   | 1    | 自然紀錄片 | 水來土「淹」（Earth Under Water）                                     | 旁白：Philip Bretherton（英語原聲）；梁志達（粵語配音） |                                |                            |
| 4月7日   | 6    | 旅遊/宗教  | 以諾遊蹤 - 南洋‧赤道朝陽                                              | 主持：林以諾、何基佑、何傲兒、裕 美 | TVB網頁 （页面存档备份，存于） |                            |
| 4月9日   | 1    | 自然紀錄片 | 完美獵食手冊（Inside the Perfect Predator）                           | |                                |                            |
| 4月28日  | 12   | 文化紀錄片 | 當羅浮宮遇見紫禁城                                                    | 旁白：溫濤（國語原聲） | TVB網頁 （页面存档备份，存于） |                            |
| 5月1日   | 1    | 自然紀錄片 | 鱷一羣（Crocodiles the Last Dragon）                                  | 旁白：Stephen Hughes（英語原聲）；招世亮（粵語配音） |                                |                            |
| 5月27日  | 6    | 飲食       | 大城小廚美國行（Jamie's American Road Trip）                          | 主持：謝美·奧利華（英語原聲）；蘇強文（粵語配音） | TVB網頁 （页面存档备份，存于） |                            |
| 5月27日  | 2    | 自然紀錄片 | 生命足跡（David Attenborough's First Life）                           | 主持：大衛·愛登堡（英語原聲）；張炳強（粵語配音） |                                |                            |
| 6月10日  | 6    | 自然紀錄片 | 地球冰失（Frozen Planet）                                             | 旁白：大衛·愛登堡（英語原聲）；張炳強（粵語配音） | TVB網頁 （页面存档备份，存于） |                            |
| 7月1日   | 1    | 自然紀錄片 | 夏日狂蛙（密林に飛行生物の謎を追う ボルネオ）                         | 旁白：Peter Venn（英語原聲）；陳欣（粵語配音） |                                |                            |
| 7月2日   | 1    | 自然紀錄片 | 菜蟲戰記                                                              | 旁白：張炳強（粵語配音） |                                |                            |
| 7月8日   | 6    | 飲食       | 大城小廚歐陸之旅（Jamie's Food Escapes）                              | 主持：謝美·奧利華（英語原聲）；陳欣（粵語配音） | TVB網頁 （页面存档备份，存于） |                            |
| 7月15日  | 5    | 紀錄片     | 生活大不同（Way of Life）                                             | 主持：Jim Brasher（英語原聲）；伍博民（粵語配音） | TVB網頁 （页面存档备份，存于） |                            |
| 7月21日  | 1    | 自然紀錄片 | "動"植物（Amazing Plants）                                            | 旁白：Bill Paterson（英語原聲） |                                |                            |
| 7月22日  | 7    | 自然紀錄片 | 生命動能（第一輯）（ホット・スポット 最後の楽園）                     | 主持：福山雅治（日語原聲）；潘文柏（粵語配音） 旁白：守本奈實（日語原聲）；許盈（粵語配音） | TVB網頁 （页面存档备份，存于） |                            |
| 7月28日  | 13   | 粵劇資訊   | 名伶名曲匯                                                            | 主持：歐錦棠 |                                |                            |
| 7月28日  | 3    | 旅遊       | 情熱赤道（赤道大紀行）                                                | 主持：西村雅彥（日語原聲）；朱子聰（粵語配音） 旁白：田中秀幸、坪井章子（日語原聲）；招世亮、黃玉娟（粵語配音）                                                                                |                                |                            |
| 7月29日  | 2    | 自然紀錄片 | 全賴有你．地球繼續美（Home, Histoire d'un Voyage）                    | 旁白：楊·亞祖－貝彤（英語原聲）；招世亮（粵語配音） | TVB網頁 （页面存档备份，存于） |                            |
| 8月4日   |      | 設計資訊   | 設計基因（Design DNA）                                                | 旁白：Jennifer Scott（英語原聲）；許盈（粵語配音） |                                |                            |
| 8月12日  | 1    | 自然紀錄片 | 天鏡（アンデス 天空の鏡）                                             | 主持：中山亞微梨；黃玉娟（粵語配音） 旁白：潘文柏（粵語配音） | TVB網頁 （页面存档备份，存于） |                            |
| 8月18日  | 3    | 科學紀錄片 | 看不到的世界（Invisible Worlds）                                      | 旁白：Martin Ball（英語原聲） |                                |                            |
| 8月18日  | 2    | 自然紀錄片 | 諜影熊心（Polar Bear Spy on the Ice）                                 | 旁白：大衛·田納特（英語原聲） |                                |                            |
| 8月19日  | 1    | 自然紀錄片 | 地球如履薄冰（Frozen Planet On Thin Ice）                             | 主持：大衛·愛登堡（英語原聲）；張炳強（粵語配音） | TVB網頁 （页面存档备份，存于） |                            |
| 8月19日  | 13   | 潮流資訊   | 流行別注（第一季）（Videofashion Daily Specials (I)）                 | 旁白：許盈（粵語配音） |                                |                            |
| 8月19日  | 13   | 旅遊       | LONELY PLANET 新遊蹤（Lonely Planet Roads Less Travelled）            | 主持：John Vlahides、Dominic Arizona Bonuccelli、Tony Wheeler、Amelia Thomas、Tamara Sheward、Shawn Low、Katarina Kane、Iain Shearer、Kerry Lorimer（英語原聲） 旁白：Tony Jackson（英語原聲） | TVB網頁 （页面存档备份，存于） |                            |
| 8月19日  | 5    | 飲食       | 全球為食                                                              | 旁白：陸惠玲、陳永信（粵語配音） | TVB網頁 （页面存档备份，存于） |                            |
| 8月25日  | 26   | 紀錄片     | 世界文化遺產（第五輯）（THE世界遺産）                                 | 旁白：陳國邦、譚玉瑛、敖嘉年、陳倩揚、古明華 |                                |                            |
| 8月26日  | 1    | 自然紀錄片 | 斑馬大遷移（Zebras on the Move）                                      | 旁白：陳廷軒（粵語配音） |                                |                            |
| 9月1日   | 3    | 自然紀錄片 | 深山之"猩"（Mountain Gorilla）                                        | 旁白：柏克·史釗域（英語原聲） | TVB網頁 （页面存档备份，存于） |                            |
| 9月8日   | 8    | 紀錄片     | 博物館之謎（第二季）（Museum Secrets (II)）                           | 旁白：Colm Feore（英語原聲）；張炳強（粵語配音） |                                | 高清揭秘                   |
| 9月9日   | 5    | 自然紀錄片 | 捕獵之皇（Mega Hunters）                                              | 旁白：Jon Wolfson（英語原聲）；張炳強（粵語配音） | TVB網頁 （页面存档备份，存于） |                            |
| 9月19日  | 10   | 住宅資訊   | 地中海睇樓團（Maisons Méditerranéennes）                              | 旁白：袁淑珍（粵語配音） | TVB網頁 （页面存档备份，存于） |                            |
| 9月22日  | 1    | 自然紀錄片 | 蟻皇朝（Empire of the Desert Ants）                                   | 旁白：安迪·瑟克斯（英語原聲） | TVB網頁 （页面存档备份，存于） |                            |
| 9月23日  | 6    | 飲食       | 全球飲勝                                                              | 旁白：陳欣（粵語配音） | TVB網頁 （页面存档备份，存于） |                            |
| 9月29日  | 1    | 自然紀錄片 | 紅蟻救兵（Jaglavak, Prince of Insects）                               | 旁白：雷霆（粵語配音） | TVB網頁 （页面存档备份，存于） |                            |
| 9月30日  | 1    | 自然紀錄片 | 河狸築堤（Dam Beavers）                                               | | TVB網頁 （页面存档备份，存于） |                            |
| 10月1日  | 2    | 資訊       | 魅力之都（Metropolis）                                                | |                                |                            |
| 10月1日  | 1    | 人文紀錄片 | 雲端上的秘景（La Joya y los Guerreros de la niebla）                  | 旁白：陳欣（粵語配音） |                                |                            |
| 10月2日  | 2    | 紀錄片     | 哈利王子北極慈善行（Harry's Arctic Heroes）                           | 旁白：尊·赫（英語原聲）；張炳強（粵語配音） 演出：哈利王子（英語原聲）；梁偉德（粵語配音） | TVB網頁 （页面存档备份，存于） | 於明珠台首播時不設粵語配音 |
| 10月2日  | 1    | 自然紀錄片 | 英倫蝴蝶瘋（Butterflies）                                             | 主持：伊美黛·史道頓（英語原聲） | TVB網頁                        |                            |
| 10月7日  | 1    | 自然紀錄片 | 殺人鯨學堂（Orca Killing School）                                     | 旁白：張炳強（粵語配音） | TVB網頁 （页面存档备份，存于） |                            |
| 10月13日 | 13   | 自然紀錄片 | 渾然天成（第一輯）（グレートネイチャー）                              | 旁白：Laura Post、Katie Adler（英語原聲）；黃玉娟（粵語配音） | TVB網頁 （页面存档备份，存于） |                            |
| 10月14日 | 1    | 自然紀錄片 | 大澤蟹                                                                | 旁白：招世亮（粵語配音） | TVB網頁 （页面存档备份，存于） |                            |
| 10月14日 | 4    | 自然紀錄片 | 大遷世界（Great Migrations）                                          | 旁白：艾力·寶雲（英語原聲）；林保全（粵語配音） | TVB網頁 （页面存档备份，存于） |                            |
| 10月20日 | 1    | 自然紀錄片 | 印度毒蛇之最（India's Deadliest Snakes）                              | 旁白：王夢華（粵語配音） |                                |                            |
| 10月21日 | 1    | 自然紀錄片 | 小狐獴荒漠求生（Namib Meerkats）                                      | 旁白：雷霆（粵語配音） |                                |                            |
| 10月23日 | 1    | 自然紀錄片 | 十載自然之最（Decade of Discovery）                                   | 主持：Chris Packham（英語原聲） |                                |                            |
| 10月27日 | 13   | 健康資訊   | 扁鵲會（第一輯）                                                      | 主持：陳婷（國語原聲）；黃玉娟（粵語配音） 旁白：張炳強（粵語配音） | TVB網頁 （页面存档备份，存于） |                            |
| 10月27日 | 1    | 自然紀錄片 | 亞洲毒蛇之最（Asia's Deadliest Snakes）                               | |                                |                            |
| 11月3日  | 2    | 科學紀錄片 | 地球全動力（Earth Machine）                                           | 主持：理查德·哈蒙德（英語原聲） | TVB網頁                        |                            |
| 11月3日  | 1    | 自然紀錄片 | 印度虎王                                                              | 旁白：林保全（粵語配音） |                                |                            |
| 11月4日  | 6    | 旅遊/文化  | 細說名城．德國                                                        | 主持：謝安琪 | TVB網頁 （页面存档备份，存于） |                            |
| 11月4日  | 8    | 飲食       | 亞洲風味Guide（第二季）（World Cafe Asia (II)）                       | 主持：Bobby Chinn（英語原聲）；雷霆（粵語配音） | TVB網頁 （页面存档备份，存于） |                            |
| 11月10日 | 1    | 自然紀錄片 | 伊甸（Iraq's Garden of Eden）                                         | 主持：David Johnson（英語原聲） | TVB網頁                        |                            |
| 11月11日 | 1    | 自然紀錄片 | 大遷世界製作特輯（Great Migrations Behind the Scenes）                | 旁白：James Byrne（英語原聲）；林保全（粵語配音） | TVB網頁 （页面存档备份，存于） |                            |
| 11月17日 | 5    | 歷史紀錄片 | 計算文明（인류 문명 탐험）                                            | 主持：南明烈（韓語原聲）；張炳強（粵語配音） | TVB網頁 （页面存档备份，存于） |                            |
| 11月18日 | 5    | 旅遊       | 升球奇遇記（Höhenflüge）                                              | 旁白：Tom Zahner（英語原聲）；黃啟昌（粵語配音） | TVB網頁 （页面存档备份，存于） |                            |
| 11月18日 | 1    | 自然紀錄片 | 野性東瀛（Wild Japan）                                                | 旁白：Tom Streithorst（英語原聲） |                                | 明珠台版名為《東瀛在野》   |
| 11月25日 | 10   | 住宅資訊   | 天下奇居（Maisons d'Ici et d'Ailleurs）                               | 旁白：黃玉娟（粵語配音） | TVB網頁 （页面存档备份，存于） |                            |
| 11月25日 | 2    | 自然紀錄片 | 野性東瀛（日本列島 奇跡の大自然）                                     | 旁白：Peter Venn（英語原聲）；陳欣（粵語配音） | TVB網頁 （页面存档备份，存于） |                            |
| 12月9日  | 13   | 潮流資訊   | 流行天裁（第一季）（Videofashion Daily Designers (I)）                | 旁白：許盈（粵語配音） | TVB網頁 （页面存档备份，存于） |                            |
| 12月9日  | 1    | 自然紀錄片 | 野性古巴（Cuba Accidental Eden）                                      | 旁白：Olga Merediz（英語原聲）；潘芳芳（粵語配音） |                                | 明珠台版名為《自然古巴》   |
| 12月16日 | 6    | 旅遊/宗教  | 以諾遊蹤 - 日本·沃土再生                                              | 主持：林以諾、黃智賢、李璧琦、何傲兒 | TVB網頁 （页面存档备份，存于） |                            |
| 12月16日 | 2    | 自然紀錄片 | 野性亞馬遜（Wild Amazon）                                             | |                                | 明珠台版名為《狂野亞馬遜》 |
| 12月22日 | 5    | 自然紀錄片 | 生命啟航（생명, 40억년의 비밀）                                       | 旁白：招世亮（粵語配音） | TVB網頁 （页面存档备份，存于） |                            |
| 12月22日 | 1    | 自然紀錄片 | 草上野牛王（プレーリーの王者 バイソンが駆ける）                       | 旁白：Peter Venn（英語原聲）；陳欣（粵語配音） |                                |                            |
| 12月23日 | 1    | 旅遊       | 高清眼睛想旅行 - 南極洲（Ultimate Journeys - Antarctica）             | 旁白：招世亮（粵語配音） |                                |                            |
| 12月24日 | 1    | 自然紀錄片 | 愛心萬「象」（For the Love of Elephants）                             | 旁白：陳欣（粵語配音） |                                |                            |
| 12月25日 | 1    | 自然紀錄片 | 深海異形（Aliens of the Deep Sea）                                    | 旁白：招世亮（粵語配音） |                                |                            |
| 12月26日 | 1    | 自然紀錄片 | 神之信蝶                                                              | |                                |                            |
| 12月29日 | 1    | 自然紀錄片 | 勁舞Dancing Birds（幻の鳥 炎の舞に迫る ～ニューギニア島～）           | 旁白：Peter Venn（英語原聲）；陳欣（粵語配音） |                                |                            |
| 12月30日 | 1    | 旅遊       | 高清眼睛想旅行 - 新西蘭（Ultimate Journeys - New Zealand）              | 旁白：陳欣（粵語配音） |                                |                            |
| 12月30日 | 3    | 自然紀錄片 | 大發雌威（第二季）（Wildwives of Savannah Lane (II)）                 | 旁白：Sharon Mann（英語原聲）；劉惠雲（粵語配音） |                                |                            |
| 12月31日 | 1    | 自然紀錄片 | 征服阿富汗頂峰                                                        | |                                |                            |

## 2013年
| 首播日期 | 集數 | 類別           | 節目名稱                                                          | 主持/演出/旁白 | 官方網頁                       | 備註                                                 |
| -------- | ---- | -------------- | ----------------------------------------------------------------- | --- | ------------------------------ | ---------------------------------------------------- |
| 1月1日   | 1    | 設計資訊       | 邁阿密·設計革命                                                   | 旁白：黃玉娟（粵語配音） |                                | 重播時名為《設計革命·邁阿密》                        |
| 1月1日   | 1    | 自然紀錄片     | 喜馬拉雅山（The Himalayas）                                       | 旁白：大衛·愛登堡（英語原聲） |                                |                                                      |
| 1月6日   | 1    | 旅遊           | 高清眼睛想旅行 - 冰島（Ultimate Journeys - Iceland）              | 旁白：梁志達（粵語配音） |                                | 明珠台版名為《"冰"極之旅》                           |
| 1月13日  | 10   | 酒店資訊       | A+酒店（第八季）（Hotels (VIII)）                                 | 旁白：潘文柏（粵語配音） | TVB網頁 （页面存档备份，存于） |                                                      |
| 1月13日  | 13   | 旅遊           | 發現大絲路（第一輯）                                              | 主持：廖科溢、Tom Robertson（國語原聲）；麥皓豐、李致林（粵語配音） | TVB網頁 （页面存档备份，存于） |                                                      |
| 1月20日  | 3    | 自然紀錄片     | 海洋王者（Ocean Giants）                                          | 旁白：史提芬·費亞（英語原聲） |                                |                                                      |
| 1月20日  | 3    | 自然紀錄片     | 恐龍在野（Planet Dinosaur）                                       | 旁白：尊·赫（英語原聲）；潘文柏（粵語配音） |                                |                                                      |
| 1月26日  | 26   | 健康資訊       | 扁鵲會（第二輯）                                                  | 主持：陳婷（國語原聲）；黃玉娟、陸惠玲（粵語配音） 旁白：張炳強（粵語配音） | TVB網頁 （页面存档备份，存于） |                                                      |
| 1月26日  | 3    | 紀錄片         | 女皇大觀園（The Queen's Palaces）                                 | 主持：Fiona Bruce（英語原聲）；黃玉娟（粵語配音） |                                | 於明珠台首播時不設粵語配音                           |
| 1月27日  | 12   | 旅遊           | 字遊行（Word Travels）                                            | 主持：Robin Esrock、Julia Dimon（英語原聲）；雷霆、朱妙蘭（粵語配音） | TVB網頁 （页面存档备份，存于） |                                                      |
| 2月3日   | 51   | 住宅資訊       | 劃時代理想居（Une Brique dans le Ventre）                         | 主持：Cédric Wautier（法語原聲）；陳欣（粵語配音） 旁白：Virginie Jacobs（法語原聲）；許盈（粵語配音）                                                                                              | TVB網頁 （页面存档备份，存于） |                                                      |
| 2月10日  | 7    | 飲食紀錄片     | 舌尖上的中國（原版）                                              | 旁白：李立宏（國語原聲）；黃志淙（粵語配音） | TVB網頁 （页面存档备份，存于） | 於翡翠台首播時為後期製作版                           |
| 2月10日  | 3    | 自然紀錄片     | 馬達加斯加奇觀（Madagascar）                                      | 旁白：大衛·愛登堡（英語原聲）；張炳強（粵語配音） |                                |                                                      |
| 2月13日  | 1    | 自然紀錄片     | 運財松鼠                                                          | 旁白：Peter Venn（英語原聲）；陳欣（粵語配音） |                                |                                                      |
| 2月16日  | 5    | 動物紀錄片     | 神獸藝訓班（Manege frei!）                                        | 旁白：Andrew Solomon（英語原聲）、Hans-Peter Bögel（德語原聲） | TVB網頁 （页面存档备份，存于） |                                                      |
| 2月23日  | 13   | 音樂           | 音樂之都（第三季）（Classical Destinations (III)）                | 主持：Aled Jones（英語原聲） |                                | 於明珠台首播時不設粵語配音                           |
| 3月3日   | 6    | 自然紀錄片     | 活火生機（Le Peuple des Volcans）                                 | 旁白：謝洛美·艾朗斯（英語原聲） | TVB網頁 （页面存档备份，存于） | 明珠台版名為《活著·火山》                            |
| 3月23日  | 2    | 科學紀錄片     | 動物超智能（Super Smart Animals）                                 | 主持：Liz Bonnin（英語原聲） |                                |                                                      |
| 3月23日  | 13   | 飲食           | 名廚踩場（Edventure in Asia）                                     | 主持：Edward Kwon（韓語原聲）；劉奕希（粵語配音） 旁白：張錦江（粵語配音） | TVB網頁 （页面存档备份，存于） |                                                      |
| 3月24日  | 15   | 歌唱比賽       | 中國好聲音（第一季）                                              | 主持：華少 |                                | 不設粵語配音                                         |
| 3月29日  | 1    | 設計資訊       | 設計革命·瑞典                                                     | 旁白：許盈（粵語配音） |                                |                                                      |
| 3月29日  | 1    | 紀錄片         | 西伯利亞好男兒（Devenir un Homme en Sibérie）                     | 演出：Edik、Altagan、Dsolbo（原聲）；張裕東（粵語配音） 旁白：陳欣（粵語配音） | TVB網頁 （页面存档备份，存于） | 明珠台版名為《西伯利亞男孩在四方》（不設粵語配音）   |
| 3月31日  | 13   | 潮流資訊       | 流行天裁（Videofashion Daily Style）                              | 旁白：黃玉娟、許盈（粵語配音） | TVB網頁 （页面存档备份，存于） |                                                      |
| 4月1日   | 1    | 設計資訊       | 設計革命·法國                                                     | 旁白：許盈（粵語配音） |                                |                                                      |
| 4月1日   | 1    | 紀錄片         | 高海拔女兒情（Devenir Femme au Zanskar）                          | 演出：Palkit、Tenzin（原聲）；鄭麗麗、陳皓宜（粵語配音） 旁白：陳欣（粵語配音） | TVB網頁 （页面存档备份，存于） | 明珠台版名為《活出真我的藏斯卡女人》（不設粵語配音） |
| 4月4日   | 1    | 紀錄片         | 喜馬拉雅小神僧（Himalaya, Le Chemin du Ciel）                     | 演出：Kenrap（原聲）；魏惠娥（粵語配音） | TVB網頁 （页面存档备份，存于） | 明珠台版名為《高山小僧》（不設粵語配音）             |
| 4月6日   | 3    | 科學紀錄片     | 腦力大測試（Test Your Brain）                                     | 旁白：尼爾·柏德烈·夏里斯（英語原聲）；雷霆（粵語配音） | TVB網頁 （页面存档备份，存于） |                                                      |
| 4月13日  | 1    | 自然紀錄片     | 鱷形鱷相（Croc Ganglands）                                        | 旁白：Robert Jimenez（英語原聲）；潘文柏（粵語配音） | TVB網頁 （页面存档备份，存于） |                                                      |
| 4月14日  | 13   | 紀錄片         | 在水一方（第一季）（Ports d'attache (I)）                         | 主持：Heidi Hollinger（英語原聲）；陸惠玲（粵語配音） | TVB網頁 （页面存档备份，存于） |                                                      |
| 4月14日  | 3    | 自然紀錄片     | 極速生命力（Speed of Life）                                       | |                                |                                                      |
| 4月21日  | 4    | 飲食           | Rick Stein西班牙風味遊（Rick Stein's Spain）                      | 主持：Rick Stein（英語原聲）；陳永信（粵語配音） |                                | 於明珠台首播時不設粵語配音                           |
| 5月1日   | 1    | 自然紀錄片     | 森之秘境（Kingdom of the Forest）                                 | 旁白：Sean Pertwee（英語原聲）；張裕東（粵語配音） |                                |                                                      |
| 5月5日   | 4    | 自然紀錄片     | 北歐在野（Nordic Wild）                                           | 旁白：Patterson Joseph（英語原聲） | TVB網頁 （页面存档备份，存于） |                                                      |
| 5月17日  | 1    | 自然紀錄片     | 生命川流                                                          | 旁白：Andres Williams（英語原聲）；招世亮（粵語配音） |                                |                                                      |
| 5月19日  | 4    | 飲食           | 中東風味Guide（World Cafe Middle East）                           | 主持：鮑比·秦（英語原聲）；黃啟昌（粵語配音） | TVB網頁 （页面存档备份，存于） | 於明珠台首播時不設粵語配音                           |
| 5月25日  | 6    | 歷史/旅遊      | 歷史蹤跡（Historic Walks）                                        | 主持：Chaka Forman、Justine Shapiro、Katy Haswell（英語原聲）；許盈、劉惠雲（粵語配音） |                                | 於明珠台首播時不設粵語配音                           |
| 6月2日   | 1    | 自然紀錄片     | 終極大白鯊（Ultimate Air Jaws）                                   | 演出：Chris Fallows（英語原聲）；陳卓智（粵語配音） 旁白：Stephen Mendel（英語原聲）；陳欣（粵語配音）                                                                                              | TVB網頁 （页面存档备份，存于） | 高清水世界                                           |
| 6月9日   | 1    | 自然紀錄片     | 鯨魚求生記                                                        | 旁白：張炳強（粵語配音） | TVB網頁 （页面存档备份，存于） | 高清水世界                                           |
| 6月12日  | 1    | 自然紀錄片     | 紅樹林濕樂園（Secrets of the Mangroves）                          | 旁白：Tim Wells（英語原聲）；林保全（粵語配音） |                                |                                                      |
| 6月16日  | 5    | 飲食           | 快樂的味道（Le Bonheur est dans l'assiette）                      | 主持：Arnaud Daguin、Dai Jiangjun、Luke Burgess、David Kinch、Godfrey Nzamujo（原聲） |                                |                                                      |
| 6月16日  | 1    | 自然紀錄片     | 小海豹歷險記                                                      | 旁白：張炳強（粵語配音） | TVB網頁 （页面存档备份，存于） | 高清水世界                                           |
| 6月20日  | 11   | 飲食           | 飲食男女（第二輯）                                                | | TVB網頁 （页面存档备份，存于） |                                                      |
| 6月23日  | 1    | 自然紀錄片     | 海魔追蹤                                                          | 旁白：張炳強（粵語配音） | TVB網頁 （页面存档备份，存于） | 高清水世界                                           |
| 6月29日  | 1    | 資訊           | 蟲草解密                                                          | 主持：胡諾言、陳 琪、吳業坤 |                                |                                                      |
| 6月30日  | 1    | 自然紀錄片     | "鰻"游四海（Moray Eels Alien Empire）                             | 旁白：Robert Glenister（英語原聲） | TVB網頁 （页面存档备份，存于） | 高清水世界                                           |
| 6月30日  | 1    | 自然紀錄片     | 至毒殺手（Venom: Nature's Killer）                                | 旁白：Jamie Effros（英語原聲）；陳廷軒（粵語配音） | TVB網頁 （页面存档备份，存于） |                                                      |
| 7月1日   | 1    | 自然紀錄片     | 烏賊日記                                                          | 旁白：張炳強（粵語配音） |                                |                                                      |
| 7月6日   | 26   | 紀錄片         | 世界文化遺產（第六輯）（THE世界遺産）                             | 旁白：陳 煒、蕭正楠、許廷鏗、曹永廉、鄭俊弘 |                                |                                                      |
| 7月6日   | 8    | 紀錄片         | 博物館之謎（第三季）（Museum Secrets (III)）                      | 旁白：Colm Feore（英語原聲）；招世亮（粵語配音） |                                |                                                      |
| 7月7日   | 4    | 自然紀錄片     | 大魚奇譚（슈퍼피쉬）                                              | 旁白：金錫勳（韓語原聲）；蘇強文、陳欣（粵語配音） | TVB網頁 （页面存档备份，存于） |                                                      |
| 7月14日  | 1    | 自然紀錄片     | 巨蜥毒噬（Komodo The Deadly Bite）                                | 旁白：Peter Capaldi（英語原聲）；陳欣（粵語配音） |                                |                                                      |
| 7月14日  | 17   | 真人秀         | 世界衝擊影像社（原版）（(株)世界衝撃映像社）                      | 主持：松子Deluxe、加藤綾子、高田純次、小熊彌生、John Owens（日語原聲）；陳永信、劉惠雲、陳廷軒、林元春（粵語配音） 旁白：松元真一郎、阿部知代、垂木勉、皆口裕子（日語原聲）；陳欣、許盈（粵語配音） |                                | 於翡翠台、高清翡翠台首播時為後期製作版               |
| 7月14日  | 13   | 潮流資訊       | 流行盛典（Videofashion Collections）                              | 旁白：許盈（粵語配音） |                                |                                                      |
| 7月14日  | 5    | 紀錄片         | 群山絕色（Les Alpes vues du ciel）                                | | TVB網頁 （页面存档备份，存于） |                                                      |
| 7月21日  | 16   | 旅遊           | 奇風異族萬里行（第一輯）（Kobieta na krańcu świata）              | 主持：Martyna Wojciechowska（波語原聲）；潘芳芳（粵語配音） | TVB網頁 （页面存档备份，存于） |                                                      |
| 7月21日  | 17   | 飲食           | 型廚走天涯（第一季）（Smakuj świat z Pascalem）                   | 主持：百事高（波蘭語原聲） | TVB網頁 （页面存档备份，存于） |                                                      |
| 7月27日  | 13   | 健康資訊       | 扁鵲會（第三輯）                                                  | 主持：陳婷（國語原聲）；黃玉娟（粵語配音） 旁白：張炳強、潘文柏（粵語配音） | TVB網頁 （页面存档备份，存于） |                                                      |
| 8月4日   | 1    | 自然紀錄片     | 蜂之（Killer Bees of Africa）                                     | 旁白：曾慶珏（粵語配音） |                                |                                                      |
| 8月4日   | 6    | 自然紀錄片     | 萬里傲翔（Earthflight）                                           | 旁白：大衛·田納特（英語原聲）；招世亮（粵語配音） | TVB網頁 （页面存档备份，存于） |                                                      |
| 8月11日  | 1    | 自然紀錄片     | 飛得起？（That Shouldn't Fly）                                    | | TVB網頁 （页面存档备份，存于） |                                                      |
| 8月18日  | 13   | 旅遊           | 美利堅精華遊（第一季）（15 Travel Bests (I)）                     | 旁白：Shaun McMahon（英語原聲）；蘇裕邦（粵語配音） |                                |                                                      |
| 8月25日  | 1    | 自然紀錄片     | 地球冰失 - 極地一年（Frozen Planet the Epic Journey）             | 旁白：大衛·愛登堡（英語原聲）；張炳強（粵語配音） | TVB網頁 （页面存档备份，存于） |                                                      |
| 8月31日  | 1    | 紀錄片         | 空兆（Omens in the Sky）                                          | 旁白：Ted Marcoux（英語原聲） | TVB網頁 （页面存档备份，存于） |                                                      |
| 9月1日   | 4    | 健康資訊       | 「體」真D（Inside the Human Body）                                | 主持：Michael Mosley（英語原聲） |                                | 明珠推介                                             |
| 9月1日   | 1    | 科學紀錄片     | 冰之謎（The Secret Life of Ice）                                  | 主持：Gabrielle Walker（英語原聲）；曾慶珏（粵語配音） |                                |                                                      |
| 9月7日   | 4    | 紀錄片         | 巴黎地鐵有段故（Métronome, Paris au fil de l'histoire）           | 主持：Lorànt Deutsch（法語原聲）；陳欣、招世亮（粵語配音） |                                |                                                      |
| 9月8日   | 1    | 自然紀錄片     | 尋找白靈熊                                                        | 旁白：張炳強（粵語配音） |                                |                                                      |
| 9月15日  | 1    | 自然紀錄片     | 深谷小魔星（작은 악마들의 계곡）                                  | 旁白：陳欣（粵語配音） |                                |                                                      |
| 9月15日  | 1    | 自然紀錄片     | 至醒麻雀腳                                                        | 旁白：張炳強（粵語配音） |                                |                                                      |
| 9月20日  | 1    | 旅遊           | 高清眼睛想旅行 - 倫敦（Ultimate Journeys - London）               | 旁白：潘文柏（粵語配音） |                                |                                                      |
| 9月20日  | 1    | 自然紀錄片     | 強蟻世界（Ameisen - Die heimliche Weltmacht）                     | 旁白：Howard Nightingall、Martin Mészáros（英語原聲）；張炳強（粵語配音） |                                |                                                      |
| 9月22日  | 2    | 自然紀錄片     | 天空捕手                                                          | |                                |                                                      |
| 9月22日  | 12   | 設計資訊       | 華麗緣（Entretien avec la Matière）                               | 旁白：鄭麗麗（粵語配音） |                                |                                                      |
| 9月29日  | 1    | 紀錄片         | 多胞胎育記（Meet the Multiples）                                  | 旁白：Tim Delap（英語原聲） |                                | 明珠推介                                             |
| 9月29日  | 2    | 自然紀錄片     | 動物大爆發（Animal Impact）                                       | 旁白：Joe Szymanski（英語原聲） | TVB網頁 （页面存档备份，存于） |                                                      |
| 10月1日  | 1    | 自然紀錄片     | 巨熊誌                                                            | 旁白：陳欣（粵語配音） |                                |                                                      |
| 10月1日  | 1    | 自然紀錄片     | 奇峰萬象（Magic of the Mountains）                                | 旁白：張炳強（粵語配音） |                                |                                                      |
| 10月5日  | 13   | 資訊           | 開館有益                                                          | 主持：胡諾言、陳美詩 | TVB網頁 （页面存档备份，存于） |                                                      |
| 10月6日  | 2    | 自然紀錄片     | 奇異大自然（第一季）（Nature's Weirdest Events (I)）              | 主持：Chris Packham（英語原聲）；黃啟昌（粵語配音） |                                | 明珠推介                                             |
| 10月6日  | 1    | 自然紀錄片     | 絕嶺桃源（Wild Faces of the Andes）                               | |                                |                                                      |
| 10月13日 | 3    | 自然紀錄片     | 騎呢動物之最（第一季）（World's Weirdest Animals）                | 旁白：陳欣、張炳強（粵語配音） | TVB網頁 （页面存档备份，存于） |                                                      |
| 10月14日 | 1    | 紀錄片         | 追蜂的孩子（Himalaya, Face Aux Abeilles Géantes）                 | | TVB網頁 （页面存档备份，存于） |                                                      |
| 10月20日 | 3    | 自然紀錄片     | 奇異大自然（第二季）（Nature's Weirdest Events (II)）             | 主持：Chris Packham（英語原聲）；李凱傑（粵語配音） |                                | 明珠推介                                             |
| 10月20日 | 13   | 潮流資訊       | 流行別注（第二季）（Videofashion Daily Specials (II)）            | 旁白：許盈（粵語配音） |                                |                                                      |
| 10月26日 | 13   | 健康資訊       | 扁鵲會（第四輯）                                                  | 主持：陳婷（國語原聲）；黃玉娟、陸惠玲、柚子蜜（粵語配音） 旁白：張炳強、陳永信、陳欣（粵語配音）                                                                                                   | TVB網頁 （页面存档备份，存于） |                                                      |
| 11月3日  | 2    | 自然紀錄片     | 野性多瑙河（Danube Europe's Amazon）                              | 旁白：陳永信（粵語配音） |                                |                                                      |
| 11月10日 | 4    | 科學紀錄片     | 極地生命力（Life in Hell）                                        | |                                | 明珠推介                                             |
| 11月10日 | 5    | 旅遊/宗教      | 以諾遊蹤 - 關西·歲月的洗禮                                        | 主持：林以諾、利嘉兒、裕美 | TVB網頁 （页面存档备份，存于） |                                                      |
| 11月17日 | 12   | 真人秀         | DANCING 9（第一季）（댄싱9）                                      | 主持：吳尚鎮（韓語原聲）；黃啟昌（粵語配音） 旁白：麥皓豐（粵語配音） |                                |                                                      |
| 11月17日 | 13   | 旅遊           | 就是愛旅行（第一輯）                                              | 主持：羅瑤（國語原聲）；王夢華（粵語配音） | TVB網頁 （页面存档备份，存于） |                                                      |
| 11月17日 | 6    | 飲食           | 花都美女廚房（The Little Paris Kitchen Cooking with Rachel Khoo） | 主持：Rachel Khoo（英語原聲）；鄭佩嘉（粵語配音） |                                |                                                      |
| 11月17日 | 4    | 自然紀錄片     | 大自然解碼（How Nature Works）                                    | 旁白：Dominic Frisby（英語原聲） | TVB網頁 （页面存档备份，存于） |                                                      |
| 12月1日  | 1    | 自然紀錄片     | 蜘蛛百科（Super Spider）                                          | 旁白：Macha Grenon（英語原聲） | TVB網頁 （页面存档备份，存于） |                                                      |
| 12月8日  | 1    | 生活資訊       | 有"營"偵探（第一季）（Supermarket Sleuth (I)）                    | 主持：Cherry Healey（英語原聲）；黃玉娟（粵語配音） |                                | 明珠推介                                             |
| 12月15日 | 1    | 科學紀錄片     | "腐" 能量（After Life The Strange Science of Decay）              | 主持：George McGavin（英語原聲） |                                | 明珠推介                                             |
| 12月15日 | 15   | 旅遊           | 瓹窿瓹罅遊東京（第一輯）（東京TOWNS）                             | 旁白：涼葉紅美（日語原聲）；羅婉楓（粵語配音） |                                |                                                      |
| 12月15日 | 5    | 自然科學紀錄片 | 萬物生機（Wonders of Life）                                       | 旁白：馬克·史壯（英語原聲） | TVB網頁 （页面存档备份，存于） |                                                      |
| 12月22日 | 2    | 科學紀錄片     | 上天下海Go Go Go（To Boldly Go）                                  | 主持：Kevin Fong（英語原聲） |                                | 明珠推介                                             |
| 12月24日 | 1    | 自然紀錄片     | 猛火豹（Cheetah Price of Speed）                                  | 旁白：黃啟昌（粵語配音） |                                |                                                      |
| 12月25日 | 1    | 紀錄片         | 全球歡喜過聖誕（Les Nouveaux Explorateurs Fêtent Noël）           | 主持：Alexandra Leroux、Jérôme Delafosse、迭戈·布努埃爾、Fred Chesneau、Christophe Cousin（法語原聲）；何璐怡、黃積權、曹啟謙、梁偉德、關令翹（粵語配音）                                           | TVB網頁 （页面存档备份，存于） |                                                      |
| 12月26日 | 1    | 紀錄片         | 冰家常事（Jon face aux vents）                                    | 演出：Jon（法語原聲）；招世亮（粵語配音） 旁白：陳永信（粵語配音） |                                |                                                      |
| 12月29日 | 7    | 飲食           | 型廚走天涯（第二季）（Smakuj świat z Pascalem）                   | 主持：百事高（波蘭語原聲）；麥皓豐（粵語配音） |                                |                                                      |
| 12月31日 | 1    | 自然紀錄片     | 動物愛回家（Animal House）                                        | 主持：大衛·愛登堡（英語原聲） |                                |                                                      |

## 2014年
| 首播日期 | 集數    | 類別       | 節目名稱                                                         | 主持/演出/旁白 | 官方網頁                       | 備註                               |
| -------- | ------- | ---------- | ---------------------------------------------------------------- | --- | ------------------------------ | ---------------------------------- |
| 1月1日   | 1       | 紀錄片     | 登峰造極                                                         | 演出：各攀登者（英語原聲）；何璐怡、黃啟昌、張裕東等（粵語配音） |                                |                                    |
| 1月4日   | 13      | 文化紀錄片 | 現代古文明（Unusual Cultures）                                   | 旁白：Dan Greene（英語原聲）；招世亮（粵語配音） |                                |                                    |
| 1月4日   | 2       | 文化紀錄片 | 莎士比亞意國足跡（Shakespeare in Italy）                         | 主持：Francesco da Mosto（英語原聲）；陳永信（粵語配音） | TVB網頁 （页面存档备份，存于） |                                    |
| 1月4日   | 25      | 自然紀錄片 | 潛行水世界                                                       | 旁白：張炳強（粵語配音） | TVB網頁 （页面存档备份，存于） |                                    |
| 1月5日   | 1       | 健康資訊   | 運動新體驗（The Truth about Exercise）                           | 主持：Michael Mosley（英語原聲） |                                | 明珠推介                           |
| 1月5日   | 12      | 自然紀錄片 | 野獸失樂園（第二輯）（ワイルドライフ）                           | 旁白：張炳強（粵語配音） |                                |                                    |
| 1月12日  | 1       | 健康資訊   | 基因創奇跡（Miracle Cure? a Decade of the Human Genome）         | |                                | 明珠推介                           |
| 1月18日  | 2       | 自然紀錄片 | 極冰行動（Operation Iceberg）                                    | 主持：Chris Packham、海伦·切尔斯基、Andy Torbet、Chris van Tulleken（英語原聲）；黃啟昌、張頌欣、麥皓豐、李鎮然（粵語配音） 旁白：Alisdair Simpson（英語原聲）；張炳強（粵語配音） | TVB網頁 （页面存档备份，存于） |                                    |
| 1月19日  | 1       | 健康資訊   | 修心（How to Mend a Broken Heart）                               | |                                | 明珠推介                           |
| 1月19日  | 5       | 自然紀錄片 | 探索非洲（Africa）                                               | 旁白：大衛·愛登堡（英語原聲）；謝安琪（粵語配音） | TVB網頁 （页面存档备份，存于） |                                    |
| 1月25日  | 26      | 健康資訊   | 扁鵲會（第五輯）                                                 | 主持：陳婷（國語原聲）；陸惠玲、黃玉娟（粵語配音） 旁白：張炳強、招世亮、雷碧娜（粵語配音）                                                                                        | TVB網頁 （页面存档备份，存于） |                                    |
| 1月26日  | 1       | 健康資訊   | 重建新心（How to Build a Beating Heart）                         | |                                | 明珠推介                           |
| 1月30日  | 1       | 自然紀錄片 | 馬到功成                                                         | 旁白：陳欣（粵語配音） |                                | 金馬獻瑞                           |
| 1月31日  | 2       | 自然紀錄片 | 人馬精神喜洋洋（Martin Clunes Horsepower）                       | 主持：Martin Clunes（英語原聲） |                                | 金馬獻瑞／明珠台版名為《人馬誌》   |
| 2月2日   | 2       | 紀錄片     | 皇家寶馬（All the Queen's Horses A Diamond Jubilee Special）     | 主持：Alan Titchmarsh（英語原聲）；張炳強（粵語配音） |                                | 金馬獻瑞                           |
| 2月3日   | 1       | 潮流資訊   | 2013時尚年結（The Year in Fashion 2013）                         | 旁白：許盈、張炳強（粵語配音） |                                |                                    |
| 2月8日   | 1       | 紀錄片     | 有營蟲食（Can Eating Insects Save the World?）                   | 主持：Stefan Gates（英語原聲） |                                |                                    |
| 2月8日   | 13      | 自然紀錄片 | 渾然天成（第二輯）（グレートネイチャー）                         | 旁白：Laura Post、Katie Adler、Kimberley Forsythe（英語原聲）；黃玉娟、沈小蘭（粵語配音）                                                                                          |                                | 走進俄羅斯（只限2月8日及15日集數） |
| 2月9日   | 1       | 健康資訊   | 不老傳說（The End of Ageing）                                    | 主持：Rose Anne Kenny（英語原聲）；鄧潔麗（粵語配音） |                                | 明珠推介                           |
| 2月16日  | 1       | 健康資訊   | 飛越長生（Immortal）                                             | |                                | 明珠推介                           |
| 2月23日  | 2       | 科學紀錄片 | 宇宙星命力（Seven Ages of Starlight）                            | 旁白：魯珀特·格雷夫斯（英語原聲） |                                | 明珠推介／明珠台版名為《星途》     |
| 2月23日  | 14      | 歌唱比賽   | 我是歌手（第二季）                                               | 主持：張宇、廖凡、胡海泉、何炅、汪涵 |                                | 不設粵語配音                       |
| 2月23日  | 8       | 住宅資訊   | 倫敦睇樓團（Selling London）                                     | 演出：各地產經紀（英語原聲）；許盈等（粵語配音） | TVB網頁 （页面存档备份，存于） |                                    |
| 2月23日  | 1       | 自然紀錄片 | 探索非洲面面觀（Africa Eye to Eye）                              | 旁白：大衛·愛登堡（英語原聲）；謝安琪（粵語配音） | TVB網頁 （页面存档备份，存于） |                                    |
| 3月1日   | 2       | 自然紀錄片 | 活火危城（화산）                                                 | 旁白：John Lee（英語原聲）；陳永信（粵語配音） | TVB網頁 （页面存档备份，存于） |                                    |
| 3月2日   | 13      | 潮流資訊   | 流行天裁（第二季）（Videofashion Daily Designers (II)）          | 旁白：許盈（粵語配音） |                                |                                    |
| 3月2日   | 1       | 自然紀錄片 | 探索非洲：未來之旅（Africa The Future）                          | 主持：大衛·愛登堡（英語原聲）；張炳強（粵語配音） 旁白：大衛·愛登堡（英語原聲）；謝安琪（粵語配音）                                                                                | TVB網頁 （页面存档备份，存于） |                                    |
| 3月9日   | 4       | 科學紀錄片 | 霍金宇宙行（Into the Universe with Stephen Hawking）             | 旁白：史蒂芬·霍金、本尼迪克特·康伯巴奇（英語原聲） |                                | 明珠推介                           |
| 3月9日   | 5       | 自然紀錄片 | 南面有伊甸（New Zealand from Above）                             | 旁白：招世亮（粵語配音） | TVB網頁 （页面存档备份，存于） |                                    |
| 3月9日   | 13      | 飲食紀錄片 | 台灣食堂（第一輯）                                               | | TVB網頁 （页面存档备份，存于） |                                    |
| 3月9日   | 3       | 自然紀錄片 | 印度在野（Secrets of Wild India）                                | 旁白：大衛·愛登堡（英語原聲） | TVB網頁 （页面存档备份，存于） |                                    |
| 3月15日  | 6       | 城市紀錄片 | 拆解型城（Strip the City）                                       | 旁白：Kavan Smith（英語原聲）；陳欣（粵語配音） |                                |                                    |
| 3月30日  | 4       | 自然紀錄片 | 海洋王國（Le Peuple des Océans）                                 | 旁白：陳欣（粵語配音） | TVB網頁 （页面存档备份，存于） |                                    |
| 4月6日   | 1       | 科學紀錄片 | 月之奧秘（Do We Really Need the Moon?）                          | 主持：Maggie Aderin-Pocock（英語原聲） |                                | 明珠推介                           |
| 4月13日  | 8       | 科學紀錄片 | 宇宙解碼（第一季）（How the Universe Works (I)）                 | 旁白：麥可·羅（英語原聲） |                                | 明珠推介                           |
| 4月13日  | 13      | 旅遊       | 美利堅精華遊（第二季）（15 Travel Bests (II)）                   | 旁白：Shaun McMahon（英語原聲）；蘇裕邦（粵語配音） | TVB網頁 （页面存档备份，存于） |                                    |
| 4月18日  | 1       | 自然紀錄片 | 野性日本物語（日本列島 いきものたちの物語）                      | 旁白：相葉雅紀、長澤雅美、黑木瞳、照屋年之（日語原聲）；曹啟謙、林元春、許盈、陳永信（粵語配音）                                                                                   | TVB網頁 （页面存档备份，存于） |                                    |
| 4月18日  | 1       | 自然紀錄片 | 小蜻蜓·大世界（Libellen - Die Himmelsjäger）                     | 旁白：Andrew Solomon（英語原聲）；張炳強（粵語配音） | TVB網頁 （页面存档备份，存于） |                                    |
| 4月20日  | 13      | 住宅資訊   | 森巴大宅門（Casa Brasileira）                                    | 演出：各設計師（葡萄牙語原聲）；袁淑珍等（粵語配音） |                                |                                    |
| 4月20日  | 12      | 旅遊       | 瓹窿瓹罅遊東京（第二輯）（東京TOWNS）                            | 旁白：涼葉紅美（日語原聲）；羅婉楓（粵語配音） |                                |                                    |
| 4月21日  | 1       | 旅遊       | 堤真一 尼泊爾深度行（地球大紀行スペシャル）                      | 主持：堤真一（日語原聲）；陳欣（粵語配音） 旁白：篠原友惠（日語原聲）；黃玉娟（粵語配音）                                                                                          |                                |                                    |
| 4月26日  | 3       | 文化紀錄片 | 秘藏大英博物館（知られざる大英博物館）                           | 旁白：張炳強（粵語配音） | TVB網頁 （页面存档备份，存于） |                                    |
| 4月27日  | 3       | 自然紀錄片 | 壯麗大堡礁（Great Barrier Reef）                                 | 旁白：Don Halbert（英語原聲） | TVB網頁 （页面存档备份，存于） |                                    |
| 5月1日   | 1       | 自然紀錄片 | 與鱷同游（Diving With Crocodiles）                               | 演出：Brad Bestelink（英語原聲）；蕭徽勇（粵語配音） 旁白：陳欣（粵語配音） | TVB網頁 （页面存档备份，存于） |                                    |
| 5月1日   | 1       | 建築紀錄片 | 倫敦橋頭寶（The Bridges That Built London with Dan Cruickshank） | 主持：Dan Cruickshank（英語原聲）；張炳強（粵語配音） | TVB網頁 （页面存档备份，存于） |                                    |
| 5月3日   | 15      | 飲食       | 好男人.好料理                                                    | 主持：李國煌、楊志龍、戚玉武、Willin Low、林明倫、Melvyn Lee、Pornsak、蔡恩來、瀋傾掞、Thomas Chai、黃循財、鶴天賜、張振寰、鄭各評（華語原聲）                                     | TVB網頁 （页面存档备份，存于） |                                    |
| 5月6日   | 1       | 自然紀錄片 | 狐猴保衛戰（Trouble in Lemur Land）                              | 旁白：理察·阿米塔格（英語原聲）；黃啟昌（粵語配音） | TVB網頁 （页面存档备份，存于） |                                    |
| 5月6日   | 1       | 自然紀錄片 | 長河絕色（Secrets of the Flooded Forest）                        | 旁白：Paul Hollingdale（英語原聲）；陳欣（粵語配音） | TVB網頁 （页面存档备份，存于） |                                    |
| 5月17日  | 2       | 文化紀錄片 | 古文明揭秘（Le Crépuscule des Civilisations）                    | 旁白：陳欣（粵語配音） |                                |                                    |
| 5月18日  | 5       | 自然紀錄片 | 初生之犢（24/7 Wild）                                            | 旁白：Julia Bradbury（英語原聲）；曾慶珏（粵語配音） | TVB網頁 （页面存档备份，存于） |                                    |
| 5月25日  | 13      | 飲食       | 食在好源頭（第二輯）                                             | 主持：Pornsak（華語原聲）；李凱傑（粵語配音） |                                |                                    |
| 5月31日  | 15      | 歌唱比賽   | 中國好聲音（第二季）                                             | 主持：華少 |                                | 不設粵語配音                       |
| 5月31日  | 4       | 科學紀錄片 | 大地之源（Rise of the Continents）                               | 旁白：Stephen Greif（英語原聲） |                                |                                    |
| 6月1日   | 6       | 體育       | 運動狂熱在巴西（Rio: City of Sport）                             | | TVB網頁 （页面存档备份，存于） |                                    |
| 6月2日   | 1       | 自然紀錄片 | 深海奇珍（The Sea's Strangest Square Mile）                      | 旁白：John Boyle（英語原聲） | TVB網頁 （页面存档备份，存于） |                                    |
| 6月8日   | 1       | 歷史紀錄片 | 馬丘比丘解碼（Machu Picchu Decoded）                             | 主持：Fernando Astete（英語原聲）；黃啟昌（粵語配音） 旁白：Craig Sechler（英語原聲）；雷霆（粵語配音）                                                                            | TVB網頁 （页面存档备份，存于） | 明珠推介                           |
| 6月8日   | 8       | 飲食紀錄片 | 江南味道                                                         | | TVB網頁 （页面存档备份，存于） |                                    |
| 6月11日  | 1       | 體育       | 足球巨星大揭秘                                                   | 旁白：陳欣（粵語配音） | TVB網頁 （页面存档备份，存于） |                                    |
| 6月15日  | 9       | 體育       | 追球巴西                                                         | 主持：胡主莉、萬蒂妮、王吟、鄭琳、伊琳、安龍（國語原聲）；羅杏芝、鄭麗麗、黃淑芬、張頌欣、麥皓豐（粵語配音）                                                                       | TVB網頁 （页面存档备份，存于） |                                    |
| 6月22日  | 1       | 健康資訊   | 腸道透視（Guts）                                                 | 主持：Michael Mosley（英語原聲） |                                | 明珠推介                           |
| 6月22日  | 3       | 自然紀錄片 | 極速殺機（Speed Kills）                                          | 旁白：魯珀特·格雷夫斯（英語原聲）；黃啟昌（粵語配音） | TVB網頁 （页面存档备份，存于） |                                    |
| 6月29日  | 1       | 健康資訊   | 長壽食療（Eat, Fast and Live Longer）                            | 主持：Michael Mosley（英語原聲） |                                | 明珠推介                           |
| 7月1日   | 1       | 自然紀錄片 | 神蹟水滴                                                         | 旁白：招世亮（粵語配音） |                                |                                    |
| 7月1日   | 1       | 自然紀錄片 | 熊貓淘淘                                                         | 旁白：張錦江（粵語配音） | TVB網頁 （页面存档备份，存于） |                                    |
| 7月5日   | 26      | 紀錄片     | 世界文化遺產（第七輯）（THE世界遺産）                            | 旁白：方伊琪、程可為、Joe Junior、潘芳芳、盧宛茵 |                                |                                    |
| 7月6日   | 1       | 健康資訊   | 味之真相（The Truth about Taste）                                | 旁白：陳卓智（粵語配音） |                                | 明珠推介                           |
| 7月13日  | 1       | 健康資訊   | 駐顏有術（The Truth about Looking Young）                        | 主持：Rozina Ali（英語原聲）；鄧潔麗（粵語配音） |                                | 明珠推介                           |
| 7月13日  | 6       | 旅遊       | 瓹窿瓹罅遊東京（第三輯）（東京TOWNS）                            | 旁白：涼葉紅美（日語原聲）；羅婉楓（粵語配音） |                                |                                    |
| 7月13日  | 3+1     | 自然紀錄片 | 細看進化島（Galapagos with David Attenborough）                  | 主持：大衛·愛登堡（英語原聲）；張炳強、陳永信（粵語配音） 旁白：Jo Unwin（英語原聲）；陸惠玲（粵語配音）（《細看進化島製作特輯》）                                                 | TVB網頁 （页面存档备份，存于） | 阿Sir遊學團                        |
| 7月19日  | 5       | 建築紀錄片 | 夢幻城堡（L'Europe en Châteaux）                                 | | TVB網頁 （页面存档备份，存于） |                                    |
| 7月19日  | 10      | 自然紀錄片 | 猛獸同行（第一季）（The Wild Life of Tim Faulkner (I)）          | 主持：Tim Faulkner（英語原聲）；陳廷軒（粵語配音） | TVB網頁 （页面存档备份，存于） |                                    |
| 7月20日  | 1       | 健康資訊   | 超級惡菌（Defeating the Superbugs）                              | |                                | 明珠推介                           |
| 7月20日  | 13      | 旅遊       | 發現大絲路（第二輯）                                             | 主持：廖科溢、Tom Robertson（國語原聲）；麥皓豐、李致林（粵語配音） | TVB網頁 （页面存档备份，存于） |                                    |
| 7月26日  | 26      | 健康資訊   | 扁鵲會（第六輯）                                                 | 主持：陳婷（國語原聲）；黃玉娟（粵語配音） 旁白：張炳強（粵語配音） | TVB網頁 （页面存档备份，存于） |                                    |
| 7月27日  | 3       | 飲食紀錄片 | 致肥元兇（The Men Who Made Us Fat）                              | 主持：Jacques Peretti（英語原聲）；張炳強、招世亮（粵語配音） |                                | 明珠推介                           |
| 7月27日  | 13      | 潮流資訊   | 流行別注（第三季）（Videofashion Daily Specials (III)）          | 旁白：許盈（粵語配音） |                                |                                    |
| 7月27日  | 8       | 住宅資訊   | 環球睇樓團（International Open House）                           | 旁白：Matt Fugate（英語原聲） |                                |                                    |
| 8月3日   | 7       | 飲食紀錄片 | 湘當韻味（第二輯）                                               | 旁白：張炳強（粵語配音） | TVB網頁 （页面存档备份，存于） |                                    |
| 8月10日  | 3+1     | 自然紀錄片 | 植物王國（Kingdom of Plants with David Attenborough）            | 主持：大衞·愛登堡（英語原聲）；張炳強（粵語配音） 旁白：Jo Unwin（英語原聲）；袁淑珍（粵語配音）（《透視植物王國》）                                                               | TVB網頁 （页面存档备份，存于） | 阿Sir遊學團                        |
| 8月17日  | 1       | 健康資訊   | 化學「肥」料（Programmed to be Fat?）                            | 主持：大衞·鈴木（英語原聲） |                                | 明珠推介                           |
| 8月23日  | 3       | 文化紀錄片 | 藝行美利堅（Art of America）                                     | 主持：Andrew Graham-Dixon（英語原聲） |                                |                                    |
| 8月24日  | 1       | 健康資訊   | 關愛認知障礙症（Louis Theroux Extreme Love Dementia）            | 主持：Louis Theroux（英語原聲）；黃啟昌（粵語配音） |                                | 明珠推介                           |
| 8月24日  | 15      | 歌唱比賽   | 中國好聲音（第三季）                                             | 主持：華少 | TVB網頁 （页面存档备份，存于） | 不設粵語配音                       |
| 8月24日  | 6       | 旅遊       | 奇風異族萬里行（第二輯）（Kobieta na krańcu świata）             | 主持：Martyna Wojciechowska（波語原聲）；潘芳芳（粵語配音） | TVB網頁 （页面存档备份，存于） |                                    |
| 8月31日  | 1       | 健康資訊   | 關愛自閉症（Louis Theroux Extreme Love Autism）                  | 主持：Louis Theroux（英語原聲）；黃啟昌（粵語配音） |                                | 明珠推介                           |
| 9月7日   | 13      | 飲食       | 食在好源頭（第三輯）                                             | 主持：Pornsak（華語原聲）；李凱傑（粵語配音） |                                |                                    |
| 9月7日   | 1       | 健康資訊   | 智能健康（Monitor Me）                                           | 主持：Kevin Fong（英語原聲）；黃啟昌（粵語配音） |                                | 明珠推介                           |
| 9月7日   | 1       | 自然紀錄片 | 阿Sir的方舟（Attenborough's Ark）                                | 主持：大衛·愛登堡（英語原聲）；張炳強（粵語配音） | TVB網頁 （页面存档备份，存于） | 阿Sir遊學團                        |
| 9月9日   | 1       | 自然紀錄片 | 暴風野狼（Wolves vs Buffalo）                                    | 主持：Jeff Turner（英語原聲）；張炳強（粵語配音） | TVB網頁 （页面存档备份，存于） |                                    |
| 9月13日  | 4       | 旅遊       | 澳洲時光之旅（Australia: The Time Traveller's Guide）            | 主持：Richard Smith（英語原聲）；招世亮（粵語配音） | TVB網頁 （页面存档备份，存于） | 明珠台版名為《澳洲時光旅指南》     |
| 9月14日  | 3       | 科學紀錄片 | 寰宇軌跡（Orbit Earth's Extraordinary Journey）                  | 主持：Kate Humble、Helen Czerski（英語原聲） |                                | 明珠推介                           |
| 9月14日  | 2       | 生活資訊   | 細味時代的巨輪                                                   | 主持：田蕊妮、蕭正楠 | TVB網頁 （页面存档备份，存于） |                                    |
| 9月14日  | 3       | 自然紀錄片 | 「非」常殺手（Africa's Deadliest）                               | 旁白：Jason Alan Carvell（英語原聲）；招世亮（粵語配音） | TVB網頁 （页面存档备份，存于） |                                    |
| 9月21日  | 12 (13) | 飲食真人秀 | 出位餐廳（第一季）（World's Weirdest Restaurants (I)）           | 主持：Bob Blumer（英語原聲）；招世亮（粵語配音） | TVB網頁 （页面存档备份，存于） |                                    |
| 9月28日  | 12      | 住宅資訊   | 蔚藍居（第一季）（Sandcastles (I)）                              | 主持：Peter Colquhoun（英語原聲） | TVB網頁 （页面存档备份，存于） |                                    |
| 10月1日  | 1       | 才藝真人秀 | 奇藝．木蘭                                                       | |                                |                                    |
| 10月1日  | 2       | 自然紀錄片 | 丹頂鶴                                                           | 旁白：王旭（國語原聲）；張炳強（粵語配音） | TVB網頁 （页面存档备份，存于） |                                    |
| 10月5日  | 3       | 科學紀錄片 | 種出個地球?（How to Grow a Planet）                              | 主持：Iain Stewart（英語原聲）；潘文柏（粵語配音） |                                | 明珠推介                           |
| 10月5日  | 13      | 人文紀錄片 | 邊城故事                                                         | 主持：謝韻儀（華話原聲）；莊巧兒（粵語配音） | TVB網頁 （页面存档备份，存于） |                                    |
| 10月5日  | 3       | 人文紀錄片 | 發現肯尼亞                                                       | 旁白：李易（國語原聲）；招世亮（粵語配音） | TVB網頁 （页面存档备份，存于） |                                    |
| 10月11日 | 4       | 人文紀錄片 | 北地人．情（Faces & Places）                                     | 旁白：Charlie Keeling（英語原聲） | TVB網頁 （页面存档备份，存于） |                                    |
| 10月26日 | 3       | 紀錄片     | 你來自猩猩?（Ape Man）                                           | 主持：Peter Elliot（英語原聲）；陳永信（粵語配音） | TVB網頁 （页面存档备份，存于） | 明珠推介                           |
| 10月26日 | 3       | 自然紀錄片 | 野性阿拉伯（Wild Arabia）                                        | 旁白：亞歷山大·希迪格（英語原聲）；譚漢華（粵語配音） |                                |                                    |
| 11月2日  | 2       | 資訊       | 澳門回家十五年                                                   | 主持：宋熙年、胡諾言 | TVB網頁 （页面存档备份，存于） |                                    |
| 11月16日 | 4       | 紀錄片     | 超市特工隊（Supermarket Secrets）                                | 主持：Gregg Wallace（英語原聲） |                                | 明珠推介                           |
| 11月16日 | 3       | 自然紀錄片 | 親親北極熊（The Polar Bear Family & Me）                         | 主持：Gordon Buchanan（英語原聲） | TVB網頁 （页面存档备份，存于） |                                    |
| 11月22日 | 4       | 紀錄片     | 珠光寶氣（Les Maîtres du Rêve）                                  | |                                |                                    |
| 11月30日 | 4 (13)  | 潮流資訊   | 流行盛典（第二季）（Videofashion Collections (II)）              | 旁白：許盈（粵語配音） |                                |                                    |
| 12月7日  | 3       | 城市紀錄片 | 絕色名城（World Cities）                                         | 主持：Solana Tixi（英語原聲）；鄭麗麗（粵語配音） 旁白：招世亮（粵語配音） | TVB網頁 （页面存档备份，存于） |                                    |
| 12月7日  | 3       | 自然紀錄片 | 企鵝特工隊（Penguins Spy in the Huddle）                         | 旁白：大衞·田納特（英語原聲） |                                |                                    |
| 12月13日 | 11      | 紀錄片     | 孩子王（Petit Homme）                                            | 旁白：黃淑芬（粵語配音） |                                |                                    |
| 12月13日 | 20      | 自然紀錄片 | 猛獸同行（第二季）（The Wild Life of Tim Faulkner (II)）         | 主持：Tim Faulkner（英語原聲）；黃啟昌（粵語配音） | TVB網頁 （页面存档备份，存于） |                                    |
| 12月14日 | 5       | 科學紀錄片 | 霍金新紀元（Brave New World with Stephen Hawking）               | 主持：史蒂芬·霍金、大衛·愛登堡、理查德·道金斯、Aarathi Prasad、Lord Winston、Maggie Aderin-Pocock（英語原聲）                                                                      | TVB網頁 （页面存档备份，存于） | 明珠推介                           |
| 12月14日 | 3 (15)  | 飲食真人秀 | 出位餐廳（第二季）（World's Weirdest Restaurants (II)）          | 主持：Bob Blumer（英語原聲）；招世亮（粵語配音） | TVB網頁 （页面存档备份，存于） |                                    |
| 12月20日 | 1       | 紀錄片     | 瑰寶奇珍（Joyaux de luxe）                                       | 旁白：許盈（粵語配音） |                                |                                    |
| 12月21日 | 10      | 住宅資訊   | 明日居（第二季）（Echo-Logis (II)）                              | 旁白：許盈（粵語配音） | TVB網頁 （页面存档备份，存于） |                                    |
| 12月25日 | 1       | 紀錄片     | 狂野白色聖誕（Christmas Winter Wonderland）                      | 旁白：曾佩儀（粵語配音） |                                |                                    |
| 12月25日 | 1       | 紀錄片     | 冒險樂懸（Imagine）                                              | |                                |                                    |
| 12月26日 | 1       | 紀錄片     | 非常聖誕樹（Extreme Christmas Trees）                            | 旁白：黃啟昌（粵語配音） | TVB網頁 （页面存档备份，存于） |                                    |
| 12月26日 | 1       | 紀錄片     | 喜愛玩命（Pushing the Limits）                                   | |                                |                                    |
| 12月27日 | 1       | 紀錄片     | 華貴工房（Luxury Goods Workshops）                               | 旁白：黃啟昌（粵語配音） |                                |                                    |
| 12月28日 | 13      | 歌唱比賽   | 我是歌手（第一季）                                               | 主持：胡海泉、陳羽凡 |                                | 不設粵語配音                       |
| 12月28日 | 1       | 自然紀錄片 | 雪地寶寶（Snow Babies）                                          | 旁白：Caroline Quentin（英語原聲）；張頌欣（粵語配音） |                                |                                    |

## 2015年
| 首播日期 | 集數 | 類別           | 節目名稱                                                                                          | 主持/演出/旁白 | 官方網頁                       | 備註                         |
| -------- | ---- | -------------- | ------------------------------------------------------------------------------------------------- | --- | ------------------------------ | ---------------------------- |
| 1月1日   | 1    | 自然紀錄片     | 濕地生機（Marsh Creature）                                                                        | 旁白：曹啟謙（粵語配音） |                                |                              |
| 1月1日   | 1    | 紀錄片         | 札幌冰雪節（さっぽろ雪まつり2014）                                                                | 主持：福永俊介、八木菜摘、川嶋留美（日語原聲）；招世亮、鄭麗麗、沈小蘭、黃玉娟（粵語配音） 旁白：許盈（粵語配音）                               |                                |                              |
| 1月3日   | 20   | 旅遊           | 韓式寫真（第一輯）（In Frame (I)）                                                                | 主持：未知（韓語原聲）；鄧燦陽（粵語配音） 旁白：未知（其他集數粵語配音）；鄧潔麗（17-18集粵語配音）                                            |                                |                              |
| 1月4日   | 5    | 自然紀錄片     | 野獸失樂園（第三輯）（ワイルドライフ）                                                            | 旁白：麥皓豐（粵語配音） |                                |                              |
| 1月10日  | 1    | 自然紀錄片     | 極地珊瑚（Alien Reefs）                                                                           | 旁白：張炳強（粵語配音） |                                |                              |
| 1月10日  | 8    | 飲食           | 型廚食遊墨西哥（Chuck's Week Off Mexico）                                                         | 主持：Chuck Hughes（英語原聲）；黃啟昌（粵語配音）                                                                                              |                                |                              |
| 1月10日  | 13   | 飲食紀錄片     | 台灣食堂（第二輯）                                                                                | | TVB網頁 （页面存档备份，存于） |                              |
| 1月10日  | 19   | 旅遊           | 踏破鐵鞋無地圖（第一季）（Roadless Traveled (I)）                                                 | 主持：Jonathan Legg（英語原聲）；蘇裕邦（粵語配音）                                                                                             | TVB網頁 （页面存档备份，存于） |                              |
| 1月10日  | 12   | 自然紀錄片     | 追風任務（La Quête des Vents）                                                                    | 主持：Arthur de Kersauson（法語原聲）；張錦江（粵語配音）                                                                                       | TVB網頁 （页面存档备份，存于） |                              |
| 1月10日  | 14   | 真人秀         | 花樣爺爺（第一季）（꽃보다 할배）                                                                 | 演出：李順載、申久、朴根瀅、白一燮、李瑞鎮（韓語原聲）；朱子聰、李錦綸、陳永信、葉振聲、陳欣（粵語配音）                                        | TVB網頁 （页面存档备份，存于） |                              |
| 1月11日  | 20   | 住宅資訊       | 時尚名家（Les tribus de Constance）                                                               | 主持：Constance Gennari（法語原聲）；沈小蘭（粵語配音）                                                                                         | TVB網頁 （页面存档备份，存于） |                              |
| 1月11日  | 26   | 旅遊           | 3D看天下                                                                                          | 主持：王怡茜、萬蒂妮、黃婧、王晶（國語原聲）；林元春、鄭麗麗、柚子蜜、曾秀清（粵語配音）                                                        | TVB網頁 （页面存档备份，存于） |                              |
| 1月11日  | 8    | 旅遊           | 單車漫遊（The Bicycle Diaries）                                                                   | 主持：Nikki Muller（英語原聲）；謝潔貞（粵語配音）                                                                                              |                                |                              |
| 1月11日  | 26   | 飲食/旅遊      | 愛玩客：詹詹自喜遊（第一輯）                                                                      | 主持：詹姆士、蔡燦得（國語原聲）；陳廷軒、鄭麗麗（粵語配音）                                                                                    | TVB網頁 （页面存档备份，存于） |                              |
| 1月17日  | 14   | 飲食           | 食在好源頭（第四輯）                                                                              | 主持：Pornsak（華語原聲）；李凱傑（粵語配音）                                                                                                   |                                |                              |
| 1月18日  | 8    | 科學紀錄片     | 宇宙解碼（第二季）（How the Universe Works (II)）                                                 | 旁白：Erik Todd Dellums（英語原聲）；張炳強（粵語配音）                                                                                         |                                | 明珠推介                     |
| 1月24日  | 4    | 健康資訊       | 扁鵲會（第七輯）                                                                                  | 主持：陳婷（國語原聲）；黃玉娟（粵語配音） 旁白：袁淑珍、雷碧娜（粵語配音）                                                                     | TVB網頁 （页面存档备份，存于） |                              |
| 1月24日  | 1    | 自然紀錄片     | 滾滾長河                                                                                          | 旁白：張炳強（粵語配音） |                                |                              |
| 1月31日  | 1    | 自然紀錄片     | 長河不息（Boteti - The Returning River）                                                          | 旁白：Sean Pertwee（英語原聲）；葉振聲（粵語配音）                                                                                              |                                |                              |
| 1月31日  | 13   | 飲食/旅遊      | 元味好生活                                                                                        | 主持：姚元浩（國語原聲）；李鎮然（粵語配音） | TVB網頁 （页面存档备份，存于） |                              |
| 2月7日   | 12   | 文化紀錄片     | 藝法班（Métiers d'Art）                                                                           | |                                |                              |
| 2月8日   | 1    | 自然紀錄片     | 動物戀曲（Animal Attraction）                                                                     | 旁白：大衞·愛登堡（英語原聲）；張炳強（粵語配音）                                                                                               |                                |                              |
| 2月14日  | 1    | 自然紀錄片     | 蟾蜍保衛戰                                                                                        | 旁白：麥皓豐（粵語配音） |                                |                              |
| 2月15日  | 1    | 自然紀錄片     | 大地蜜語（Nature's Language of Love）                                                             | 旁白：黃啟昌（粵語配音） |                                |                              |
| 2月19日  | 1    | 自然紀錄片     | 黃金秘境（チキュウノハテ～星降る砂漠と幻の花園・南米大陸へ～）                                    | 主持：林遣都、野村周平、松岡修造、SHELLY（日語原聲）；鍾見麟、李震權、張錦江、陳琴雲（粵語配音） 旁白：水樹奈奈（日語原聲）；柚子蜜（粵語配音） |                                | 「羊」威萬里                 |
| 2月20日  | 1    | 自然紀錄片     | 山羊啟泰（ワイルドライフ）                                                                        | 旁白：招世亮（粵語配音） |                                |                              |
| 2月20日  | 1    | 飲食           | 米倉涼子法國品味之旅（米倉涼子 フランス 美食の旅〜ワインと料理 マリアージュの奇跡〜）             | 主持：米倉涼子（日語原聲）；黃玉娟（粵語配音） 旁白：鈴木正和（日語原聲）；麥皓豐（粵語配音）                                                   |                                | 「羊」威萬里                 |
| 2月21日  | 20   | 真人秀         | 祖孫玩很大                                                                                        | |                                |                              |
| 2月21日  | 1    | 自然紀錄片     | 羊行天下                                                                                          | 旁白：張炳強（粵語配音） |                                |                              |
| 2月21日  | 2    | 旅遊           | 上野樹里春櫻行（上野樹里が行く！桜前線大追跡 ～ヒマラヤから日本列島5400キロの桜ロード～）         | 主持：上野樹里（日語原聲）；張頌欣（粵語配音） 旁白：張炳強（粵語配音）                                                                         |                                | 「羊」威萬里                 |
| 2月22日  | 1    | 自然紀錄片     | 飛躍羚羊（ダーウィンが来た! 〜生きもの新伝説〜）                                                  | 旁白：張錦江（粵語配音） |                                |                              |
| 2月22日  | 1    | 旅遊           | 千秋樂在土耳其（地球大紀行スペシャル 世界海峡イスタンブール〜玉木宏 アジア紀行 最果ての海へ！〜） | 主持：玉木宏（日語原聲）；黃啟昌（粵語配音） 旁白：張炳強、黃玉娟（粵語配音）                                                                   |                                | 「羊」威萬里                 |
| 2月22日  | 3    | 自然紀錄片     | 狂野巴西（Wild Brazil）                                                                           | 旁白：Stephen Mangan（英語原聲）；張炳強（粵語配音）                                                                                            |                                |                              |
| 3月1日   | 10   | 自然紀錄片     | 迷人在野（Faszinierende Regionen）                                                                | 旁白：Susan Tackenberg（英語原聲）；陸惠玲（粵語配音）                                                                                          |                                |                              |
| 3月8日   | 8    | 旅遊           | 奇風異族萬里行（第三輯）（Kobieta na krańcu świata）                                              | 主持：Martyna Wojciechowska（波語原聲）；潘芳芳（粵語配音）                                                                                     | TVB網頁 （页面存档备份，存于） |                              |
| 3月15日  | 2    | 自然紀錄片     | 野性法國（第一季）（Wild France (I)）                                                             | 旁白：保羅·麥甘（英語原聲）；陳永信（粵語配音）                                                                                                 |                                |                              |
| 3月22日  | 1    | 科學紀錄片     | 太陽的奧秘（The Secret Life of the Sun）                                                          | 旁白：招世亮（粵語配音） |                                |                              |
| 3月29日  | 2    | 自然科學紀錄片 | 雲上實驗室（Operation Cloud Lab Secrets of the Skies）                                            | 演出：Felicity Aston、Chris van Tulleken、Andy Torbet（英語原聲）；朱妙蘭、張錦江、麥皓豐（粵語配音） 旁白：陳永信（粵語配音）                  |                                |                              |
| 3月29日  | 3    | 自然紀錄片     | 小動物大世界（Hidden Kingdoms）                                                                   | 旁白：史提芬·費亞（英語原聲）；朱千雪（粵語配音）                                                                                               |                                |                              |
| 4月3日   | 1    | 健康資訊       | 與蟲共存（Infested! Living with Parasites）                                                       | 主持：Michael Mosley（英語原聲）；陳永信（粵語配音）                                                                                            |                                | 蟲蟲Party Time               |
| 4月6日   | 2    | 自然紀錄片     | 寄生揭秘（기생）                                                                                  | 旁白：Tony Ruse（英語原聲）；陳永信（粵語配音）                                                                                                 |                                | 蟲蟲Party Time               |
| 4月11日  | 1    | 紀錄片         | 瘋狂大賞「廁」（Insane Bathrooms）                                                                | 旁白：黃啟昌（粵語配音） |                                |                              |
| 4月12日  | 1    | 健康資訊       | 奪命伊波拉（Ebola: The Search for a Cure）                                                        | 旁白：許盈（粵語配音） |                                |                              |
| 4月12日  | 12   | 真人秀         | 最強大腦（第一季）                                                                                | 主持：蔣昌建、王 辛（國語原聲）；招世亮、劉奕希（粵語配音） 旁白：張炳強（粵語配音）                                                            |                                | [ 1 ]                        |
| 4月18日  | 6    | 紀錄片         | 澳洲（The Story of Australia）                                                                    | 旁白：Neil Pigot（英語原聲） |                                |                              |
| 4月19日  | 4    | 城市紀錄片     | 綠色大都會（Naturopolis）                                                                         | 旁白：張炳強（粵語配音） | TVB網頁 （页面存档备份，存于） |                              |
| 4月19日  | 8    | 真人秀         | 花樣爺爺（第二季）（꽃보다 할배）                                                                 | 演出：李順載、申久、朴根瀅、白一燮、李瑞鎮（韓語原聲）；朱子聰、李錦綸、陳永信、葉振聲、陳欣（粵語配音）                                        | TVB網頁 （页面存档备份，存于） |                              |
| 4月19日  | 1    | 自然紀錄片     | 小小飛鳥俠（ダーウィンが来た! 〜生きもの新伝説〜）                                                | 旁白：張錦江（粵語配音） |                                |                              |
| 4月26日  | 4    | 自然紀錄片     | 野性英倫（Wild Kingdom）                                                                          | 旁白：Joseph Fiennes（英語原聲）；陳欣（粵語配音）                                                                                              |                                |                              |
| 5月1日   | 1    | 自然紀錄片     | 草原下的世界（Six pieds sous la savane）                                                          | 旁白：陳欣（粵語配音） |                                |                              |
| 5月2日   | 1    | 自然紀錄片     | 飛鯊海中轉                                                                                        | 旁白：大衞·愛登堡（英語原聲）；陳欣（粵語配音）                                                                                                 |                                | 高清水世界                   |
| 5月9日   | 1    | 自然紀錄片     | 鯨鯊奇緣（고래상어의 꿈）                                                                         | 旁白：陳欣（粵語配音） |                                | 高清水世界                   |
| 5月9日   | 5    | 自然紀錄片     | 隱世桃源（Le plus beaux parcs nationaux d'Asie）                                                  | 旁白：Megan Gay（英語原聲）；曾佩儀（粵語配音）                                                                                                 | TVB網頁 （页面存档备份，存于） |                              |
| 5月16日  | 1    | 自然紀錄片     | 奪命鯊灘（Mystery at Shark Beach）                                                                | 旁白：Sam Hazeldine（英語原聲）；黃啟昌（粵語配音）                                                                                             |                                | 高清水世界                   |
| 5月16日  | 1    | 自然科學紀錄片 | 蛻變科學（Metamorphosis The Science of Change）                                                   | 主持：David Malone（英語原聲）；陳欣（粵語配音）                                                                                                |                                |                              |
| 5月17日  | 1    | 健康資訊       | 人聲的奧秘（Mysteries of the Human Voice）                                                        | 旁白：Bettina Dalton（英語原聲）；許盈（粵語配音）                                                                                              |                                |                              |
| 5月23日  | 1    | 自然紀錄片     | 鯊之女（Shark Girl）                                                                              | 演出：Madison Stewart（英語原聲）；何寶珊（粵語配音） 旁白：Joshua Brennan（英語原聲）；麥皓豐（粵語配音）                                      |                                | 高清水世界                   |
| 5月23日  | 16   | 旅遊           | 韓式寫真（第二輯）（In Frame (II)）                                                               | | TVB網頁 （页面存档备份，存于） |                              |
| 5月23日  | 6    | 飲食           | Rick Stein 印度風味遊（Rick Stein's India）                                                       | 主持：Rick Stein（英語原聲） |                                |                              |
| 5月24日  | 1    | 健康資訊       | 有時有序（Terry Wogan's Time of Your Life）                                                       | 主持：Terry Wogan（英語原聲） |                                |                              |
| 5月24日  | 3    | 自然紀錄片     | 風姿雀躍（천국의 새）                                                                             | 旁白：陳永信（粵語配音） | TVB網頁 （页面存档备份，存于） |                              |
| 5月25日  | 1    | 自然紀錄片     | 動物大追蹤（Ultimate Swarms）                                                                     | 主持：George McGavin（英語原聲）；張炳強（粵語配音）                                                                                            |                                | 明珠台版名為《追蹤動物族群》 |
| 5月30日  | 1    | 自然紀錄片     | 鯊濤洶湧（Ragged Tooth）                                                                          | 旁白：Alisdair Simpson（英語原聲）；黃啟昌（粵語配音）                                                                                          |                                | 高清水世界                   |
| 5月31日  | 1    | 健康資訊       | 人之初（What Makes Us Human）                                                                     | 主持：Alice Roberts（英語原聲）；黃玉娟（粵語配音）                                                                                             |                                |                              |
| 6月6日   | 1    | 自然紀錄片     | 深水大豹（Cheetahs of the Deep）                                                                  | 旁白：黃啟昌（粵語配音） | TVB網頁 （页面存档备份，存于） | 高清水世界                   |
| 6月6日   | 18   | 住宅資訊       | 千金難買向南樓（第三季）（Australia's Best Houses (III)）                                         | 主持：Gary Takle（英語原聲）；蕭徽勇（粵語配音）                                                                                                | TVB網頁 （页面存档备份，存于） |                              |
| 6月7日   | 1    | 健康資訊       | 笑看人生（Don't Worry Be Happy）                                                                  | 主持：Michael Mosley（英語原聲） |                                |                              |
| 6月13日  | 1    | 自然紀錄片     | 魷王                                                                                              | | TVB網頁                        | 高清水世界                   |
| 6月13日  | 3    | 文化紀錄片     | 洛可可藝文明（Rococo Before Bedtime）                                                             | 主持：Waldemar Januszczak（英語原聲）；陳欣（粵語配音）                                                                                         | TVB網頁 （页面存档备份，存于） |                              |
| 6月14日  | 1    | 健康資訊       | 油糖陷阱（Sugar v Fat）                                                                           | 主持：Chris van Tulleken、Xand van Tulleken（英語原聲）；陳灝瑋、黃啟昌（粵語配音）                                                             |                                |                              |
| 6月14日  | 11   | 烹飪遊戲       | 頂級廚師（第一季）                                                                                | 評判：曹可凡、劉一帆、李宗盛（國語原聲）；潘智峰、杜景煜、馮瀚輝（粵語配音）                                                                    |                                |                              |
| 6月14日  | 4    | 自然紀錄片     | 大自然霸主（Conquerors）                                                                          | 旁白：張炳強（粵語配音） | TVB網頁 （页面存档备份，存于） |                              |
| 6月20日  | 1    | 自然紀錄片     | 救救小海馬（Seahorses Wanted Dead or Alive）                                                      | 主持：Natali Tesche-Ricciardi（英語原聲）；許盈（粵語配音） 旁白：陳欣（粵語配音）                                                              |                                | 高清水世界                   |
| 6月21日  | 3    | 健康資訊       | 醫生話你知（第一季）（Trust Me, I'm a Doctor (I)）                                                | 主持：Michael Mosley、Gabriel Weston、Chris van Tulleken、Saleyha Ahsan（英語原聲）                                                             |                                |                              |
| 6月27日  | 1    | 自然紀錄片     | 殺人鯨百科（Killer Whales The Ultimate Guide）                                                    | 旁白：黃啟昌（粵語配音） |                                | 高清水世界                   |
| 6月27日  | 6    | 自然紀錄片     | 大鱷堂（Croc College）                                                                            | 旁白：John Jarratt（英語原聲）；李鎮然（粵語配音）                                                                                              |                                |                              |
| 7月1日   | 1    | 動物紀錄片     | 動物巨無霸（Supergiant Animals）                                                                  | 主持：Steve Backshall（英語原聲）；葉振聲（粵語配音）                                                                                           |                                |                              |
| 7月1日   | 1    | 自然紀錄片     | 白雪名駒（Legendary White Stallions）                                                             | 旁白：F·莫瑞·亞伯拉罕（英語原聲）；李鎮然（粵語配音）                                                                                           |                                |                              |
| 7月4日   | 2    | 飲食           | 型廚走天涯（第三季）（Smakuj świat z Pascalem）                                                   | 主持：百事高（波蘭語原聲）；麥皓豐（粵語配音）                                                                                                  |                                |                              |
| 7月4日   | 2    | 自然紀錄片     | 超能昆蟲（곤충, 위대한 본능）                                                                     | 旁白：李昇基（韓語原聲）；黃啟昌（粵語配音） | TVB網頁 （页面存档备份，存于） | 蟲蟲Party Time               |
| 7月4日   | 1    | 自然紀錄片     | 猛獸獵岸（Predator Coast）                                                                        | 旁白：Rupert Graves（英語原聲）；鄧志堅（粵語配音）                                                                                             |                                |                              |
| 7月4日   | 7    | 旅遊           | 就是愛旅行                                                                                        | 主持：羅瑤、戴陽天（國語原聲）；王夢華、袁德基（粵語配音）                                                                                      | TVB網頁 （页面存档备份，存于） |                              |
| 7月5日   | 1    | 自然紀錄片     | 迷湖絕色（The Lost Lagoon）                                                                       | 旁白：David Archer（英語原聲） |                                |                              |
| 7月5日   | 13   | 歌唱比賽       | 中國夢之聲（第二季）                                                                              | 主持：林 海、程 雷 評委：韓 紅、任賢齊、徐若瑄、郭敬明                                                                                          |                                | 不設粵語配音                 |
| 7月11日  | 1    | 自然紀錄片     | 歷劫蠻河（Blood River Crossing）                                                                  | 旁白：黃啟昌（粵語配音） |                                |                              |
| 7月12日  | 1    | 健康資訊       | 藥到病除？（The Power of the Placebo）                                                            | 主持：Steven Berkoff（英語原聲）；陳欣（粵語配音）                                                                                              |                                |                              |
| 7月12日  | 26   | 飲食/旅遊      | 愛玩客：詹詹自喜遊（第二輯）                                                                      | 主持：詹姆士、蔡燦得（國語原聲）；陳廷軒、鄭麗麗（粵語配音）                                                                                    | TVB網頁 （页面存档备份，存于） |                              |
| 7月12日  | 5    | 自然紀錄片     | 野外一年（A Year in the Wild）                                                                    | 旁白：Peter Venn（英語原聲）；黃啟昌（粵語配音）                                                                                                |                                |                              |
| 7月18日  | 2    | 自然紀錄片     | 蟲小有大志（곤충의 변태）                                                                         | 旁白：陳欣（粵語配音） |                                | 蟲蟲Party Time               |
| 7月18日  | 5    | 飲食紀錄片     | 華麗菜市場（第一季）（Dans le ventre de villes）                                                  | 旁白：麥皓豐（粵語配音） | TVB網頁 （页面存档备份，存于） |                              |
| 7月19日  | 1    | 科學紀錄片     | 海洋警號（Acid Ocean）                                                                            | 旁白：陳永信（粵語配音） | TVB網頁 （页面存档备份，存于） |                              |
| 7月19日  | 39   | 紀錄片         | 製成者們（Manufactured）                                                                          | 旁白：Paul Ackerley（英語原聲）；陳欣（粵語配音）                                                                                               |                                |                              |
| 7月26日  | 1    | 自然紀錄片     | 沉洞之謎（Swallowed by a Sink Hole）                                                              | 主持：Iain Stewart（英語原聲） |                                |                              |
| 8月1日   | 1    | 自然紀錄片     | 巨蟲（Kleine Krabbler ganz groß）                                                                 | 主持：Otto Clemens（英語原聲）；陳欣（粵語配音）                                                                                                | TVB網頁                        | 蟲蟲Party Time               |
| 8月2日   | 1    | 紀錄片         | 能源新勢力（Fracking: The New Energy Rush）                                                       | 主持：Iain Stewart（英語原聲） |                                |                              |
| 8月8日   | 1    | 自然紀錄片     | 萬毒蛛王                                                                                          | 旁白：麥皓豐（粵語配音） | TVB網頁 （页面存档备份，存于） | 蟲蟲Party Time               |
| 8月8日   | 13   | 自然紀錄片     | 渾然天成（第三輯）（グレートネイチャー）                                                          | 旁白：Katie Adler、Rachel Walzer（英語原聲）；黃玉娟（粵語配音）                                                                                |                                |                              |
| 8月9日   | 1    | 紀錄片         | 網絡保衛戰（Defeating the Hackers）                                                               | 旁白：魯伯·潘瑞-瓊斯（英語原聲） |                                |                              |
| 8月15日  | 1    | 自然紀錄片     | 白蠟傳奇                                                                                          | 旁白：張炳強（粵語配音） |                                | 蟲蟲Party Time               |
| 8月16日  | 1    | 自然紀錄片     | 恐龍再生（Dinosaurs: The Hunt for Life）                                                          | 旁白：艾哲倫·雷斯特（英語原聲） |                                |                              |
| 8月16日  | 3    | 自然紀錄片     | 野性新樂園（De Nieuwe Wildernis - Grote Natuur in een Klein Land）                                | 旁白：Harry Piekema（荷蘭語原聲）；鄧志堅（粵語配音）                                                                                           |                                |                              |
| 8月22日  | 2    | 自然紀錄片     | 尋龍記（1억년 뿔공룡의 비밀）                                                                     | 演出：Sam Hammington（韓語原聲）；劉奕希（粵語配音） 旁白：梁偉德（粵語配音）                                                                   | TVB網頁 （页面存档备份，存于） |                              |
| 8月22日  | 16   | 旅遊           | 就是愛旅行（第二輯）                                                                              | 主持：羅瑤（國語原聲）；王夢華（粵語配音） | TVB網頁 （页面存档备份，存于） |                              |
| 8月22日  | 2    | 旅遊           | 安哥玩轉越南（Anh Does Vietnam）                                                                  | 主持：Anh Do（英語原聲）；陳健豪（粵語配音） |                                |                              |
| 8月23日  | 1    | 自然紀錄片     | 蜂煞（What's Killing Our Bees?）                                                                  | 主持：Bill Turnbull（英語原聲）；陳永信（粵語配音）                                                                                             |                                |                              |
| 8月30日  | 24   | 烹飪遊戲       | 頂級廚師（第二季）                                                                                | 評判：曹可凡、劉一帆、梁子庚（國語原聲）；潘智峰、杜景煜、楊海富（粵語配音）                                                                    |                                |                              |
| 9月3日   | 1    | 自然紀錄片     | 動物護法（동물원이 살아있다 2）                                                                   | 旁白：金在中（韓語原聲）；梁偉德（粵語配音） |                                |                              |
| 9月3日   | 1    | 自然紀錄片     | 深海殼王（Le Monde Merveilleux Des Crustacés）                                                    | 旁白：Paul Baxter（英語原聲）；蘇強文（粵語配音）                                                                                               |                                |                              |
| 9月5日   | 1    | 自然紀錄片     | 毒獸島（Venom Islands）                                                                           | 旁白：陳欣（粵語配音） |                                |                              |
| 9月5日   | 2    | 旅遊           | 安哥玩轉英國（Anh Does Britain）                                                                  | 主持：Anh Do（英語原聲）；陳健豪（粵語配音） |                                |                              |
| 9月6日   | 3    | 自然紀錄片     | 動物靈隱派（Secrets of the Living World）                                                         | 旁白：Daniel Weyman（英語原聲）；麥皓豐（粵語配音）                                                                                             |                                |                              |
| 9月12日  | 1    | 自然紀錄片     | 森有靈犀（Rinocerontes: La Maldición del Cuerno Mágico）                                          | 旁白：張炳強（粵語配音） |                                |                              |
| 9月12日  | 3    | 紀錄片         | 北歐快樂人（Scandimania）                                                                         | 主持：Hugh Fearnley-Whittingstall（英語原聲）；蘇強文（粵語配音）                                                                               |                                |                              |
| 9月12日  | 2    | 自然紀錄片     | 地球的日與夜（24 Hours on Earth）                                                                 | 旁白：Matthew Macfadyen（英語原聲）；黃啟昌（粵語配音）                                                                                         |                                |                              |
| 9月13日  | 13   | 紀錄片         | 在水一方（第二季）（Ports d'attache (II)）                                                        | 主持：Heidi Hollinger（英語原聲）；陸惠玲（粵語配音）                                                                                           |                                |                              |
| 9月13日  | 10   | 飲食           | 島國盛宴（Island Feast with Peter Kuruvita）                                                      | 主持：Peter Kuruvita（英語原聲）；李鎮然（粵語配音）                                                                                            |                                |                              |
| 9月19日  | 1    | 自然紀錄片     | 禿鷹雄心（Vultures Beauty in the Beast）                                                          | 演出：Charlie Hamilton James、Simon Thomsett（英語原聲） 旁白：曾慶珏（粵語配音）                                                               |                                |                              |
| 9月19日  | 24   | 清談/真人秀    | 世界青年說                                                                                        | 主持：李 好、郭晓敏、彭 宇、沈 凌、柳 岩 |                                | 不設粵語配音                 |
| 9月19日  | 1    | 自然紀錄片     | 極速蛛猴國（ダーウィンが来た! 〜生きもの新伝説〜）                                                | 旁白：張錦江（粵語配音） |                                |                              |
| 9月26日  | 3    | 自然紀錄片     | 馬騮一家親（Monkeys Revealed）                                                                    | 主持：George McGavin（英語原聲） |                                |                              |
| 9月26日  | 2    | 自然紀錄片     | 植物百態（Plants Behaving Badly）                                                                 | 旁白：黎家希（粵語配音） |                                |                              |
| 9月26日  | 12   | 飲食           | 12道鋒味（第二季）                                                                                | 主持：謝霆鋒、羽 泉、馬 蘇、陳偉霆 | TVB網頁 （页面存档备份，存于） | 不設粵語配音                 |
| 9月27日  | 3    | 自然科學紀錄片 | 萬物心靈（Inside the Animal Mind）                                                                | 主持：Chris Packham（英語原聲）；蘇強文（粵語配音）                                                                                             |                                |                              |
| 9月28日  | 1    | 飲食           | Rick Stein德國小滋味（Rick Stein's German Bite）                                                  | 主持：Rick Stein（英語原聲）；陳永信（粵語配音）                                                                                                |                                | 於明珠台首播時不設粵語配音   |
| 10月1日  | 1    | 自然紀錄片     | 雪鴞女王（Snowy Owl Queen of the North）                                                          | |                                |                              |
| 10月3日  | 3    | 自然紀錄片     | 法國庭園（Monty Don's French Gardens）                                                            | 主持：Monty Don（英語原聲）；陳欣（粵語配音）                                                                                                   |                                | 於明珠台首播時不設粵語配音   |
| 10月4日  | 15   | 歌唱比賽       | 我是歌手（第三季）                                                                                | 主持：古巨基、孫 楠、汪 涵、沈夢辰 |                                | 不設粵語配音                 |
| 10月10日 | 1    | 自然紀錄片     | 鴨之物語（An Original Duckumentary）                                                              | 旁白：保羅·吉亞瑪提（英語原聲）；黃啟昌（粵語配音）                                                                                             |                                |                              |
| 10月17日 | 1    | 自然紀錄片     | 猩猩愛回家（Orangutans The Great Ape Escape）                                                     | 旁白：Juliet Stevenson（英語原聲）；陸惠玲（粵語配音）                                                                                          |                                |                              |
| 10月17日 | 1    | 自然紀錄片     | 蜂鳥速遞員（Hummingbirds Jewelled Messengers）                                                    | 旁白：大衞·愛登堡（英語原聲）；黎家希（粵語配音）                                                                                               |                                |                              |
| 10月18日 | 10   | 飲食           | 墨西哥盛宴（Mexican Fiesta with Peter Kuruvita）                                                  | 主持：Peter Kuruvita（英語原聲）；李鎮然（粵語配音）                                                                                            |                                |                              |
| 10月18日 | 4    | 自然紀錄片     | 騎呢動物之最（第二季）（World's Weirdest (II)）                                                   | 旁白：Jon Wolfson（英語原聲） |                                |                              |
| 10月21日 | 1    | 紀錄片         | 童話城堡（The Fairytale Castles of King Ludwig II）                                               | 主持：Dan Cruickshank（英語原聲）；張炳強（粵語配音）                                                                                           |                                |                              |
| 10月24日 | 1    | 自然紀錄片     | 狒狒·愛生活（Living with Baboons）                                                                | 旁白：大衛·愛登堡（英語原聲） |                                |                              |
| 10月24日 | 4    | 自然紀錄片     | 意國庭園（Monty Don's Italian Gardens）                                                           | 主持：Monty Don（英語原聲）；陳欣（粵語配音）                                                                                                   |                                | 於明珠台首播時不設粵語配音   |
| 10月31日 | 1    | 自然紀錄片     | 功夫獴（Meerkats Secrets of an Animal Superstar）                                                 | 演出：Tim Clutton-Brock（英語原聲） 旁白：大衞·愛登堡（英語原聲）；黎家希（粵語配音）                                                           |                                |                              |
| 11月7日  | 12   | 自然紀錄片     | 在森林和原野（第六輯）（ダーウィンが来た! 〜生きもの新伝説〜）                                    | 旁白：張錦江（粵語配音） |                                |                              |
| 11月14日 | 1    | 自然紀錄片     | 錫蘭大象（Sri Lanka Elephant Island）                                                             | 旁白：Martyn Colbeck（英語原聲） |                                |                              |
| 11月15日 | 5    | 自然紀錄片     | 風之大地（Lands of the Monsoon）                                                                  | 旁白：科林·薩蒙（英語原聲）；張錦江（粵語配音）                                                                                                 |                                |                              |
| 11月21日 | 1    | 自然紀錄片     | 冒險少象（How to Be a Wild Elephant）                                                             | 旁白：大衛·鈴木（英語原聲）；張方正（粵語配音）                                                                                                 |                                |                              |
| 11月21日 | 4    | 旅遊           | 相中國（La Chine dans l'objectif）                                                                | 旁白：袁淑珍（粵語配音） |                                |                              |
| 11月21日 | 26   | 紀錄片         | 世界文化遺產（第八輯）（THE世界遺産）                                                             | 旁白：陳欣 |                                |                              |
| 11月21日 | 12   | 住宅資訊       | 蔚藍居（第二季）（Sandcastles (II)）                                                              | 主持：Peter Colquhoun（英語原聲）；潘文柏（粵語配音）                                                                                           |                                |                              |
| 11月28日 | 1    | 自然紀錄片     | 荒漠萬象（Hoanib - Das Geheimnis der Wüstenelefanten）                                            | 旁白：Rob Quirk（英語原聲）；張錦江（粵語配音）                                                                                                 |                                |                              |
| 11月28日 | 11   | 旅遊           | 花美女遊世界（Juliette's City Guides）                                                            | 主持：Juliette Longuet（法語原聲）；林元春（粵語配音）                                                                                          |                                |                              |
| 11月29日 | 13   | 飲食           | 廚神出更（Miguel's Feasts）                                                                       | 主持：Miguel Maestre（英語原聲）；張錦江（粵語配音）                                                                                            |                                |                              |
| 12月5日  | 1    | 自然紀錄片     | 放虎歸山（Return of the Tiger）                                                                   | |                                |                              |
| 12月6日  | 12   | 紀錄片         | 非凡藝技（That's Art?!）                                                                          | 旁白：Bif Naked（英語原聲） |                                |                              |
| 12月12日 | 1    | 自然紀錄片     | 河攻獅吼（Turf War Lions & Hippos）                                                               | 旁白：Craig Sechler（英語原聲）；古明華（粵語配音）                                                                                             |                                |                              |
| 12月19日 | 1    | 自然紀錄片     | 末路北極熊（Ice Bear）                                                                            | 旁白：陳欣（粵語配音） |                                |                              |
| 12月19日 | 15   | 紀錄片         | 畫中國（第一季）                                                                                  | 旁白：葉尚霖、紀涵邦（國語原聲）；朱子聰（粵語配音）                                                                                            | TVB網頁 （页面存档备份，存于） |                              |
| 12月19日 | 13   | 自然紀錄片     | 在森林和原野（第七輯）（ダーウィンが来た! 〜生きもの新伝説〜）                                    | 旁白：張錦江（粵語配音） | TVB網頁 （页面存档备份，存于） |                              |
| 12月19日 | 12   | 真人秀         | 報告教練                                                                                          | 主持：陳妍希、容祖兒、李治廷、金大川、耿 樂、董子健                                                                                             |                                | 不設粵語配音                 |
| 12月20日 | 1    | 自然紀錄片     | 客似熊來（Waschbären - Einwanderer aus Wildwest）                                                 | 旁白：譚漢華（粵語配音） |                                |                              |
| 12月26日 | 1    | 自然紀錄片     | 熊夢奇緣                                                                                          | 旁白：Dan Wesker（英語原聲）；麥皓豐（粵語配音）                                                                                                |                                |                              |
| 12月27日 | 1    | 自然紀錄片     | 萬物之園（Karussell des Lebens - Die Streuobstwiese）                                             | |                                |                              |

## 2016年
| 首播日期 | 集數    | 類別           | 節目名稱                                                              | 主持/演出/旁白 | 官方網頁                                                      | 備註                                                       |
| -------- | ------- | -------------- | --------------------------------------------------------------------- | --- | ------------------------------------------------------------- | ---------------------------------------------------------- |
| 1月1日   | 1       | 自然科學紀錄片 | 極光傳說（Fackeln am Firmament）                                      | 旁白：Otto Clemens、Victor Couzyn、Thomas Eichhorn、Peter Faerber、Angelika Lang（英語原聲）；張炳強（粵語配音）                          |                                                               |                                                            |
| 1月1日   | 1       | 自然紀錄片     | 富士靈山活水（世界遺産 富士山～水めぐる神秘～）                       | 旁白：麥皓豐、許盈（粵語配音） |                                                               |                                                            |
| 1月2日   | 6       | 自然紀錄片     | 生命禮讃（Life Story）                                                | 旁白：大衛·愛登堡（英語原聲）；蘇強文（粵語配音）                                                                                         |                                                               |                                                            |
| 1月2日   | 3       | 自然紀錄片     | 救救小孤雛（Nature's Miracle Orphans）                                | 旁白：曾佩儀（粵語配音） |                                                               |                                                            |
| 1月3日   | 6       | 自然紀錄片     | 生命動能（第二輯）（ホット・スポット 最後の楽園 season 2）            | 主持：福山雅治（日語原聲）；潘文柏（粵語配音） 旁白：守本奈實（日語原聲）；許盈（粵語配音）                                               |                                                               |                                                            |
| 1月17日  | 12      | 旅遊           | 韓式寫真（第三輯）（In Frame (III)）                                  | 旁白：招世亮、林元春（粵語配音） |                                                               |                                                            |
| 1月17日  | 6       | 飲食           | 泰原味                                                                | |                                                               |                                                            |
| 1月23日  | 3       | 自然紀錄片     | 動物超能力（Animal Super Senses）                                     | 主持：Patrick Aryee、Helen Czerski（英語原聲）；梁偉德、曾秀清（粵語配音） 旁白：Peter Venn（英語原聲）；張裕東（粵語配音）               |                                                               |                                                            |
| 2月7日   | 1       | 自然紀錄片     | 中國珍稀物種 - 岩羚                                                   | 旁白：陳永信（粵語配音） |                                                               |                                                            |
| 2月9日   | 1       | 自然紀錄片     | 鱷迷宮（Croc Labyrinth）                                              | 旁白：黃啟昌（粵語配音） |                                                               |                                                            |
| 2月9日   | 1       | 自然紀錄片     | 中國珍稀物種 - 川金絲猴                                               | 旁白：陳永信（粵語配音） |                                                               |                                                            |
| 2月10日  | 1       | 自然紀錄片     | 「猿」美歌王（ダーウィンが来た! 〜生きもの新伝説〜）                  | 旁白：張錦江（粵語配音） |                                                               |                                                            |
| 2月10日  | 1       | 自然紀錄片     | 小獼猴過肥年（ダーウィンが来た! 〜生きもの新伝説〜）                  | 旁白：張錦江（粵語配音） |                                                               |                                                            |
| 2月10日  | 1       | 自然紀錄片     | 狐猴遊學團（La Isla de los Lemures）                                  | 旁白：陳欣（粵語配音） |                                                               |                                                            |
| 2月13日  | 1       | 自然紀錄片     | 大自然萌主                                                            | 旁白：Sandy Bernard（法語原聲）；劉惠雲（粵語配音）                                                                                       |                                                               |                                                            |
| 2月13日  | 13      | 住宅資訊       | 東瀛潮樓（スッキリ!!ハウジング）                                      | 主持：杉野真實、森圭介、藤田大介、大竹真（日語原聲）；李潤知、鄧志堅、張方正、麥皓豐（粵語配音） 旁白：黃啟昌、李鎮然、陸惠玲（粵語配音） |                                                               |                                                            |
| 2月14日  | 1       | 自然紀錄片     | 鉸剪手蟻俠（ワイルドライフ）                                          | 旁白：李致林（粵語配音） |                                                               |                                                            |
| 2月20日  | 1       | 自然紀錄片     | 萬魚千言                                                              | 旁白：鄧志堅（粵語配音） |                                                               |                                                            |
| 2月20日  | 1       | 自然紀錄片     | 「鳥」不得（Superhirn im Federkleid - Kluge Vögel im Duell）          | 旁白：黃啟昌（粵語配音） |                                                               |                                                            |
| 2月21日  | 1       | 自然紀錄片     | 亞馬遜大獺（ワイルドライフ）                                          | 旁白：鄧志堅（粵語配音） |                                                               |                                                            |
| 2月22日  | 50      | 健康資訊       | 別讓身體不開心（第一輯）                                              | 主持：任家萱、潘懷宗 | TVB網頁 （页面存档备份，存于）                                | 不設粵語配音                                               |
| 2月22日  | 13      | 旅遊           | 發現大絲路（第三輯）                                                  | 主持：廖科溢、Tom Robertson（國語原聲）；麥皓豐、劉奕希（粵語配音）                                                                       | TVB網頁 （页面存档备份，存于） TVB網頁 （页面存档备份，存于） | [ 1 ]                                                      |
| 2月23日  | 3       | 紀錄片         | 2045智能世界（Next World）                                            | 主持：加來道雄（英語原聲）；張炳強（粵語配音） 旁白：Maxwell Powers（英語原聲）；張方正（粵語配音）                                       | TVB網頁 （页面存档备份，存于）                                |                                                            |
| 2月23日  | 6       | 文化紀錄片     | 遺城（Forgotten Planet）                                              | 旁白：James Lurie（英語原聲）；曹啟謙（粵語配音）                                                                                         |                                                               |                                                            |
| 2月24日  | 7       | 飲食紀錄片     | 豆腐味道                                                              | 主持：陳建鄂（國語原聲）；黃龍傑（粵語配音）                                                                                              | TVB網頁 （页面存档备份，存于）                                | 其中三集重播改由新聞及資訊部負責後期製作及重播不設國語原聲 |
| 2月24日  | 10      | 飲食紀錄片     | 食得其樂（第一季）（Le bonheur est dans l'assiette）                  | 旁白：謝敏瑜（粵語配音） |                                                               |                                                            |
| 2月24日  | 20      | 住宅資訊       | 明日居（第三季）（Echo-Logis (III)）                                  | 旁白：許盈（粵語配音） | TVB網頁 （页面存档备份，存于）                                |                                                            |
| 2月25日  | 12      | 旅遊           | 悠長假「耆」（第一輯）                                                | 主持：吳文芳（國語原聲）；朱子聰（粵語配音）                                                                                              |                                                               |                                                            |
| 2月27日  | 27      | 汽車資訊       | 夢想車華                                                              | 主持：黃子雄、吳家樂、苟芸慧 | TVB網頁 （页面存档备份，存于）                                |                                                            |
| 2月27日  | 45      | 訪談/資訊      | 與CEO進餐                                                             | 主持：陳貝兒、鄧梓峰、陳芷菁 | TVB網頁 （页面存档备份，存于）                                |                                                            |
| 2月28日  | 12      | 歌唱比賽       | 中國之星                                                              | 主持：程 雷 |                                                               | 不設粵語配音                                               |
| 2月28日  | 7       | 紀錄片         | 與全世界做生意                                                        | 旁白：張炳強（粵語配音） |                                                               |                                                            |
| 2月28日  | 26      | 紀錄片         | 跨世起源（第二季）（Origins (II)）                                    | 旁白：鄧志堅（粵語配音） |                                                               |                                                            |
| 3月12日  | 12      | 真人秀         | 一路上有你（第一季）                                                  | 主持：金希澈 演出：赫子銘、何 潔、田 亮、葉一茜、張智霖、袁詠儀                                                                           | TVB網頁 （页面存档备份，存于）                                | 不設粵語配音                                               |
| 3月13日  | 28      | 資訊           | 新Tech搜尋（第一輯）（Bizline (I)）                                   | 旁白：陳琴雲、鍾見麟（粵語配音） |                                                               |                                                            |
| 3月25日  | 13      | 潮流/文化資訊  | 韓藝色（第一輯）（Arts Avenue (I)）                                   | 旁白：Choi Sue Jin（英語原聲）；黃玉娟（粵語配音）                                                                                        |                                                               |                                                            |
| 3月25日  | 1       | 才藝真人秀     | 太陽劇團 - 極度狂熱（Cirque du Soleil：Delirium）                     | |                                                               | 不設粵語配音                                               |
| 3月26日  | 14      | 紀錄片         | 畫中國（第二季）                                                      | 旁白：鄭春雨（國語原聲）；朱子聰（粵語配音）                                                                                              | TVB網頁 （页面存档备份，存于）                                |                                                            |
| 3月28日  | 1       | 才藝真人秀     | 太陽劇團 - 夢幻嘉年華（Cirque du Soleil：La Nouba）                   | |                                                               | 不設粵語配音                                               |
| 4月2日   | 2       | 文化紀錄片     | 瑪雅古文明（Maya, Behind the Myth）                                   | 旁白：黃啟昌（粵語配音） |                                                               |                                                            |
| 4月4日   | 1       | 紀錄片         | 點光聖手（Light Bruce Munro）                                         | 演出：Bruce Munro（英語原聲）；朱子聰（粵語配音）                                                                                         |                                                               |                                                            |
| 4月9日   | 5       | 飲食紀錄片     | 豆腐味道︰溯源篇                                                      | 主持：陳建鄂（國語原聲）；黃龍傑（粵語配音）                                                                                              | TVB網頁 （页面存档备份，存于） TVB網頁 （页面存档备份，存于） |                                                            |
| 4月10日  | 13      | 潮流/文化資訊  | 韓藝色（第四輯）（Arts Avenue (IV)）                                  | 旁白：Choi Sue Jin（英語原聲）；黃玉娟（粵語配音）                                                                                        |                                                               |                                                            |
| 4月10日  | 13      | 文化資訊       | 自家手作（第一輯）（야무진 공방）                                     | 主持：金成熙（韓語原聲）；鄭麗麗（粵語配音） 旁白：朱妙蘭（粵語配音）                                                                     | TVB網頁 （页面存档备份，存于） TVB網頁 （页面存档备份，存于） |                                                            |
| 4月16日  | 2       | 文化紀錄片     | 巨石謎陣（Operation Stonehenge What Lies Beneath?）                   | 旁白：Samuel West（英語原聲）；麥皓豐（粵語配音）                                                                                         |                                                               |                                                            |
| 4月17日  | 3       | 紀錄片         | 水利作業（Eloa）                                                      | 旁白：蘇強文、黃玉娟（粵語配音） |                                                               |                                                            |
| 4月21日  | 16      | 清談           | J5龍門陣                                                              | 主持：黃 永、許 穎、陳健強 | TVB網頁 （页面存档备份，存于）                                |                                                            |
| 4月30日  | 1       | 文化紀錄片     | 吳哥窟揭秘（Angkor redécouvert）                                      | 旁白：張炳強（粵語配音） |                                                               |                                                            |
| 5月1日   | 10      | 飲食紀錄片     | 食得其樂（第二季）（Le bonheur est dans l'assiette）                  | 旁白：黃玉娟（粵語配音） |                                                               |                                                            |
| 5月2日   | 50      | 健康資訊       | 別讓身體不開心（第二輯）                                              | 主持：任家萱、潘懷宗（國語原聲）；鄭麗麗、葉振聲（粵語配音）                                                                              | TVB網頁 （页面存档备份，存于）                                | 5月2日至7月1日不設粵語配音                                 |
| 5月7日   | 1       | 文化紀錄片     | 追踪婆羅浮屠（천년의 신화, 보로부두르）                               | 旁白：陳欣（粵語配音） |                                                               |                                                            |
| 5月8日   | 7       | 紀錄片         | 大道中國（슈퍼차이나）                                                | 旁白：張錦江（粵語配音） | TVB網頁 （页面存档备份，存于）                                |                                                            |
| 5月14日  | 12      | 旅遊           | 悠長假「耆」（第二輯）                                                | 主持：吳文芳（國語原聲）；朱子聰（粵語配音）                                                                                              | TVB網頁 （页面存档备份，存于）                                |                                                            |
| 5月14日  | 15      | 飲食紀錄片     | 新疆味道                                                              | 旁白：葉振聲（粵語配音） | TVB網頁 （页面存档备份，存于）                                |                                                            |
| 5月14日  | 16      | 住宅資訊       | 創意Home間（Home Strange Home）                                       | 主持：Chuck Nice（英語原聲）；葉振聲（粵語配音）                                                                                          |                                                               |                                                            |
| 5月14日  | 5       | 紀錄片         | 古今天外（第一季）（Ancient Aliens (I)）                              | 旁白：Robert Clotworthy（英語原聲）；張炳強（粵語配音）                                                                                   |                                                               |                                                            |
| 5月21日  | 13      | 旅遊           | 發現大絲路（第四輯）                                                  | 主持：廖科溢、Tom Robertson（國語原聲）；麥皓豐、劉奕希（粵語配音）                                                                       | TVB網頁 （页面存档备份，存于） TVB網頁 （页面存档备份，存于） |                                                            |
| 5月21日  | 20      | 飲食紀錄片     | 食覺藝術（第一輯）（De l'art et du cochon）                           | 旁白：許盈（粵語配音） |                                                               |                                                            |
| 5月29日  | 30      | 飲食           | 台灣壹百種味道（第三輯）                                              | 旁白：葉文豪（國語原聲）；蕭徽勇（粵語配音）                                                                                              |                                                               |                                                            |
| 5月29日  | 11      | 歌唱比賽       | 中國好歌曲（第二季）                                                  | 主持：尼格買提、李佳明 |                                                               | 不設粵語配音                                               |
| 5月29日  | 5       | 紀錄片         | 功夫狂熱（Kungfu Motion）                                             | 主持：Harry Yuan（英語原聲） |                                                               |                                                            |
| 6月9日   | 1       | 紀錄片         | 天眼爭議（Un oeil sur vous, citoyens sous surveillance）              | 旁白：黃啟昌（粵語配音） |                                                               |                                                            |
| 6月11日  | 10      | 真人秀         | 極速前進（第二季）                                                    | 主持：吳振天 |                                                               | 不設粵語配音                                               |
| 6月18日  | 5       | 旅遊           | 日韓台櫻花三角戀                                                      | 主持：項明生 | TVB網頁 （页面存档备份，存于）                                |                                                            |
| 6月19日  | 26      | 資訊           | 新Tech搜尋（第二輯）（Bizline (II)）                                  | 旁白：陳琴雲、鍾見麟（粵語配音） | TVB網頁 （页面存档备份，存于）                                |                                                            |
| 6月26日  | 10      | 紀錄片         | 挑機商雄（Face to Face）                                              | 旁白：朱子聰（粵語配音） |                                                               |                                                            |
| 7月1日   | 1       | 才藝真人秀     | 太陽劇團 - 月神傳說（Cirque Du Soleil Amaluna）                       | |                                                               |                                                            |
| 7月3日   | 14      | 紀錄片         | 兵工廠（Battle Factory）                                              | 旁白：Steve Anthony（英語原聲）；葉振聲（粵語配音）                                                                                       | TVB網頁 （页面存档备份，存于） TVB網頁 （页面存档备份，存于） |                                                            |
| 7月4日   | 15      | 體育資訊       | 別有動天                                                              | 旁白：陳永業 | TVB網頁 （页面存档备份，存于）                                |                                                            |
| 7月10日  | 24      | 文化紀錄片     | 手藝（第三季）                                                        | 旁白：張炳強（粵語配音） | TVB網頁 （页面存档备份，存于）                                |                                                            |
| 7月10日  | 8       | 生活資訊       | 自家品味（fait Maison）                                               | 旁白：鄭麗麗（粵語配音） | TVB網頁 （页面存档备份，存于）                                |                                                            |
| 7月19日  | 50      | 健康資訊       | 別讓身體不開心（第三輯）                                              | 主持：任家萱、潘懷宗（國語原聲）；鄭麗麗、葉振聲（粵語配音）                                                                              | TVB網頁 （页面存档备份，存于）                                |                                                            |
| 7月24日  | 10      | 紀錄片         | 古今天外（第二季）（Ancient Aliens (II)）                             | 旁白：Robert Clotworthy（英語原聲）；張炳強（粵語配音）                                                                                   | TVB網頁 （页面存档备份，存于）                                |                                                            |
| 8月1日   | 1       | 體育紀錄片     | 金牌起跑線（A la recherche du sportif parfait）                       | 旁白：蘇強文（粵語配音） |                                                               |                                                            |
| 8月2日   | 1       | 體育紀錄片     | 向教練致敬                                                            | |                                                               |                                                            |
| 8月3日   | 1       | 體育紀錄片     | 奧運是這樣煉成的（Olympie, aux origines des Jeux）                    | 旁白：張炳強（粵語配音） |                                                               |                                                            |
| 8月6日   | 2       | 自然紀錄片     | 海豚特工隊（Dolphins Spy in the Pod）                                 | 旁白：大衛·田納特（英語原聲）；張炳強（粵語配音）                                                                                         |                                                               |                                                            |
| 8月6日   | 26      | 文化紀錄片     | 前輩，好樣的                                                          | 主持：鍾其翰（國語原聲）；鄧港文（粵語配音）                                                                                              | TVB網頁 （页面存档备份，存于）                                |                                                            |
| 8月14日  | 15      | 歌唱比賽       | 我是歌手（第四季）                                                    | 主持：李克勤、何 炅 |                                                               | 不設粵語配音                                               |
| 8月15日  | 6       | 體育紀錄片     | 我們的奧林匹克（Champions Factory）                                   | 旁白：陳永信（粵語配音） |                                                               |                                                            |
| 8月20日  | 1       | 紀錄片         | 一切由漫畫開始                                                        | 旁白：李鎮然（粵語配音） |                                                               |                                                            |
| 8月24日  | 12      | 真人秀         | 最強大腦（第二季）                                                    | 主持：蔣昌建、王 辛（國語原聲）；招世亮、劉奕希（粵語配音） 旁白：張炳強（粵語配音）                                                      | TVB網頁 （页面存档备份，存于）                                | [ 1 ]                                                      |
| 8月25日  | 4       | 飲食紀錄片     | 原味                                                                  | 主持：歐陽應霽（國語原聲）；李錦綸（粵語配音）                                                                                            |                                                               |                                                            |
| 8月27日  | 13      | 紀錄片         | 大師步步曲（Sur les pas de ....）                                     | 旁白：李鎮然（粵語配音） | TVB網頁 （页面存档备份，存于）                                |                                                            |
| 8月27日  | 12      | 真人秀         | 花樣姐姐（第一季）                                                    | 主持：奚美娟、徐 帆、王 琳、林志玲、宋 茜、楊 紫、马天宇、李治廷                                                                          |                                                               | 不設粵語配音                                               |
| 8月27日  | 1       | 紀錄片         | 大雨治水                                                              | 旁白：蘇強文（粵語配音） | TVB網頁 （页面存档备份，存于）                                |                                                            |
| 9月3日   | 8       | 紀錄片         | 水脈                                                                  | 旁白：陳欣（粵語配音） | TVB網頁 （页面存档备份，存于）                                |                                                            |
| 9月5日   | 20      | 住宅資訊       | 明日居（第四季）（Echo-Logis (IV)）                                   | 旁白：許盈（粵語配音） | TVB網頁 （页面存档备份，存于） TVB網頁 （页面存档备份，存于） |                                                            |
| 9月8日   | 13      | 飲食紀錄片     | 台灣味道（第一季）                                                    | |                                                               |                                                            |
| 9月10日  | 16      | 旅遊           | 踏破鐵鞋無地圖（第二輯）（Roadless Traveled (II)）                    | 主持：Jonathan Legg（英語原聲）；鍾見麟（粵語配音）                                                                                       | TVB網頁 （页面存档备份，存于）                                |                                                            |
| 9月16日  | 10      | 紀錄片         | 企業革命2.0                                                           | 旁白：李鎮然（粵語配音） | TVB網頁 （页面存档备份，存于）                                |                                                            |
| 9月18日  | 5       | 飲食紀錄片     | 華麗菜市場（第二季）（Dans le ventre de villes）                      | 旁白：謝潔貞（粵語配音） |                                                               |                                                            |
| 9月30日  | 13      | 潮流/文化資訊  | 韓藝色（第二輯）（Arts Avenue (II)）                                  | 旁白：Choi Sue Jin（英語原聲）；黃玉娟（粵語配音）                                                                                        |                                                               |                                                            |
| 10月2日  | 6       | 文化紀錄片     | 瓷路                                                                  | 旁白：朱子聰（粵語配音） |                                                               |                                                            |
| 10月8日  | 7       | 紀錄片         | 奇藝相傳（For Arts Sake）                                             | 旁白：曾佩儀（粵語配音） | TVB網頁 （页面存档备份，存于）                                |                                                            |
| 10月10日 | 1       | 紀錄片         | 不丹快樂人（Bhoutan, à la recherche du bonheur）                      | 旁白：伍秀霞（粵語配音） |                                                               |                                                            |
| 10月16日 | 13      | 生活資訊       | 原來是咁的（Inside Things）                                           | 旁白：鄧志堅（粵語配音） | TVB網頁 （页面存档备份，存于）                                |                                                            |
| 10月20日 | 13      | 飲食紀錄片     | 台灣味道（第二季）                                                    | |                                                               |                                                            |
| 10月21日 | 1       | 紀錄片         | Bitcoin紀元（Bitcoin The End of Money as We Know It）                 | 旁白：陳欣（粵語配音） |                                                               |                                                            |
| 10月23日 | 17 (26) | 紀錄片         | 超時空玩意（Infotoy）                                                 | 旁白：黃啟昌（粵語配音） | TVB網頁 （页面存档备份，存于）                                |                                                            |
| 10月23日 | 13      | 飲食紀錄片     | 古穀今食（Ancient Grains）                                            | 旁白：林元春（粵語配音） |                                                               |                                                            |
| 10月23日 | 8       | 旅遊           | 美利堅名勝秘錄（第一輯）（Secrets of America's Favourite Places (I)） | 旁白：蕭徽勇（粵語配音） |                                                               |                                                            |
| 10月28日 | 1       | 紀錄片         | Bitcoin革命（Backlight The Bitcoin Gospel）                           | 旁白：許盈（粵語配音） |                                                               |                                                            |
| 10月29日 | 20      | 紀錄片         | 歡迎來我家（第一季）（Habiter Le Monde）                              | 主持：Philppe Simay（法語原聲）；雷霆（粵語配音）                                                                                         |                                                               |                                                            |
| 10月31日 | 20      | 資訊           | 代代接班人                                                            | 主持：李璧琦、楊愛瑾、崔建邦 | TVB網頁 （页面存档备份，存于）                                |                                                            |
| 11月4日  | 1       | 紀錄片         | 農城計（Farmers of the Future）                                       | 旁白：招世亮（粵語配音） |                                                               |                                                            |
| 11月7日  | 60      | 財經/訪談      | 商．對論（第一輯）                                                    | 主持：陳永陸 | TVB網頁 （页面存档备份，存于）                                |                                                            |
| 11月11日 | 1       | 自然紀錄片     | 當這地球沒有樹（Un monde sans forêts）                                | 旁白：柚子蜜（粵語配音） |                                                               |                                                            |
| 11月12日 | 2       | 旅遊           | 日耳曼的天空                                                          | 主持：項明生 |                                                               |                                                            |
| 11月13日 | 6       | 飲食紀錄片     | 茶                                                                    | 旁白：劉昭文（粵語配音） |                                                               |                                                            |
| 11月16日 | 12      | 飲食           | 12道鋒味（第三季）                                                    | 主持：謝霆鋒（國語原聲）；李凱傑（粵語配音） 旁白：陳欣（粵語配音）                                                                       | TVB網頁 （页面存档备份，存于）                                |                                                            |
| 11月18日 | 1       | 紀錄片         | 網戰（Cyber Guerilla 2.0）                                            | 旁白：麥皓豐（粵語配音） |                                                               |                                                            |
| 11月19日 | 12      | 真人秀         | 一路上有你（第二季）                                                  | 主持：金希澈 演出：張智霖、袁詠儀、沙 溢、胡 可、王岳倫、李 湘                                                                            | TVB網頁 （页面存档备份，存于）                                | 不設粵語配音                                               |
| 11月25日 | 1       | 紀錄片         | 黑客？創客！（Hackers Makers）                                        | 旁白：鄭麗麗（粵語配音） |                                                               |                                                            |
| 11月26日 | 1       | 紀錄片         | 京都老字號・俵屋（Tawaraya: The House of Secret Codes）               | 旁白：曾佩儀（粵語配音） |                                                               |                                                            |
| 12月2日  | 1       | 紀錄片         | 希特拉的秘密金庫（Switzerland Hitler's Bankers）                      | 旁白：張炳強（粵語配音） |                                                               |                                                            |
| 12月3日  | 13      | 潮流/文化資訊  | 韓藝色（第五輯）（Arts Avenue (V)）                                   | 旁白：Choi Sue Jin（英語原聲）；黃玉娟、陸惠玲（粵語配音）                                                                                |                                                               |                                                            |
| 12月3日  | 12      | 文化資訊       | 自家手作（第二輯）（야무진 공방）                                     | 主持：金成熙（韓語原聲）；鄭麗麗（粵語配音） 旁白：朱妙蘭→陳琴雲（粵語配音）                                                              | TVB網頁 （页面存档备份，存于）                                |                                                            |
| 12月4日  | 12      | 歌唱比賽       | 看見你的聲音                                                          | 主持：李 好、薛之謙、沈 凌、黃子佼、王櫟鑫、何 潔                                                                                         | TVB網頁 （页面存档备份，存于）                                | 不設粵語配音                                               |
| 12月9日  | 13      | 紀錄片         | 智能新世界（Futuremag）                                               | 旁白：麥皓豐（粵語配音） |                                                               |                                                            |
| 12月11日 | 10      | 飲食紀錄片     | 味蕾時光機                                                            | 旁白：林德成（華語原聲）；朱子聰（粵語配音）                                                                                              | TVB網頁 （页面存档备份，存于）                                |                                                            |
| 12月15日 | 12      | 飲食紀錄片     | 宅人食堂（第一輯）                                                    | 旁白：雷霆（粵語配音） | TVB網頁 （页面存档备份，存于）                                |                                                            |
| 12月15日 | 15      | 飲食紀錄片     | 川‧味                                                                 | 旁白：陳永信（粵語配音） | TVB網頁 （页面存档备份，存于）                                |                                                            |
| 12月16日 | 26      | 資訊           | 新Tech搜尋（第三輯）（Bizline (III)）                                 | 旁白：陳琴雲、鍾見麟（粵語配音） | TVB網頁 （页面存档备份，存于）                                |                                                            |
| 12月18日 | 1       | 紀錄片         | 凡爾賽宮的秘「聞」（Versailles : le propre et le sale）               | 旁白：陳琴雲（粵語配音） |                                                               |                                                            |
| 12月25日 | 2       | 飲食紀錄片     | 水滾茶靚                                                              | 旁白：陳永業 | TVB網頁 （页面存档备份，存于）                                |                                                            |
| 12月25日 | 1       | 紀錄片         | 夠薑過聖誕（Lebkuchenreisen）                                         | 旁白：黃啟昌（粵語配音） | TVB網頁 （页面存档备份，存于）                                |                                                            |
| 12月25日 | 18      | 紀錄片         | 穿越聖地（Drive Thru History with Dave Stotts The Gospels）           | 主持：Dave Stotts（英語原聲）；李鎮然（粵語配音）                                                                                         | TVB網頁 （页面存档备份，存于）                                |                                                            |
| 12月26日 | 1       | 紀錄片         | 梵蒂岡導賞團（Au cœur du Vatican）                                    | 旁白：Patrick de Carolis（法語原聲）；張炳強（粵語配音）                                                                                  |                                                               |                                                            |
| 12月27日 | 1       | 紀錄片         | 完美小巨聲（Mehrstimmig. - Die Wiener Sängerknaben）                  | 旁白：柚子蜜（粵語配音） |                                                               |                                                            |
| 12月27日 | 1       | 紀錄片         | 梵蒂岡導寶記（The Vatican Museums - Between Heaven and Earth）        | 旁白：張方正（粵語配音） |                                                               |                                                            |

## 2017年
| 首播日期 | 集數    | 類別           | 節目名稱                                                                                 | 主持/演出/旁白 | 官方網頁                                                      | 備註         |
| -------- | ------- | -------------- | ---------------------------------------------------------------------------------------- | --- | ------------------------------------------------------------- | ------------ |
| 1月3日   | 8       | 紀錄片         | 地球那一邊                                                                               | 主持：李心鈺、吳振天（華語原聲）；吳羨婷、李鎮然（粵語配音） 旁白：林德成（華語原聲）；巫哲棋（粵語配音） | TVB網頁 （页面存档备份，存于）                                |              |
| 1月3日   | 8       | 自然紀錄片     | 園林                                                                                     | 旁白：沈小蘭（粵語配音） | TVB網頁 （页面存档备份，存于）                                |              |
| 1月6日   | 16      | 住宅資訊       | 世界屋細小（Tiny House World）                                                           | 旁白：陳耀楠（粵語配音） | TVB網頁 （页面存档备份，存于）                                |              |
| 1月14日  | 13      | 旅遊           | 發現北緯30度（第一季）                                                                   | 主持：廖科溢、Tom Robertson（國語原聲）；麥皓豐、劉奕希（粵語配音） | TVB網頁 （页面存档备份，存于）                                |              |
| 1月19日  | 12      | 自然紀錄片     | 長城：中國的故事                                                                         | 旁白：潘文柏（粵語配音） | TVB網頁 （页面存档备份，存于）                                |              |
| 1月27日  | 7       | 飲食紀錄片     | 舌尖上的中國（第二季）                                                                   | 旁白：李立宏（國語原聲）；招世亮（粵語配音） | TVB網頁 （页面存档备份，存于）                                |              |
| 1月29日  | 15      | 旅遊           | 星星探親團                                                                               | 主持：麥明詩、陳庭欣、陳凱琳、麥美恩、沈震軒、苟芸慧、李施嬅、岑麗香、王貽興、蔡思貝、陳智燊、宋熙年 | TVB網頁 （页面存档备份，存于）                                |              |
| 2月4日   | 18      | 資訊           | 一手造成                                                                                 | 主持：宋熙年、梁嘉琪、崔建邦 | TVB網頁 （页面存档备份，存于）                                |              |
| 2月4日   | 24      | 資訊           | 香港本色                                                                                 | 旁白：陳永業 | TVB網頁 （页面存档备份，存于）                                |              |
| 2月8日   | 11      | 真人秀         | 加油！向未來                                                                             | 主持：撒貝寧、張騰岳（國語原聲）；李鎮然、潘文柏（粵語配音） 旁白：陳欣（粵語配音） | TVB網頁 （页面存档备份，存于）                                |              |
| 2月18日  | 12 (16) | 真人秀         | 爸爸去哪兒（第三季）                                                                     | 主持：李 銳 演出：胡 軍、林永健、夏克立、劉 燁、鄒市明、王寶強 | TVB網頁 （页面存档备份，存于）                                | 不設粵語配音 |
| 2月20日  | 26      | 紀錄片         | 世界文化遺產（第九輯）（THE世界遺産）                                                    | 旁白：藤原龍也（日語原聲）；陳欣（粵語配音） | TVB網頁 （页面存档备份，存于）                                |              |
| 2月26日  | 11      | 歌唱比賽       | 我想和你唱                                                                               | 主持：汪 涵、韓 紅、費玉清 | TVB網頁 （页面存档备份，存于）                                | 不設粵語配音 |
| 2月26日  | 2       | 飲食紀錄片     | 整色整水（Washoku）                                                                      | 旁白：許盈（粵語配音） | TVB網頁 （页面存档备份，存于）                                |              |
| 2月28日  | 5       | 紀錄片         | 天涯何處無香草（Kräuterwelten）                                                          | 旁白：張錦江（粵語配音） | TVB網頁 （页面存档备份，存于）                                |              |
| 2月28日  | 1       | 紀錄片         | 真．蒙娜麗莎（La Joconde, Journal Intime）                                               | 旁白：鄭麗麗（粵語配音） | TVB網頁 （页面存档备份，存于）                                |              |
| 3月3日   | 13      | 潮流/文化資訊  | 韓藝色（第六輯）（Arts Avenue (VI)）                                                     | 旁白：Choi Sue Jin（英語原聲）；黃玉娟（粵語配音） | TVB網頁 （页面存档备份，存于）                                |              |
| 3月5日   | 4       | 紀錄片         | 醫稚仁心（Saving Babies）                                                                | 旁白：陳琴雲（粵語配音） | TVB網頁 （页面存档备份，存于）                                |              |
| 3月6日   | 1       | 紀錄片         | 身體總司令（Voir le cerveau penser）                                                     | 旁白：黃啟昌（粵語配音） | TVB網頁 （页面存档备份，存于）                                |              |
| 3月7日   | 1       | 紀錄片         | 真．巴黎鐵塔（Mademoiselle Eiffel Rembobine）                                            | 旁白：柚子蜜（粵語配音） | TVB網頁 （页面存档备份，存于）                                |              |
| 3月9日   | 3       | 飲食紀錄片     | 味道中國                                                                                 | 旁白：陳永信（粵語配音） | TVB網頁 （页面存档备份，存于）                                |              |
| 3月12日  | 11      | 飲食紀錄片     | 食覺藝術（第二輯）（De l'art et du cochon）                                              | 旁白：許盈（粵語配音） | TVB網頁 （页面存档备份，存于）                                |              |
| 3月13日  | 1       | 紀錄片         | 得治之症（Cancer, quelles thérapies pour demain?）                                       | 旁白：陳欣（粵語配音） | TVB網頁 （页面存档备份，存于）                                |              |
| 3月14日  | 14      | 紀錄片         | 遊藝園（第一季）（ArTravel (I)）                                                         | 旁白：鄧志堅、黃玉娟（粵語配音） | TVB網頁 （页面存档备份，存于）                                |              |
| 3月20日  | 8       | 資訊           | 打好基本工                                                                               | 旁白：陳永業 | TVB網頁 （页面存档备份，存于）                                |              |
| 3月20日  | 2       | 紀錄片         | 奇妙的細胞（Human Life：Our Amazing Cells）                                              | 旁白：許盈（粵語配音） | TVB網頁 （页面存档备份，存于） TVB網頁 （页面存档备份，存于） |              |
| 3月30日  | 6       | 飲食紀錄片     | 味道天津（第一季）                                                                       | 旁白：陳永信（粵語配音） | TVB網頁 （页面存档备份，存于）                                |              |
| 4月3日   | 22      | 健康資訊       | 越睇越健康（ためしてガッテン）                                                           | 主持：立川志の輔、小野文惠（日語原聲）；陳永信、袁淑珍（粵語配音） 旁白：生野文治（日語原聲）；招世亮（粵語配音）                                                                                                  | TVB網頁 （页面存档备份，存于）                                |              |
| 4月4日   | 1       | 紀錄片         | Issey Miyake: 時尚摺學（Issey Miyake: Design for Feel）                                  | 旁白：柚子蜜（粵語配音） | TVB網頁 （页面存档备份，存于）                                |              |
| 4月4日   | 5       | 紀錄片         | 天台的日與夜（第一季）（Sur les toits des villes）                                       | 旁白：麥皓豐（粵語配音） | TVB網頁 （页面存档备份，存于）                                |              |
| 4月7日   | 4       | 紀錄片         | 一帶一路新絲路（The New Silk Road）                                                      | 主持：Anthony Morse（英語原聲）；陳耀楠（粵語配音） | TVB網頁 （页面存档备份，存于）                                |              |
| 4月12日  | 1       | 自然紀錄片     | 北歐自然教育（Natureplay）                                                               | | TVB網頁 （页面存档备份，存于）                                |              |
| 4月14日  | 1       | 紀錄片         | 伊藤英明尋鯨記（伊藤英明が大接近!奇跡の海のザトウクジラ〜いのちの星の親子たち〜）        | 主持：伊藤英明（日語原聲）；雷霆（粵語配音） 旁白：加藤愛（日語原聲）；謝潔貞（粵語配音） | TVB網頁 （页面存档备份，存于）                                |              |
| 4月14日  | 1       | 紀錄片         | 單車．變變變                                                                             | 旁白：曾佩儀（粵語配音） | TVB網頁 （页面存档备份，存于）                                |              |
| 4月16日  | 6       | 飲食紀錄片     | 意式味道有段故（Eating History The story of Italy on a plate with John Dickie）          | 主持：John Dickie（英語原聲）；陳欣（粵語配音） | TVB網頁 （页面存档备份，存于）                                |              |
| 4月17日  | 1       | 紀錄片         | 牛仔褲．變變變                                                                           | 旁白：曾佩儀（粵語配音） | TVB網頁 （页面存档备份，存于）                                |              |
| 4月18日  | 16      | 真人秀         | 最愛中國字                                                                               | 主持：英 達、孫國慶、劉儀偉 評審：阿 憶、蒙 曼、紀連海 旁白：馮 洋 | TVB網頁 （页面存档备份，存于）                                | 不設粵語配音 |
| 4月20日  | 6       | 飲食紀錄片     | 味道天津（第二季）                                                                       | 旁白：陳永信（粵語配音） | TVB網頁 （页面存档备份，存于）                                |              |
| 4月22日  | 13      | 旅遊           | 發現北緯30度（第二季）                                                                   | 主持：廖科溢、Tom Robertson（國語原聲）；麥皓豐、劉奕希（粵語配音） | TVB網頁 （页面存档备份，存于）                                |              |
| 4月28日  | 13      | 住宅資訊       | 韓系Home間（그 남자의 방）                                                               | 主持：金恩珍（韓語原聲）；吳羨婷（粵語配音） 旁白：沈小蘭（粵語配音） | TVB網頁 （页面存档备份，存于）                                |              |
| 5月3日   | 2       | 飲食紀錄片     | 尋迷咖啡（커피 in 아시아 커피）                                                          | 旁白：陳耀楠（粵語配音） | TVB網頁 （页面存档备份，存于）                                |              |
| 5月3日   | 50      | 資訊           | 商意無限（世界一の九州が始まる!）                                                        | 旁白：李致林（粵語配音） |                                                               |              |
| 5月9日   | 10      | 紀錄片         | 這個鄉鎮好獨特!                                                                          | 主持：白薇秀、吳振天、董姿彦‬（華語原聲）；李潤知、李鎮然、黃昕瑜（粵語配音） 旁白：林德成（華語原聲）；陳欣（粵語配音）                                                                                            | TVB網頁 （页面存档备份，存于）                                |              |
| 5月11日  | 2       | 飲食紀錄片     | 築地尋味（第一輯）（Trails to Tsukiji (I)）                                              | 主持：Janica Southwick、Jason Hancock（英語原聲）；許盈、陳欣（粵語配音） 旁白：陳欣、許盈（粵語配音） | TVB網頁 （页面存档备份，存于）                                |              |
| 5月12日  | 7       | 紀錄片         | 海上絲綢之路                                                                             | 旁白：朱子聰（粵語配音） | TVB網頁 （页面存档备份，存于）                                |              |
| 5月13日  | 13      | 飲食           | 酒遍全世界3（In Vino Veritas (III)）                                                     | 主持：李志延 嘉賓主持：李施嬅、Nicolas Boutin、張曦雯 | TVB網頁 （页面存档备份，存于）                                | 不設粵語配音 |
| 5月17日  | 4       | 飲食紀錄片     | 韓御膳（서태화의 수라상）                                                                | 主持：徐泰華（韓語原聲）；張錦江（粵語配音） | TVB網頁 （页面存档备份，存于）                                |              |
| 5月18日  | 13      | 飲食紀錄片     | 築地尋味（第二輯）（Trails to Tsukiji (II)）                                             | 主持：Jason Hancock、Juliet、Celeste Guillemot、GOW、Nelson Babin-Coy、Michael Rivas、Sarah Macdonald（英語原聲）；陳欣、許盈、黃昕瑜、柚子蜜、李鎮然、黃啟昌、陳皓宜（粵語配音） 旁白：許盈、陳欣（粵語配音）     | TVB網頁 （页面存档备份，存于）                                |              |
| 5月28日  | 8       | 飲食紀錄片     | 食時代（요리인류）                                                                       | 旁白：張錦江（粵語配音） | TVB網頁 （页面存档备份，存于）                                |              |
| 5月30日  | 1       | 資訊           | 科技革命4.0（"Where are We Heading?" - The 4th Industrial Revolution & ICT Convergence） | 旁白：魏惠娥（粵語配音） | TVB網頁 （页面存档备份，存于）                                |              |
| 5月30日  | 1       | 飲食紀錄片     | 國有各蒜（갈릭루트）                                                                     | 旁白：黃啟昌（粵語配音） | TVB網頁 （页面存档备份，存于）                                |              |
| 5月31日  | 10      | 飲食紀錄片     | 尋.便當                                                                                  | 主持：Pornsak（華語原聲）；李凱傑（粵語配音） 旁白：王帝璁（華語原聲）；李致林（粵語配音） | TVB網頁 （页面存档备份，存于）                                |              |
| 6月2日   | 8       | 文化資訊       | 藝數狂潮                                                                                 | | TVB網頁 （页面存档备份，存于）                                |              |
| 6月8日   | 4       | 紀錄片         | 精武門之旅（천하무림기행）                                                               | 主持：吳尚津（韓語原聲）；鍾見麟（粵語配音） | TVB網頁 （页面存档备份，存于）                                |              |
| 6月8日   | 5       | 旅遊           | 京都奈良夢華錄                                                                           | 主持：項明生 | TVB網頁 （页面存档备份，存于）                                |              |
| 6月20日  | 7       | 旅遊           | 奇風異族萬里行（第四輯）（Kobieta na krańcu świata (VI)）                                | 主持：Martyna Wojciechowska（波語原聲）；黃玉娟（粵語配音） | TVB網頁 （页面存档备份，存于）                                |              |
| 6月30日  | 6       | 紀錄片         | 一帶一路海上絲路（The Maritime Silk Road）                                               | 主持：Anthony Morse（英語原聲）；雷霆（粵語配音） | TVB網頁 （页面存档备份，存于）                                |              |
| 7月3日   | 16      | 紀錄片         | 古今天外（第三季）（Ancient Aliens (III)）                                               | 旁白：Robert Clotworthy（英語原聲）；招世亮（粵語配音） | TVB網頁 （页面存档备份，存于）                                |              |
| 7月6日   | 6       | 紀錄片         | 地球2050（Objectif 2050）                                                                | 旁白：麥皓豐、鄭麗麗（粵語配音） | TVB網頁 （页面存档备份，存于）                                |              |
| 7月11日  | 8       | 旅遊           | 奇風異族萬里行（第五輯）（Kobieta na krańcu świata (V)）                                 | 主持：Martyna Wojciechowska（波語原聲）；黃玉娟（粵語配音） | TVB網頁 （页面存档备份，存于）                                |              |
| 7月17日  | 3       | 紀錄片         | 發現東南亞（Inventing South East Asia with Dr Farish）                                   | 主持：Farish A. Noor（英語原聲）；招世亮（粵語配音） | TVB網頁 （页面存档备份，存于）                                |              |
| 7月20日  | 1       | 飲食紀錄片     | 築地日與夜（Tsukiji - Inside the Worlds Largest Fish Market）                            | 旁白：蘇強文（粵語配音） | TVB網頁 （页面存档备份，存于）                                |              |
| 7月22日  | 3       | 紀錄片         | 探索科學 宇宙奇航                                                                        | 主持：林益如（國語原聲）；陳琴雲（粵語配音） 旁白：李偉國（國語原聲）；陳卓智（粵語配音） | TVB網頁 （页面存档备份，存于）                                |              |
| 7月22日  | 2       | 設計資訊       | 樂活設計（Life Changing Design）                                                         | 旁白：謝潔貞（粵語配音） | TVB網頁 （页面存档备份，存于）                                |              |
| 7月25日  | 15      | 紀錄片         | 古今天外（第四季）（Ancient Aliens (IV)）                                                | 旁白：Robert Clotworthy（英語原聲）；招世亮（粵語配音） | TVB網頁 （页面存档备份，存于）                                |              |
| 7月27日  | 13      | 飲食紀錄片     | 台灣食堂（第三輯）                                                                       | | TVB網頁 （页面存档备份，存于）                                |              |
| 7月28日  | 1       | 文化資訊       | 奇藝家（Everything is Art）                                                              | 旁白：鄧志堅（粵語配音） | TVB網頁 （页面存档备份，存于）                                |              |
| 8月4日   | 1       | 文化資訊       | 普普藝術時代（Soup Can & Superstars How Pop Art Changed the World）                      | 主持：艾拉斯德·蘇可（英語原聲）；蕭徽勇（粵語配音） | TVB網頁 （页面存档备份，存于）                                |              |
| 8月6日   | 26      | 長者           | 幸福銀髮讚（第一輯）                                                                     | 主持：童中白、梁惠雯、蔣有美、洪素卿（國語原聲）；陸惠玲、魏惠娥、劉惠雲、曾佩儀（粵語配音） | TVB網頁 （页面存档备份，存于）                                |              |
| 8月8日   | 5       | 旅遊           | 奇風異族萬里行（第六輯）（Kobieta na krańcu świata (VI)）                                | 主持：Martyna Wojciechowska（波語原聲）；黃玉娟（粵語配音） | TVB網頁 （页面存档备份，存于）                                |              |
| 8月11日  | 1       | 紀錄片         | 環遊世界文化遺產（Choice of World Heritage）                                             | 旁白：許盈（粵語配音） | TVB網頁 （页面存档备份，存于）                                |              |
| 8月12日  | 1       | 紀錄片         | 科技「蟲」生（Bug Technology）                                                           | 旁白：許盈（粵語配音） |                                                               |              |
| 8月17日  | 4       | 紀錄片         | 文明之源（アジア巨大遺跡）                                                               | 旁白：潘文柏（粵語配音） | TVB網頁 （页面存档备份，存于）                                |              |
| 8月18日  | 29      | 飲食紀錄片     | 百年食堂（ニッポン百年食堂）                                                             | 主持：伊藤章良（日語原聲）；陳永信（粵語配音） 旁白：立川志樂（日語原聲）；朱子聰（粵語配音） | TVB網頁 （页面存档备份，存于）                                |              |
| 8月19日  | 16      | 旅遊           | 秘境‧不思溢（第一季）                                                                    | 主持：廖科溢（國語原聲）；麥皓豐（粵語配音） | TVB網頁 （页面存档备份，存于）                                |              |
| 8月19日  | 1       | 紀錄片         | 明日科技（第一季）（Tous tracés）                                                        | 旁白：黃啟昌（粵語配音） | TVB網頁 （页面存档备份，存于）                                |              |
| 8月20日  | 27      | 飲食           | 邊走邊吃（第二輯）（Les Carnets de Julie (II)）                                          | 主持：Julie Andrieu（法語原聲）；陸惠玲（粵語配音） | TVB網頁 （页面存档备份，存于）                                |              |
| 8月20日  | 13      | 旅遊/文化資訊  | 赤足舞蹈行（第二季）（Bare Feet with Mickela Mallozzi (II)）                             | 主持：Mickela Mallozzi（英語原聲）；吳羡婷（粵語配音） | TVB網頁 （页面存档备份，存于）                                |              |
| 8月20日  | 10      | 旅遊           | 亞洲大道之行（Great Asian Highway）                                                      | 主持：井浦新（英語原聲）；李鎮然（粵語配音） 旁白：陳欣（粵語配音） | TVB網頁 （页面存档备份，存于）                                |              |
| 8月26日  | 10      | 紀錄片         | 明日科技（第二季）（Monde De Demain）                                                    | 旁白：許盈、黃啟昌（粵語配音） | TVB網頁 （页面存档备份，存于）                                |              |
| 9月2日   | 2       | 紀錄片         | 名瓷天下（화이트 골드 400년의 여정）                                                     | 旁白：雷霆（粵語配音） | TVB網頁 （页面存档备份，存于）                                |              |
| 9月4日   | 12      | 健康資訊       | 尋找主診醫生（第一輯）（主治医が見つかる診療所）                                         | 主持：草野仁、東野幸治、森本智子（日語原聲）；朱子聰、蕭徽勇、陳琴雲（粵語配音） 旁白：陳廷軒（粵語配音） | TVB網頁 （页面存档备份，存于）                                |              |
| 9月12日  | 4       | 紀錄片         | 「雲」聚智慧（The Crowd & the Cloud）                                                    | 主持：Waleed Abdalati（英語原聲）；張炳強（粵語配音） 旁白：曾秀清（粵語配音） | TVB網頁 （页面存档备份，存于）                                |              |
| 9月13日  | 8       | 紀錄片         | 二十世紀構建者（The 101 Who Made the Twentieth Century）                                 | 旁白：招世亮（粵語配音） | TVB網頁 （页面存档备份，存于）                                |              |
| 9月14日  | 9       | 旅遊           | 放眼世界360°（第一季）（Access 360° World Heritage (I)）                                 | 旁白：Craig Sechler（英語原聲）；張錦江（粵語配音） | TVB網頁 （页面存档备份，存于）                                |              |
| 9月16日  | 4       | 紀錄片         | 職人的藝力（Made in Niigata）                                                            | 旁白：黃啟昌、柚子蜜（粵語配音） | TVB網頁 （页面存档备份，存于）                                |              |
| 9月24日  | 10      | 旅遊           | 踏破鐵鞋無地圖（第四輯）（Roadless Traveled (IV)）                                       | 主持：Jonathan Legg（英語原聲）；鍾見麟（粵語配音） | TVB網頁 （页面存档备份，存于）                                |              |
| 9月30日  | 6       | 紀錄片         | 大師級庭院（Tuinen van Verwondering）                                                    | 主持：Ernst Veen（法語原聲）；朱子聰（粵語配音） | TVB網頁 （页面存档备份，存于）                                |              |
| 10月1日  | 1       | 紀錄片         | 波點女王．草間彌生（Yayoi Kusama: My Eternal Soul）                                      | 旁白：黃玉娟（粵語配音） | TVB網頁 （页面存档备份，存于）                                |              |
| 10月2日  | 1       | 紀錄片         | 宮崎駿的新挑戰（Never-Ending Man: Hayao Miyazaki）                                       | 演出：宮崎駿（英語原聲）；譚炳文（粵語配音） 旁白：林元春（粵語配音） | TVB網頁 （页面存档备份，存于）                                |              |
| 10月2日  | 1       | 人物傳記紀錄片 | 巨星足印︰柯德莉夏萍（Darcey Bussell Looking for Audrey）                                | 主持：Darcey Bussell（英語原聲）；許盈（粵語配音） |                                                               |              |
| 10月2日  | 46      | 旅遊           | 傲遊北海道（北海道プライド 〜世界に見せたい北海道の誇り〜）                              | 旁白：中野涼子（日語原聲）；劉惠雲（粵語配音） | TVB網頁 （页面存档备份，存于）                                |              |
| 10月5日  | 1       | 紀錄片         | 牛世代（The Ways of the Bull）                                                           | 旁白：黃啟昌（粵語配音） | TVB網頁 （页面存档备份，存于）                                |              |
| 10月5日  | 1       | 紀錄片         | 千年緝兇（The Mystery of the Roman Skulls）                                              | 旁白：Jim Carter（英語原聲）；潘文柏（粵語配音） | TVB網頁 （页面存档备份，存于）                                |              |
| 10月8日  | 13      | 科學紀錄片     | 探索宇宙（Cosmos A Spacetime Odyssey）                                                   | 主持：奈爾·德葛拉司·泰森（英語原聲）；葉振聲（粵語配音） |                                                               |              |
| 10月10日 | 3       | 紀錄片         | 再造人3.0（Humains 3.0）                                                                 | 旁白：林元春（粵語配音） | TVB網頁 （页面存档备份，存于）                                |              |
| 10月15日 | 2       | 旅遊           | 古城鹽道（Morocco to Timbuktu: An Arabian Adventure）                                    | 主持：Alice Morrison（英語原聲）；陸惠玲（粵語配音） | TVB網頁 （页面存档备份，存于）                                |              |
| 10月21日 | 26      | 紀錄片         | 世界文化遺產（第十輯）（THE世界遺産）                                                    | 旁白：藤原龍也（日語原聲）；陳欣（粵語配音） |                                                               |              |
| 10月21日 | 41      | 紀錄片         | 古城百景（第一輯）（新ふるさと百景）                                                     | 主持：岡崎典子（日語原聲）；吳羨婷（粵語配音） 旁白：梁偉德（粵語配音） |                                                               |              |
| 10月29日 | 4       | 旅遊           | 縱橫河道英倫遊（Rivers with Jeremy Paxman）                                              | 主持：傑瑞米·派克斯曼（英語原聲）；陳永信（粵語配音） | TVB網頁 （页面存档备份，存于）                                |              |
| 10月31日 | 1       | 紀錄片         | 只有媽媽好（Science of Motherhood）                                                      | 旁白：張頌欣（粵語配音） | TVB網頁 （页面存档备份，存于）                                |              |
| 11月4日  | 13      | 資訊           | 創科在韓（Project K）                                                                    | 旁白：鍾見麟（粵語配音） | TVB網頁 （页面存档备份，存于）                                |              |
| 11月8日  | 3       | 紀錄片         | 當代天才（Genius of the Modern World）                                                   | 主持：Bettany Hughes（英語原聲）；鄭麗麗（粵語配音） | TVB網頁 （页面存档备份，存于）                                |              |
| 11月16日 | 8       | 旅遊           | 帶你逛街市（第一輯）（Marchés sur terre）                                                | 主持：Julie Laferrière（法語原聲）；曾佩儀（粵語配音） | TVB網頁 （页面存档备份，存于）                                |              |
| 11月27日 | 12      | 健康資訊       | 尋找主診醫生（第二輯）（主治医が見つかる診療所）                                         | 主持：草野仁、東野幸治、森本智子（日語原聲）；朱子聰、蕭徽勇、陳琴雲（粵語配音） 旁白：陳廷軒→陳欣（粵語配音） |                                                               |              |
| 12月3日  | 6       | 旅遊           | 遊大河‧渡怒海（Tough Boats）                                                             | 主持：Holly Morris、Zoe D'Amato、伊恩·萊特、Zay Harding（英語原聲）；曾佩儀、張炳強、雷霆（粵語配音） | TVB網頁 （页面存档备份，存于）                                |              |
| 12月9日  | 13      | 旅遊           | 秘境‧不思溢（第二季）                                                                    | 主持：廖科溢（國語原聲）；麥皓豐（粵語配音） | TVB網頁 （页面存档备份，存于）                                |              |
| 12月16日 | 1       | 科學紀錄片     | 宇宙無限（Which Universe Are We in?）                                                    | 旁白：David O Brien（英語原聲）；許盈（粵語配音） | TVB網頁 （页面存档备份，存于）                                |              |
| 12月23日 | 13      | 資訊           | 北海道大作戰（けいざいナビ北海道）                                                       | 主持：磯田彩実、阿波、小澤良太、Alena、Daniro、湯浅知里（日語原聲）；廖杏茵、陳皓宜、李鎮然、林元春、張方正、曾佩儀（粵語配音） 旁白：小澤良太、湯浅知里、磯田彩実（日語原聲）；李鎮然、曾佩儀、廖杏茵（粵語配音） |                                                               |              |
| 12月25日 | 1       | 真人秀         | 三個小生入名校（Most Famous School in the World）                                        | | TVB網頁 （页面存档备份，存于）                                |              |
| 12月25日 | 1       | 自然紀錄片     | 天氣反常了？（What's Wrong with our Weather?）                                           | 主持：Helen Czerski、John Hammond（英語原聲）；許盈、招世亮（粵語配音） | TVB網頁 （页面存档备份，存于）                                |              |
| 12月25日 | 1       | 飲食紀錄片     | 甜蜜過聖誕（Vanille, Zimt und Mandelsplitter - Weihnachtsbäckerei in Europa）            | 旁白：潘文柏（粵語配音） | TVB網頁 （页面存档备份，存于）                                |              |
| 12月26日 | 1       | 紀錄片         | BB的奇妙世界（Secret Life of Babies）                                                    | 旁白：Martin Clunes（英語原聲）；蕭徽勇（粵語配音） | TVB網頁 （页面存档备份，存于）                                |              |

## 2018年
| 首播日期 | 集數 | 類別           | 節目名稱                                                                 | 主持/演出/旁白 | 官方網頁                       | 備註                                               |
| -------- | ---- | -------------- | ------------------------------------------------------------------------ | --- | ------------------------------ | -------------------------------------------------- |
| 1月1日   | 1    | 健康資訊       | 飲得其法（Is Binge Drinking That Bad）                                   | 主持：Chris van Tulleken、Xand van Tulleken（英語原聲）；李鎮然、周倚天（粵語配音） | TVB網頁 （页面存档备份，存于） |                                                    |
| 1月1日   | 1    | 健康資訊       | 卡路里真相（The Truth About Calories）                                   | 主持：Chris van Tulleken（英語原聲）；黃啟昌（粵語配音） | TVB網頁 （页面存档备份，存于） |                                                    |
| 1月1日   | 1    | 健康資訊       | 無肉不歡？（Should I Eat Meat?）                                         | 主持：Michael Mosley（英語原聲）；陳欣（粵語配音） | TVB網頁 （页面存档备份，存于） |                                                    |
| 1月1日   | 1    | 健康資訊       | 脂肪真相（The Truth about Fat）                                          | 主持：Saleyha Ahsan（英語原聲）；沈小蘭（粵語配音） | TVB網頁 （页面存档备份，存于） |                                                    |
| 1月1日   | 1    | 人物傳記紀錄片 | 巨星足印︰佛烈雅士提（Darcey Bussell Looking for Fred Astaire）          | 主持：Darcey Bussell（英語原聲）；許盈（粵語配音） | TVB網頁 （页面存档备份，存于） |                                                    |
| 1月9日   | 6    | 紀錄片         | 科研大步走（How We Got to Now with Steven Johnson）                      | 主持：Steven Johnson（英語原聲）；陳欣（粵語配音） | TVB網頁 （页面存档备份，存于） |                                                    |
| 1月11日  | 13   | 旅遊           | 帶你逛街市（第二輯）（Marchés sur terre）                                | 主持：Julie Laferrière（法語原聲）；曾佩儀（粵語配音） | TVB網頁 （页面存档备份，存于） |                                                    |
| 1月13日  | 1    | 健康資訊       | 肉食真相（The Truth About Meat）                                         | 主持：Michael Mosley（英語原聲）；陳欣（粵語配音） | TVB網頁 （页面存档备份，存于） |                                                    |
| 1月14日  | 5    | 科學紀錄片     | 我們的宇宙（Human Universe）                                             | 主持：布萊恩·考克斯（英語原聲）；麥皓豐（粵語配音） |                                |                                                    |
| 1月14日  | 6    | 紀錄片         | 漂流亞馬遜（Transamazonica The Frail Frontier）                          | 主持：Reza Pakravan、Phillippa Stewart（英語原聲）；潘文柏、許盈（粵語配音） |                                |                                                    |
| 2月3日   | 9    | 紀錄片         | 夢想創未來（第一季）（Dream the Future (I)）                             | 旁白：魏惠娥（粵語配音） |                                |                                                    |
| 2月4日   | 1    | 健康資訊       | 敏感現代人（Allergies: Modern Life and Me）                              | 旁白：Amanda Redman（英語原聲）；袁淑珍（粵語配音） |                                |                                                    |
| 2月16日  | 1    | 飲食紀錄片     | 稻米故事（Masters of Rice）                                              | 旁白：黃啟昌（粵語配音） |                                |                                                    |
| 2月18日  | 1    | 健康資訊       | 英國美食健康嗎？（Britain's Favorite Food: Are They Good for You）       | 主持：Alice Roberts（英語原聲）；許盈（粵語配音） |                                |                                                    |
| 2月19日  | 1    | 飲食紀錄片     | 松露的秘密（Masters of the Truffle）                                     | 旁白：張錦江（粵語配音） |                                |                                                    |
| 2月19日  | 1    | 健康資訊       | 男女腦不同？（Is Your Brain Male or Female?）                            | 主持：Michael Mosley、Alice Roberts（英語原聲）；陳欣、陸惠玲（粵語配音） |                                |                                                    |
| 2月19日  | 1    | 自然紀錄片     | 張家界絕色（Zhangjiajie's Miracle Stone Forest）                         | 旁白：陳欣（粵語配音） |                                |                                                    |
| 2月20日  | 3    | 健康資訊       | 完美餐單（Perfect Diet for You?）                                        | 主持：Chris van Tulleken、塔妮婭·拜倫（英語原聲）；麥皓豐、柚子蜜（粵語配音） |                                |                                                    |
| 2月25日  | 13   | 飲食           | 上食堂（第二季）                                                         | 旁白：鄭炳泰（華語原聲）；張裕東（粵語配音） |                                |                                                    |
| 3月4日   | 6    | 紀錄片         | 非洲文明之旅（Africa's Great Civilizations）                             | 主持：亨利·路易斯·蓋茨（英語原聲）；潘文柏（粵語配音） |                                |                                                    |
| 3月9日   | 5    | 飲食紀錄片     | 老廣的味道（第一季）                                                     | 旁白：葉振聲（粵語配音） |                                |                                                    |
| 3月10日  | 13   | 旅遊           | 秘境‧不思溢（第三季）                                                    | 主持：廖科溢（國語原聲）；麥皓豐（粵語配音） | TVB網頁 （页面存档备份，存于） |                                                    |
| 3月12日  | 6    | 健康資訊       | 食物精明眼（Food Detectives）                                            | 主持：Alice Roberts、Tom Kerridge、Sean Fletcher（英語原聲）；許盈、蕭徽勇、張方正（粵語配音） |                                |                                                    |
| 3月26日  | 6    | 健康資訊       | 細說癌症（Cancer The Emperor of All Maladies）                           | 旁白：Edward Herrmann（英語原聲）；蘇強文（粵語配音） |                                |                                                    |
| 3月30日  | 1    | 健康資訊       | 越驗越傷身？（Are Health Tests Really a Good Idea?）                     | 主持：Michael Mosley（英語原聲）；陳欣（粵語配音） |                                |                                                    |
| 3月30日  | 1    | 紀錄片         | 追尋浮世繪足跡（京の摺師～パリに渡った浮世絵～）                         | 旁白：朱子聰（粵語配音） |                                |                                                    |
| 3月30日  | 1    | 健康資訊       | 打開自閉的天空（Living with Autism）                                     | 主持：Uta Frith（英語原聲）；陸惠玲（粵語配音） |                                |                                                    |
| 3月30日  | 1    | 飲食紀錄片     | 復活美食行（Pinzen, Fladen, süße Zöpfe - Osterzauber in Europa）         | 旁白：陳卓智（粵語配音） |                                |                                                    |
| 3月30日  | 1    | 健康資訊       | 食得長壽（Eat to Live Forever with Giles Coren）                         | 主持：Giles Coren（英語原聲）；劉奕希（粵語配音） |                                |                                                    |
| 4月2日   | 1    | 健康資訊       | 有一天我聽到（Suddenly I Hear You!）                                     | 旁白：許盈（粵語配音） |                                |                                                    |
| 4月2日   | 1    | 紀錄片         | 不一樣的飛行（Extraordinary Flights）                                    | 旁白：葉振聲（粵語配音） |                                |                                                    |
| 4月5日   | 1    | 紀錄片         | 街市旅行團（전통시장의 반란）                                            | 旁白：陳欣（粵語配音） |                                |                                                    |
| 4月5日   | 13   | 飲食紀錄片     | 築地尋味（第三輯）（Trails to Tsukiji (III)）                            | 主持：瑪莉、積遜、亞力斯、莎拉、卡爾、珍妮歐遜、尼爾遜、莎莉、卡爾卡特、積遜亨哥（英語原聲）；柚子蜜、陳欣、麥皓豐、陳皓宜、鄧志堅、黃昕瑜→羅孔柔、李鎮然、凌晞、李安邦、張方正（粵語配音） 旁白：陳欣、許盈（粵語配音） | TVB網頁 （页面存档备份，存于） |                                                    |
| 4月5日   | 1    | 飲食紀錄片     | 素食真相（Gut, Besser, Vegan?）                                          | 旁白：陳卓智（粵語配音） |                                |                                                    |
| 4月5日   | 4    | 紀錄片         | 世界怎麼樣（第十季）（What in the World (X)）                            | 主持：Peadar King（英語原聲）；潘文柏（粵語配音） |                                |                                                    |
| 4月5日   | 17   | 財經/訪談      | 商．對論（第二輯）                                                       | 主持：陳永陸 | TVB網頁 （页面存档备份，存于） |                                                    |
| 4月7日   | 3    | 紀錄片         | 生物學2.0（Biology 2.0）                                                 | 主持：Microbe Biology（英語原聲）；雷霆（粵語配音） |                                |                                                    |
| 4月12日  | 2    | 紀錄片         | 步行新意義（당신은 아직 걷지 않았다）                                    | 旁白：李安邦（粵語配音） |                                |                                                    |
| 4月13日  | 7    | 飲食紀錄片     | 老廣的味道（第二季）                                                     | 旁白：葉振聲（粵語配音） |                                | 重播改由新聞及資訊部負責後期製作及重播不設國語原聲 |
| 4月14日  | 13   | 潮流/文化資訊  | 韓藝色（第七輯）（Arts Avenue (VII)）                                    | 旁白：Choi Sue Jin（英語原聲）；黃玉娟（粵語配音） |                                |                                                    |
| 4月15日  | 9    | 旅遊           | 放眼世界360°（第二季）（Access 360° World Heritage (II)）                | 旁白：Craig Sechler（英語原聲）；張錦江（粵語配音） | TVB網頁 （页面存档备份，存于） |                                                    |
| 4月26日  | 3    | 紀錄片         | 經濟再思量（Money World - Fate of Capitalism）                           | 旁白：陳欣（粵語配音） |                                |                                                    |
| 4月28日  | 15   | 紀錄片         | 古今天外（第五季）（Ancient Aliens (V)）                                 | 旁白：Robert Clotworthy（英語原聲）；招世亮（粵語配音） | TVB網頁 （页面存档备份，存于） |                                                    |
| 5月1日   | 1    | 紀錄片         | 星空秘密（Great Scientists In Their Own Words: Secrets of the Universe） | 旁白：Michael Pennington（英語原聲）；張錦江（粵語配音） |                                |                                                    |
| 5月1日   | 1    | 紀錄片         | 數據遊戲（The Joy of Data）                                              | 主持：Hannah Fry（英語原聲）；黃昕瑜（粵語配音） |                                |                                                    |
| 5月1日   | 8    | 飲食紀錄片     | 把酒亞洲（Spirits of Asia）                                              | 主持：Paul Foster（英語原聲）；陳耀楠（粵語配音） |                                |                                                    |
| 5月7日   | 5    | 科學紀錄片     | 觸感大接觸（Nos cinq sens）                                              | 旁白：許盈（粵語配音） |                                |                                                    |
| 5月8日   | 10   | 紀錄片         | 夢想創未來（第二季）（Dream the Future (II)）                            | 旁白：魏惠娥（粵語配音） |                                |                                                    |
| 5月17日  | 3    | 紀錄片         | 中國老師決戰英格蘭（The School That Turned Chinese）                     | 旁白：Sophie Stanton（英語原聲）；鄭麗麗（粵語配音） |                                | 標清製作                                           |
| 5月22日  | 1    | 紀錄片         | 記憶天才（How to Remember Everything）                                   | 旁白：休·博內威利（英語原聲）；李鎮然（粵語配音） |                                |                                                    |
| 5月22日  | 1    | 紀錄片         | 飛向新概念（Dans Les Coulisses Du Trafic Aérien）                        | 旁白：潘文柏（粵語配音） |                                |                                                    |
| 5月27日  | 5    | 飲食紀錄片     | 餐飲餐食放大鏡（Revolution Zoom in on Ordinary Products）                | 旁白：曾佩儀（粵語配音） | TVB網頁 （页面存档备份，存于） |                                                    |
| 6月1日   | 3    | 飲食紀錄片     | 尋味順德                                                                 | 旁白：李立宏（國語原聲）；鄧志堅（粵語配音） | TVB網頁 （页面存档备份，存于） |                                                    |
| 6月2日   | 2    | 紀錄片         | 漫畫工房（浦沢直樹の漫勉）                                               | 主持：浦澤直樹（英語原聲）；葉振聲（粵語配音） 旁白：李潤知（粵語配音） |                                |                                                    |
| 6月3日   | 3    | 紀錄片         | 印巴之路（Dangerous Borders A Journey Across India & Pakista）           | 主持：Babita Sharma、Adnan Sarwar（英語原聲）；陸惠玲、葉振聲（粵語配音） |                                |                                                    |
| 6月7日   | 2    | 紀錄片         | 尋寶獵人（The Treasure Hunters）                                         | 主持：Ellie Harrison、Dallas Campbell（英語原聲）；曾秀清、陳欣（粵語配音） |                                |                                                    |
| 6月9日   | 4    | 旅遊           | 遊走日本山陰（Enjoy! Cruise Japan!）                                     | 主持：Anita Kapoor、Risa Wakabayashi（英語原聲）；曾佩儀、柚子蜜（粵語配音） 旁白：柚子蜜（粵語配音） |                                |                                                    |
| 6月11日  | 13   | 健康資訊       | 別讓身體不開心（第四輯）                                                 | 主持：任家萱、潘懷宗（國語原聲）；鄭麗麗、葉振聲（粵語配音） | TVB網頁 （页面存档备份，存于） |                                                    |
| 6月16日  | 5    | 紀錄片         | 「伊」殿園的秘密（A Glimpse of Paradise）                                | 旁白：陸惠玲（粵語配音） |                                |                                                    |
| 6月18日  | 1    | 紀錄片         | 細味山形（タマゲタ！YAMAGATA）                                           | 主持：ドンキー佐藤、白崎映美（日語原聲）；陳卓智、黃玉娟（粵語配音） 柚子蜜（粵語配音） |                                |                                                    |
| 6月21日  | 6    | 紀錄片         | 百萬發明家（第一季）（Make Me a Millionaire Inventor (I)）               | 主持：George Zaidan、Deanne Bell（英語原聲）；麥皓豐、許盈（粵語配音） | TVB網頁 （页面存档备份，存于） |                                                    |
| 6月22日  | 3    | 飲食紀錄片     | 偉大的一餐                                                               | 旁白：葉振聲（粵語配音） |                                | 重播改由新聞及資訊部負責後期製作及重播不設國語原聲 |
| 6月23日  | 13   | 紀錄片         | 島嶼情懷（第一輯）（The Island Diaries with Sophie Fouron (I)）          | 主持：Sophie Fouron（英語原聲）；陳琴雲（粵語配音） | TVB網頁 （页面存档备份，存于） |                                                    |
| 6月24日  | 1    | 紀錄片         | 黑網（Inside the Dark Web）                                              | 旁白：Amanda Drew（英語原聲）；劉惠雲（粵語配音） |                                |                                                    |
| 7月1日   | 13   | 飲食紀錄片     | 台灣味道（第三季）                                                       | | TVB網頁 （页面存档备份，存于） |                                                    |
| 7月1日   | 1    | 紀錄片         | 網上情緣（How to Find Love Online）                                      | 主持：Hannah Fry、Xand van Tulleken（英語原聲）；曾秀清、陳欣（粵語配音） |                                |                                                    |
| 7月2日   | 1    | 紀錄片         | 金字塔解密（Khéops, Mystérieuses Découvertes）                           | 旁白：陳卓智（粵語配音） |                                |                                                    |
| 7月2日   | 4    | 旅遊           | 慢活日本（Enjoy! Slow Japan!）                                           | 主持：Anita Kapoor（英語原聲）；曾佩儀（粵語配音） 旁白：柚子蜜（粵語配音） |                                |                                                    |
| 7月2日   | 1    | 紀錄片         | 前進火星（Destination Mars）                                             | 旁白：柚子蜜（粵語配音） |                                |                                                    |
| 7月2日   | 4    | 紀錄片         | 世界怎麼樣（第十一季）（What in the World (XI)）                         | 主持：Peadar King（英語原聲）；潘文柏（粵語配音） |                                |                                                    |
| 7月8日   | 1    | 健康資訊       | 癡肥背後（Why Are We Getting So Fat?）                                   | 主持：Giles Yeo（英語原聲）；黃啟昌（粵語配音） |                                |                                                    |
| 7月10日  | 4    | 紀錄片         | 未來由我創（Future Makers）                                              | 旁白：招世亮、柚子蜜（粵語配音） |                                |                                                    |
| 7月15日  | 1    | 紀錄片         | 致勝秘訣（The Joy of Winning）                                           | 主持：Hannah Fry（英語原聲）；黃昕瑜（粵語配音） |                                |                                                    |
| 7月21日  | 2    | 文化紀錄片     | 日藝達人（YAMAGATA やまがたクラフトストーリー CRAFT STORY）              | 主持：黛英里佳（日語原聲）；吳羨婷（粵語配音） 旁白：佐伯敏光（日語原聲）；潘文柏（粵語配音） |                                |                                                    |
| 7月29日  | 1    | 紀錄片         | 別有洞天（Underwater Universe of the Orda Cave）                         | 旁白：張錦江（粵語配音） |                                |                                                    |
| 8月2日   | 8    | 紀錄片         | 百萬發明家（第二季）（Make Me a Millionaire Inventor (II)）              | 主持：George Zaidan、Deanne Bell（英語原聲）；麥皓豐、許盈（粵語配音） | TVB網頁 （页面存档备份，存于） |                                                    |
| 8月4日   | 1    | 文化紀錄片     | 獨具匠心（Meet the Makers）                                              | 旁白：麥皓豐（粵語配音） |                                |                                                    |
| 8月5日   | 8    | 長者           | 超級「八十」後（Super Octogenarians）                                    | | TVB網頁 （页面存档备份，存于） |                                                    |
| 8月5日   | 4    | 紀錄片         | 畜牧文化（가축）                                                         | 旁白：陳欣（粵語配音） | TVB網頁 （页面存档备份，存于） |                                                    |
| 8月5日   | 3    | 紀錄片         | 格陵蘭野性的呼喚（하얀묵시록 그린란드）                                  | 主持：洪成泰（韓語原聲）；葉振聲（粵語配音） 旁白：陸惠玲（粵語配音） | TVB網頁 （页面存档备份，存于） |                                                    |
| 8月7日   | 6    | 紀錄片         | 大師級工程（A La Conquête Des Mondes）                                   | 旁白：許盈、陳欣（粵語配音） | TVB網頁 （页面存档备份，存于） |                                                    |
| 8月11日  | 3    | 紀錄片         | 未來食物 3.0（Food 3.0）                                                 | 旁白：陸惠玲（粵語配音） | TVB網頁 （页面存档备份，存于） |                                                    |
| 8月11日  | 3    | 文化紀錄片     | 匠人的秘技（やまがた発！ニッポンものづくりの極意）                       | 主持：八波一起（日語原聲）；朱子聰（粵語配音） 旁白：津賀有子、寺瀨今日子（日語原聲）；沈小蘭（粵語配音） | TVB網頁 （页面存档备份，存于） |                                                    |
| 8月12日  | 14   | 飲食紀錄片     | 酒旅（酒旅〜そのSAKEに逢いにいく〜）                                     | 主持：青井輝彦、西辻小梢→西辻梢、小野惠美（日語原聲）；馮志輝、陳琴雲、黃昕瑜（粵語配音） 旁白：安藤麻吹（日語原聲）；陸惠玲（粵語配音） | TVB網頁 （页面存档备份，存于） |                                                    |
| 8月22日  | 10   | 飲食紀錄片     | 尋味獵人（第二輯）（Taste Hunters : Les Explorateurs du Goût saison 2）  | 主持：Benjamin Darnaud（英語原聲）；黃啟昌（粵語配音） | TVB網頁 （页面存档备份，存于） |                                                    |
| 8月24日  | 40   | 飲食紀錄片     | 味道中原                                                                 | 旁白：麥皓豐（粵語配音） |                                |                                                    |
| 8月31日  | 1    | 紀錄片         | 摺紙科學（The Origami Code）                                             | 旁白：陳耀楠（粵語配音） |                                |                                                    |
| 9月1日   | 8    | 自然紀錄片     | 氣候危機（第二季）（Years of Living Dangerously (II)）                   | 主持：大衛·萊特曼、Cecily Strong、積·伯克、伊恩·桑莫哈德、湯馬斯·佛里曼、當·卓度、阿諾·舒華辛力加、吉賽兒·邦臣、約書亞·傑克遜、妮琪·利德、阿西夫·曼迪維、泰·布利爾、布萊德利·惠特福德、艾美莉卡·弗利拉、薛歌妮·韋花（英語原聲）；朱子聰、曾秀清、劉奕希、李凱傑、陳永信、劉奕希、陳欣、鄭麗麗、張方正、廖杏茵、黃啟昌、潘文柏、張炳強、羅孔柔、劉惠雲（粵語配音） | TVB網頁 （页面存档备份，存于） |                                                    |
| 9月1日   | 20   | 文化紀錄片     | 百心百匠                                                                 | 旁白：潘文柏（粵語配音） | TVB網頁 （页面存档备份，存于） | 重播改由新聞及資訊部負責後期製作                   |
| 9月2日   | 17   | 設計資訊       | 創意移動城堡（George Clarke's Amazing Spaces Compilations）              | 主持：George Clarke（英語原聲）；葉振聲（粵語配音） | TVB網頁 （页面存档备份，存于） |                                                    |
| 9月9日   | 1    | 紀錄片         | 青春密碼（The Science of Adolescence）                                   | 旁白：鄭麗麗（粵語配音） |                                |                                                    |
| 9月10日  | 24   | 健康資訊       | 尋找主診醫生（第三輯）（主治医が見つかる診療所）                         | 主持：草野仁、東野幸治、森本智子（日語原聲）；朱子聰、蕭徽勇、陳琴雲（粵語配音） 旁白：陳欣（粵語配音） |                                |                                                    |
| 9月16日  | 1    | 紀錄片         | 婚姻密碼（The Science of Marital Misunderstanding）                      | 旁白：吳羨婷（粵語配音） |                                |                                                    |
| 9月20日  | 13   | 紀錄片         | 島嶼情懷（第二輯）（The Island Diaries with Sophie Fouron (II)）         | 主持：Sophie Fouron（英語原聲）；陳琴雲（粵語配音） | TVB網頁 （页面存档备份，存于） |                                                    |
| 9月25日  | 1    | 健康資訊       | 認識腦癇症（Epilepsy & Me）                                              | 旁白：黃玉娟（粵語配音） |                                |                                                    |
| 9月30日  | 2    | 長者           | 不老騎士                                                                 | |                                |                                                    |
| 9月30日  | 8    | 飲食           | 酒遍全世界4（In Vino Veritas (IV)）                                      | 主持：李志延 嘉賓主持：張曦雯、麥凱程 | TVB網頁 （页面存档备份，存于） | 不設粵語配音                                       |
| 10月10日 | 12   | 紀錄片         | 日本真色彩（けーぶるにっぽん 美・JAPAN）                                 | 旁白：張炳強（粵語配音） |                                |                                                    |
| 10月16日 | 1    | 文化紀錄片     | 珠峰祭典                                                                 | 旁白：蕭徽勇（粵語配音） |                                |                                                    |
| 10月17日 | 1    | 健康資訊       | 我係自戀狂？（Obsessed with My Body）                                    | 旁白：鄭麗麗（粵語配音） |                                |                                                    |
| 10月18日 | 13   | 財經/訪談      | 商．對論（第三輯）                                                       | 主持：陳永陸 | TVB網頁 （页面存档备份，存于） |                                                    |
| 10月23日 | 1    | 文化紀錄片     | 茶道之旅（女ひとり 70歳の茶事行腳）                                      | 旁白：蘇強文（粵語配音） |                                |                                                    |
| 10月28日 | 12   | 旅遊           | 悠長假「耆」（第三輯）                                                   | 主持：吳文芳（國語原聲）；朱子聰（粵語配音） | TVB網頁 （页面存档备份，存于） |                                                    |
| 11月7日  | 4    | 飲食紀錄片     | 日本漁之寶（Pride Fish from Japan!）                                     | 主持：Anita Kapoor（英語原聲）；曾佩儀（粵語配音） | TVB網頁 （页面存档备份，存于） |                                                    |
| 11月10日 | 1    | 文化紀錄片     | 聖家堂解密（Gaudi's Message）                                            | 旁白：黃玉娟（粵語配音） |                                |                                                    |
| 11月17日 | 1    | 文化紀錄片     | 重現北齋浮世繪（ロスト北斎）                                             | 旁白：黃玉娟（粵語配音） |                                |                                                    |
| 11月21日 | 4    | 飲食紀錄片     | 甜味京都（お菓子な京都）                                                 | 主持：小林嵯梨、小林香苗（日語原聲）；陳皓宜、鄭麗麗（粵語配音） 旁白：森谷威夫（日語原聲）；李凱傑（粵語配音） | TVB網頁 （页面存档备份，存于） |                                                    |
| 11月24日 | 6    | 科學紀錄片     | 科研新世紀（第二季）（Breakthrough (II)）                                | 旁白：Sheila Vand、巴里·佩珀、阿朗·艾格、麥克·寇特、（英語原聲）；鄭麗麗、鄧志堅（粵語配音） | TVB網頁 （页面存档备份，存于） |                                                    |
| 11月24日 | 2    | 文化紀錄片     | 岩手「彩」風                                                             | 旁白：麥皓豐（粵語配音） |                                |                                                    |
| 12月1日  | 1    | 文化紀錄片     | 有田燒·瀛天下（“Arita”は再び世界へ！～有田焼創業400年 奇跡のコラボ～）   | 旁白：許盈（粵語配音） |                                |                                                    |
| 12月8日  | 1    | 文化紀錄片     | 雕奪天工（全ては熊から教わった！木彫家 藤戸竹喜の世界）                  | 旁白：許盈（粵語配音） |                                |                                                    |
| 12月11日 | 5    | 紀錄片         | 橫越高加索（From Russia to Iran Crossing the Wild Frontier）             | 主持：Levison Wood（英語原聲）；葉振聲（粵語配音） | TVB網頁 （页面存档备份，存于） |                                                    |
| 12月15日 | 1    | 文化紀錄片     | 戲曲浪遊史（Travelling with the Jinju）                                  | 旁白：蘇強文（粵語配音） |                                |                                                    |
| 12月15日 | 8    | 自然紀錄片     | 文明之源（Origins: The Journey of Humankind）                            | 主持：Jason Silva（英語原聲）；李鎮然（粵語配音） | TVB網頁 （页面存档备份，存于） |                                                    |
| 12月19日 | 5    | 飲食紀錄片     | 國有香料（아시아의 향）                                                  | 旁白：李安邦（粵語配音） | TVB網頁 （页面存档备份，存于） |                                                    |
| 12月22日 | 1    | 文化紀錄片     | 九州製造（Kyushu Ancestral Japan）                                       | 旁白：蕭徽勇（粵語配音） |                                |                                                    |
| 12月25日 | 1    | 紀錄片         | 智在打機（Are Video Games Really That Bad?）                             | 旁白：李致林（粵語配音） |                                |                                                    |
| 12月29日 | 1    | 文化紀錄片     | 尋找忍術大師（Living Ninja Legend）                                      | 旁白：陳卓智（粵語配音） |                                |                                                    |

## 2019年
| 首播日期 | 集數    | 類別       | 節目名稱                                                          | 主持/演出/旁白 | 官方網頁                       | 備註                                               |
| -------- | ------- | ---------- | ----------------------------------------------------------------- | --- | ------------------------------ | -------------------------------------------------- |
| 1月5日   | 26      | 文化紀錄片 | 代代相傳（日本のチカラ）                                          | 旁白：蘇強文、黃玉娟（粵語配音）                                                                                          |                                |                                                    |
| 1月11日  | 12      | 飲食紀錄片 | 宅人食堂（第二輯）                                                | 旁白：雷霆（粵語配音） | TVB網頁 （页面存档备份，存于） |                                                    |
| 1月12日  | 1       | 科學紀錄片 | 智能危機（Home Gadgets at Risk）                                  | 旁白：陳卓智（粵語配音）                                                                                                  |                                |                                                    |
| 1月18日  | 1       | 紀錄片     | 對抗寨卡（Sur le fil du Zika）                                    | 主持：雷霆（粵語配音） |                                |                                                    |
| 1月20日  | 12      | 旅遊       | 悠長假「耆」（第四輯）                                            | 主持：吳文芳（國語原聲）；朱子聰（粵語配音）                                                                              |                                |                                                    |
| 1月22日  | 1       | 紀錄片     | 男女價不同?                                                       | 旁白：魏惠娥（粵語配音）                                                                                                  |                                |                                                    |
| 1月25日  | 1       | 健康資訊   | 記憶力知多D（Je me souviens donc je me trompe）                   | 主持：Anna Flori Lamour（英語原聲）；許盈（粵語配音）                                                                     |                                |                                                    |
| 2月5日   | 3       | 飲食紀錄片 | 遇見-行走的檸檬                                                   | 主持：楊瑩鳳、胡俊文（國語原聲）；鄭麗麗、蘇強文（粵語配音）                                                              |                                |                                                    |
| 4月5日   | 6       | 飲食紀錄片 | 水果傳                                                            | 旁白：張炳強（粵語配音）                                                                                                  |                                | 重播改由新聞及資訊部負責後期製作及重播不設國語原聲 |
| 4月6日   | 6       | 紀錄片     | 歡迎來我家（第二季）（Habiter Le Monde）                          | 主持：Philppe Simay（法語原聲）；雷霆（粵語配音）                                                                         |                                |                                                    |
| 4月6日   | 6       | 文化紀錄片 | 霓裳古風（A Stitch in Time）                                      | 主持：Amber Butchart（英語原聲）；黃玉娟（粵語配音）                                                                      |                                |                                                    |
| 4月9日   | 1       | 文化紀錄片 | 天坑-瑪雅之謎（T세노테 마야의 비밀을 상키디）                     | 旁白：黃啟昌（粵語配音）                                                                                                  |                                |                                                    |
| 4月11日  | 12      | 財經/訪談  | 商．對論（第四輯）                                                | 主持：陳永陸、詹可琳 | TVB網頁 （页面存档备份，存于） |                                                    |
| 4月13日  | 2       | 紀錄片     | 四肢解構（Hands & Feet）                                          | 主持：George McGavin（英語原聲）；陳永信（粵語配音）                                                                      | TVB網頁 （页面存档备份，存于） |                                                    |
| 4月14日  | 12      | 旅遊       | 悠長假「耆」（第五輯）                                            | 主持：吳文芳（國語原聲）；朱子聰（粵語配音）                                                                              |                                |                                                    |
| 4月15日  | 24      | 健康資訊   | 尋找主診醫生（第四輯）（主治医が見つかる診療所）                  | 主持：草野仁、東野幸治、森本智子（日語原聲）；朱子聰、蕭徽勇、陳琴雲（粵語配音） 旁白：陳欣（粵語配音）                   |                                |                                                    |
| 4月16日  | 1       | 紀錄片     | 切爾諾貝爾 - 曙光重現（미래의상 체리노빌）                        | 旁白：翟耀輝（粵語配音）                                                                                                  |                                |                                                    |
| 4月19日  | 1       | 紀錄片     | 長生不老（The Immortalist）                                       | 主持：Miguel Nicolelis（英語原聲） 旁白：許盈（粵語配音）                                                                 |                                |                                                    |
| 4月23日  | 1       | 紀錄片     | 重建熊本城（Samurai Castle）                                      | 旁白：曾佩儀（粵語配音）                                                                                                  |                                |                                                    |
| 4月30日  | 1       | 紀錄片     | 天空森林（Legendary Giant Tree of Yakushima）                     | 旁白：陳欣（粵語配音） |                                |                                                    |
| 5月7日   | 1       | 紀錄片     | 昆布之旅（ニッポン千年のだし）                                    | 主持：夏菜（日語原聲）；羅孔柔（粵語配音）                                                                                |                                |                                                    |
| 5月14日  | 1       | 紀錄片     | 塑膠殺鯨事件（A Plastic Whale）                                   | 主持：Thomas Moore（英語原聲）；陳欣（粵語配音）                                                                          |                                |                                                    |
| 5月18日  | 13      | 文化紀錄片 | 遊藝園（第二季）（ArTravel (II)）                                 | 旁白：黃玉娟、鄧志堅（粵語配音）                                                                                          |                                |                                                    |
| 5月25日  | 1       | 紀錄片     | 塑料回收 - 真實與假象（Dirty Business）                           | 主持：Nick Martin（英語原聲）；陳卓智（粵語配音）                                                                         |                                |                                                    |
| 5月27日  | 15      | 旅遊       | 美國鐵路遊（Great American Railroad Journeys）                    | 主持：邁克·波蒂略（英語原聲）；陳永信（粵語配音）                                                                         |                                |                                                    |
| 6月1日   | 1       | 紀錄片     | 北極守護者（Arctic Peril）                                        | 主持：Lewis Pugh（英語原聲）；李錦綸（粵語配音） 旁白：許盈（粵語配音）                                                   |                                |                                                    |
| 6月19日  | 2       | 紀錄片     | 碧咸走進亞馬遜（David Beckham into the Unknown）                  | 演出：大衛·碧咸、Anthony Mandler、David Gardner、Derek White（英語原聲）；潘文柏、李錦綸、朱子聰、葉振聲（粵語配音）      |                                |                                                    |
| 7月3日   | 3       | 紀錄片     | 未來食材（Tomorrow's Food）                                       | 主持：達拉·奧布萊恩、Angela Hartnett、Chris Bavin、Shini Somara（英語原聲）；蕭徽勇、沈小蘭、李鎮然、曾秀清（粵語配音）   |                                |                                                    |
| 7月7日   | 13      | 長者       | 幸福銀髮讚（第二輯）                                              | 主持：童中白、梁惠雯、蔣有美、洪素卿（國語原聲）；陸惠玲、魏惠娥、劉惠雲、曾佩儀（粵語配音）                              |                                |                                                    |
| 7月19日  | 27      | 飲食       | 邊走邊吃（第三輯）（Les Carnets de Julie (III)）                  | 主持：Julie Andrieu（法語原聲）；陸惠玲（粵語配音）                                                                       |                                |                                                    |
| 7月22日  | 5       | 旅遊       | 歐陸鐵路遊（第一季）（Great Continental Railway Journeys (I)）    | 主持：邁克·波蒂略（英語原聲）；馮瀚輝（粵語配音）                                                                         |                                |                                                    |
| 7月25日  | 2       | 健康資訊   | 留得住的青春（第一輯）（How To Stay Young (I)）                   | 主持：Chris van Tulleken（英語原聲） 旁白：麥皓豐（粵語配音）                                                             |                                |                                                    |
| 8月7日   | 1       | 健康資訊   | 治療認知障礙症（Curing Alzheimer's）                              | 旁白：沈小蘭（粵語配音）                                                                                                  |                                |                                                    |
| 8月14日  | 3       | 真人秀     | 英倫人在野（Britain's Biggest Adventures with Bear Grylls）       | 主持：貝爾·格里爾斯（英語原聲）；招世亮（粵語配音）                                                                       |                                |                                                    |
| 8月15日  | 1       | 飲食       | 名廚「鹽」選（셰프의 소금）                                       | 旁白：陳欣（粵語配音） |                                |                                                    |
| 8月17日  | 1       | 文化紀錄片 | 大芬摹坊（나는 피카소가 아니다）                                  | 旁白：翟耀輝（粵語配音）                                                                                                  |                                |                                                    |
| 8月22日  | 1       | 紀錄片     | 天津生態城（Cool Living in an Eco-city）                          | 旁白：Petrina Kow（英語原聲）；陳琴雲（粵語配音）                                                                         |                                |                                                    |
| 8月24日  | 1       | 文化紀錄片 | 極度花藝                                                          | 演出：東信（日語原聲）；李錦綸（粵語配音）                                                                                |                                |                                                    |
| 8月26日  | 6       | 旅遊       | 歐陸鐵路遊（第四季）（Great Continental Railway Journeys (IV)）   | 主持：邁克·波蒂略（英語原聲）；陳永信（粵語配音）                                                                         |                                |                                                    |
| 9月4日   | 2       | 紀錄片     | 地底探險記（World Beneath Your Feet）                             | 主持：Dallas Campbell（英語原聲）；李鎮然（粵語配音）                                                                     |                                |                                                    |
| 9月7日   | 8       | 文化紀錄片 | 潮聖博物館（The Art of Museums）                                  | 主持：Matt Lodder（英語原聲）；陳欣（粵語配音）                                                                           |                                |                                                    |
| 9月18日  | 1       | 健康資訊   | 護髮知多D（Hair Care Secrets）                                    | 主持：Helen Czerski、Dame Anne Glover、Laura Waters、Zoe Williams（英語原聲）；鄭麗麗、陸惠玲、劉惠雲、沈小蘭（粵語配音） |                                |                                                    |
| 9月28日  | 4       | 科學紀錄片 | 細說科幻史（The Real History of Science Fiction）                 | 旁白：馬克·加蒂斯（英語原聲）；張錦江（粵語配音）                                                                         |                                |                                                    |
| 10月7日  | 1       | 健康資訊   | 認識 ADHD（ADHD Not Just for Kids）                               | 主持：大衛·鈴木（英語原聲）；陳欣（粵語配音）                                                                             |                                |                                                    |
| 10月7日  | 6       | 旅遊       | 歐陸鐵路遊（第五季）（Great Continental Railway Journeys (V)）    | 主持：邁克·波蒂略（英語原聲）；陳永信（粵語配音）                                                                         |                                |                                                    |
| 10月15日 | 7       | 飲食       | 滋味北歐（Destination Flavour Scandinavia）                       | 主持：廖崇明（英語原聲）；陳卓智（粵語配音）                                                                              |                                |                                                    |
| 10月21日 | 3       | 健康資訊   | 癌症戰爭（The Battle with the Big C）                             | 旁白：黃啟昌（粵語配音）                                                                                                  |                                |                                                    |
| 10月23日 | 2       | 兒童紀錄片 | 千禧BB檔案（第一季）（Child of Our Time (I)）                     | 旁白：Robert Winston、塔妮婭·拜倫（英語原聲）；張炳強、詹健兒（粵語配音）                                                 |                                |                                                    |
| 11月5日  | 4       | 紀錄片     | 企業大翻身（第二季）（Inside the Storm Back from the Brink (II)） | 旁白：黃玉娟（粵語配音）                                                                                                  |                                |                                                    |
| 11月6日  | 3       | 健康資訊   | 美食科學（Food Delicious Science）                                | 旁白：麥皓豐（粵語配音）                                                                                                  |                                |                                                    |
| 11月9日  | 54 (56) | 文化紀錄片 | 細味文明（Flavors）                                               | 旁白：陳耀楠（粵語配音）                                                                                                  |                                | 第1集不設英語原聲                                  |
| 11月27日 | 3       | 紀錄片     | 天空之城（City in the Sky）                                       | 旁白：Dallas Campbell（英語原聲）；鄧志堅（粵語配音）                                                                     |                                |                                                    |
| 12月3日  | 26      | 科技資訊   | 科技看未來（第二季）（Xploration Earth 2050 (II)）                | 主持：Chuck Pell（英語原聲）；潘文柏（粵語配音）                                                                          |                                |                                                    |
| 12月11日 | 6       | 旅遊       | 情迷西班牙（Alex Polizzi's Secret Spain）                         | 主持：Alex Polizzi（英語原聲）；黃玉娟（粵語配音）                                                                        |                                |                                                    |
| 12月12日 | 10      | 飲食       | 糕點大都會（第二季）（Paul Hollywood City Bakes (II)）            | 主持：Paul Hollywood（英語原聲）；陳欣（粵語配音）                                                                        |                                |                                                    |
| 12月18日 | 1       | 科學紀錄片 | 無人駕駛新紀元（Dawn of the Driverless Car）                      | 旁白：Sara Pascoe（英語原聲）；鄭麗麗（粵語配音）                                                                         |                                |                                                    |
| 12月24日 | 8       | 紀錄片     | 崇山峻嶺極地行（第二季）（Extreme Treks Sacred Mountains (II)）   | 主持：Ryan Pyle（英語原聲）；雷霆（粵語配音）                                                                             |                                |                                                    |
| 12月25日 | 4       | 旅遊       | 浪漫之都（Love in the City）                                      | 旁白：Marion Billy（英語原聲）；蘇強文（粵語配音）                                                                        |                                |                                                    |
| 12月25日 | 1       | 科學紀錄片 | 南極考察站（Ice Station Antarctica）                              | 主持：Peter Gibbs（英語原聲）；陳欣（粵語配音）                                                                           |                                |                                                    |
| 12月25日 | 1       | 紀錄片     | 關愛跨性別孩子（Louis Theroux Transgender Kids）                  | 主持：Louis Theroux（英語原聲）；黃啟昌（粵語配音）                                                                       |                                |                                                    |
| 12月28日 | 8       | 科技資訊   | 科技新思維（The Big Idea）                                        | 主持：Justin Bratton（英語原聲）；雷霆（粵語配音）                                                                        |                                |                                                    |